# سلحفاة
السُّلَحْفاةُ() (الجمع: سَلاحِفُ) حيَوانٌ زاحفٌ يتميَّز بصَدَفةٍ عَظميَّة تنمو من أضلاعه وتُغطِّي أغلبَ جسده. والسُّلَحْفِيَّات هي رُتبة السَّلاحِف من طائفة الزواحف.
تنقسم السَّلاحِفُ المُعاصرة إلى مجموعتين: مخفيَّات الرقبة (الاسم العلمي: Cryptodira) وجانبيَّة الرقبة (الاسم العلمي: Pleurodira)، والأنواع المُنتمية لكُلِّ مجموعةٍ منها يتميَّز بعضُها من بعض بكيفيَّة إخفائها رؤوسَها داخل أصدافها. يصلُ عدد أنواع السلاحف البريَّة والبحريَّة والنهريَّة الباقية والمُنقرضة حديثًا إلى ثلاثمئة وستين نوعًا، تنتشر في جميع القارَّات عدا القُطبيَّة الجنوبيَّة، وبعض الجُزُر، وأغلب المُحيطات. تستنشق السلاحف الهواء شأنها شأن سائر السلويَّات، ولا تضع بُيُوضها إلَّا على البَرِّ وإن كان الكثير من أنواعها تعيش في المياه أو على أطرافها.
تتكوَّن أصداف السلاحف من العظم غالبًا، وقسمها العُلويّ ذبلٌ مُقبَّب، أمَّا قسمها السُفليّ فصدرةٌ لوحيَّة أغلبها مُسطَّحٌ. السطح الخارجيّ مُغطَّى بحراشف كيراتينيَّة، وهي المادَّة ذاتها التي تتكوَّن منها الشُعُور والقُرُون والمخالب. تنشأ أعظم الذبل من أضلاع السُلحفاة النامية جانبيًّا، ثُمَّ تتخذ شكل صفائح عريضة مُسطَّحة تتصل ببعضها لتُغطِّي جسد السُلحفاة. السلاحف خارجيَّة الحرارة، أي ما تُسمِّيه العامَّة «كائنات باردة الدم»، أي هي كائناتٌ تتبدل درجة حرارة أجسادها بتبدُّل حرارة مُحيطها. والسلاحف قوارت انتهازيَّة غالبًا، تقتات على النباتات وبعض الحيَوانات البطيئة مثل اللافقاريَّات. كثيرٌ من أنواع السلاحف تُهاجر موسميًّا لمسافاتٍ قصيرة، والسلاحف البحريَّة (اللجآت) هي الزواحف الوحيدة التي تُهاجر مسافاتٍ بعيدة لتضع بُيُوضها على شواطئَ تختارها.
صُوِّرت السلاحف في العديد من الأساطير والقصص الشعبيَّة حول العالم. يُربِّي البشر عدَّة أنواع من السلاحف البريَّة والمائيَّة لغرض الاستئناس والزينة، وبعض الناس يصطادونها لغرض الحُصُول على لُحُومها أو أصدافها أو لاستخدام بعض أجزاء أجسادها في الطب التقليدي. كثيرًا ما تعلق السلاحف البحريَّة في شباك الصيد عرضيًّا، فتهلك، ومن المخاطر الأُخرى التي تواجهها تدمير موائلها الطبيعيَّة، وقد أدَّت هذه المخاطر وغيرها إلى اندثار بعض الأنواع وتهديد بعضها الآخر بالانقراض.

## التسمية
السُّلَحْفَاة أو السُّلَحْفِيَة أو السُّلَحْفَاء أو السُّلَحْفَى أو السُّلْحَفَى تسميةٌ فارسيَّة مُعرَّبة وفقًا للعلَّامة أمين المعلوف، وأصلها «سُوْلَەپَای»، وهي تسميةٌ منحوتة من «سوله» أي النقب، و«پای» أي رِجْل، فيكون المعنى الحرفي: التي أرجلها في النقب، أي تخرج من الثُقُوب. وقال آخرون أنَّ التسمية مشتقَّة من الصِّيغة الآراميَّة غير الواردة المشابهة للسُّريانيَّة الفُصحى «سَلُّوفِيثَا = ܣܘܪܝܝܐ» وهي مُشتقَّة بدورها من الأكديَّة «شِلِپُّوم =  𒃻𒅮𒈾» ومن معانيها «سلحفاة» و«حيَّة» و«صدفة» و«بيض» و«علبة». والتسمية العربيَّة شقيقة العبرانيَّة «شَلْحُوپَا = שַׁלְחוּפָה»، أي تشترك معها في التأثيل ذاته.
ذكرها يُسمَّى «غَيْلَم»، والأُنثى «سُلَحْفاة»، وإن قيلت مُطلقًا فهي تعني السُلحفاة البريَّة تحديدًا، أمَّا السُّلَحفاة البحريَّة فتُسمَّى بالعربيَّة «لجأة» وجمعها «لجآت»، قال الدَّميري في حياة الحيوان الكُبرى: «سُلَحْفِيَة مثل بُلَهْنِيَة، وهي بالهاء عند الكافة وعند ابن عبدوس: السُّلَحْفَا، بغير هاء. وذكرها يُقالُ له غَيْلَم، وهذا الحيَوان يبيضُ في البرِّ فما نَزَل منه في البحرِ كَان لَجْأَةً، وما استمرَّ في البَرِّ كانَ سُلَحْفَاة». أمَّا سلاحف الأنهار والمناقع فتُسمَّى واحدتها «حَمَسَة» أو «رَقٌّ»، والأنواع ليِّنة الجلد منها تُسمَّى «تِرْسَة».
تُلفظ كلمة «السُّلَحفاة» مُحرَّفةً بعض الشيء في عددٍ من اللهَجات العربيَّة، ففي مصر تُلفظ «زِحْلِفَة»، وفي الشَّام «زِلْحِفَة»، و«زِلِحْفِة». وتتميَّز اللهَجات المغربيَّة عن سائر أخواتها العربيَّة من حيث أنَّها لا تُحرِّف تسمية هذه الكائنات وإنَّما تستبدلها تمامًا بالتسمية البربريَّة «فَكْرُونْ»، من «إفكر» و«إفكِرَان» وهو اسم السُلحفاة بألسنة البربر، قال ابن سيده في المُخصَّص: «والسُّلحفَاة تُكنَّى أَبَا فَكْرُونْ».
التسمية العلميَّة للسَّلاحف «تَسْتُودِينِس» (باللاتينية: Testudines) مُشتقَّة من الاسم اللاتيني لهذه الكائنات «تَسْتُودُو» (باللاتينية: Testudo)؛ وقد صاغها عالم الطبيعيَّات الألماني أوغست بَتش (بالألمانية: August Batsch) سنة 1788. أُطلق على هذه الرُتبة من الكائنات تسميات علميَّةً مُختلفة قديمًا، فسمَّاها عالم الحيوانات الفرنسي پيير أندريه لاتريل «اتْشِيلُونِي» (باللاتينية: Chelonii) سنة 1800، وسمَّاها عالم التشريح الأيرلندي جيمس مكارتني «شيلونيا» (باللاتينية: Chelonia) سنة 1802، وكلتا التسميتين مُشتقتين من التسمية الإغريقيَّة للسُلحفاة «اتْشِيلُون = χελώνη». اعتُمدت التسمية الأولى، أي «تَسْتُودِينِس» على أساس الأقدميَّة كما هي العادة في التسميات العلميَّة للكائنات الحيَّة، ونُحتت منها صفة إنگليزيَّة جديدة هي «Chelonian» لتكون مُقابلًا آخرًا لتسميات أعضاء هذه الرُتبة.

## الوصف الجسدي

### القد
أكبر أنواع السلاحف الباقية في العالم (ورابع أكبر الزواحف) هي اللَّجأة جلديَّة الظهر، إذ يصل طولها إلى 2.7 أمتار وتزيد زنتها عن خمسمئة كيلوغرام. أمَّا أكبر السلاحف المعروفة عبر التاريخ فهي اللَّجأة الأوليَّة الجبَّارة (الاسم العلمي: Archelon ischyros)، وهي نوعٌ انقرض في أواخر العصر الطباشيري، ووصل طولها إلى 4.5 أمتار وعرضها (بين طرفي زعنفتيها الأماميَّتين) إلى 5.25 مترًا، ويُعتقد أنَّ زنتها وصلت لقُرابة 2,200 كيلوغرام. أصغر السلاحف حجمًا هي سُلحفاة رأس الرجاء الصالح المُرقَّطة، إذ لا يزيد طولها عن عشرة سنتيمترات وتصل زنتها إلى 172 غرامًا.

### الصدفة
صدفة السُلحفاة فريدةٌ بين الفقاريَّات، وتُؤمِّنُ لصاحبتها حمايةً من الضواري والعوامل الطبيعيَّة. تتكوَّن الصدفة من عددٍ من العظام تتراوح بين خمسين وستين، وتتألَّف من قسمين: الذبل المُقبَّب الظهريّ، والصدرة اللوحيَّة البطنيَّة شبه المُفلطحة. يتَّصل القسمان بامتداداتٍ جانبيَّةٍ تخرج من الصدرة.

مقطعٌ سهميّ للهيكل العظمي للسُلحفاة.

الذبل مُنصهرٌ بالعمود الفقري والأضلاع، بينما تتكوَّن الصدرة من عظام حزام الكتف والقص وأضلاع البطن. تنمو أضلاع السُلحفاة جانبيًّا خلال تطوُّر الجنين في البيضة، وتستمر بالنُموّ حتَّى تلتقي فتُكوِّنُ سلسلة دِرْعيَّة تتفرّد بها السلاحف، فتدخل أدمة الظهر لتصير داعمةً للذبل. تحُثُّ بعض الپروتينات المُسمَّاة «عوامل نُمو الأرومة الليفيَّة» نُموَّ وتطوُّر الذبل، وأبرزها الپروتين «FGF10». يتألَّف حزام الكتف عند السلاحف من عظمتين: اللوح الكتفي والعظم الغرابي، ويقع هذا الحزام إضافةً لحزام الحوض داخل الصدفة، فهي بالتالي مُضمَّنة ضمن القفص الصدري للسُلحفاة. أمَّا أضلع الجذع فتنمو فوق حزام الكتف خلال تطوُّر الجنين.
صدفة السُلحفاة مُغطَّاة بحراشف بَشْرَوِيَّة تُعْرَف باسم الدَّرَقات (المفرد: دَرَقَة)، وهي متكونة من الكيراتين التي تتكوَّن منها الشُعُور والأظافر. يصل عدد درقات السلاحف غالبًا إلى ثمانيةٍ وثلاثين دَرَقَةً على الذبل، وستَّة عشر على الصدرة، فيصير مجموعها أربعةٍ وخمسين. تنقسم درقات الذبل إلى «هامشيَّة» تقع على الأطراف، وفقريَّة تمتد على طول العمود الفقري، على أنَّ تلك التي تُغطي العُنق تُسمَّى أحيانًا «عُنُقيَّة». أمَّا الدرقات الواقعة بين الفقريَّة والهامشيَّة فتُسمَّى «جنبيَّة». أمَّا درقات الصدرة فتنقسم إلى حلقيَّة وعضُديَّة وصدريَّة وبطنيَّة وشرجيَّة. تمتلك السلاحف جانبيَّة الرقبة درقاتٍ إضافيَّة بين لوحَيْهَا الحنجريين. تتوزَّع درقات السلاحف بشكلٍ أشبه بالبلاط المُزوَّق عادةً، غير أنَّ بعض الأنواع من شاكلة اللَّجأة صقريَّة المنقار تتمتَّع بدرقات مُتقاطعة على أصدافها.

رسمٌ بياني يُصوِّرُ تطوُّر صدفة السُلحفاة أثناء نُمُّوها في البيضة.

تختلف أشكال أصداف السلاحف باختلاف أنواعها، إذ أنَّ لكُلِّ نوعٍ صدفة تتناسب مع تأقلماته مع بيئته، وفي بعض الحالات تختلف باختلاف جنس الكائن. تتمتع السلاحف البريَّة بأصدافٍ أكثر تقبُّبًا من نسيباتها المائيَّة، ويُعتقد أنَّ سبب ذلك هو احتماليَّة تعرُّضها للدهس من طرف الحيوانات الضخمة. أمَّا السلاحف المائيَّة فصدفاتها أكثر تفلطُحًا ونُعُومةً، تُساعدها على السباحة، وللسلاحف البحريَّة تحديدًا صدفاتٌ انسيابيَّة تُقلل من مُقاومة الموائع وترفع من ثبات اللجأة أثناء سباحتها في المياه المفتوحة. تتمتَّع بعض السلاحف بأصدافٍ مُدبَّبة أو مُسنَّنة تحميها من الضواري أو تُموِّهها وسط الأرض المليئة بالأوراق اليابسة. تُساعد نُتُوءات الصدفة السُلحفاة على الوُقُوف مُجدَّدًا بحال انقلبت على ظهرها، وأطراف ذُبُل الذُكُور منها سميكة تستخدمها في نطح بعضها حينما تتقاتل.
تختلف لُيُونة أصداف السلاحف باختلاف أنواعها، فبعض الأنواع من شاكلة اللَّجآت الصُندُوقيَّة تفتقد الإمدادات الجانبيَّة وأعظم ذبلها مُنصهرة تمامًا أو مُتصلِّبة، ولبعض الأنواع مفاصل على أصدافها، خاصَّةً الصدرة، ممَّا يسمح لها بالتوسُّع والانقباض. أمَّا الترسيَّات فلها أطرافٌ جلديَّة لاعظميَّة، واللَّجآت جلديَّة الظهر تكاد لا تملك أي عظمٍ في أصدافها، لكنها تتمتَّع بنسيجٍ ضامٍّ سميك وطبقةٍ جلديَّةٍ ثخينة.

### الرأس والرقبة

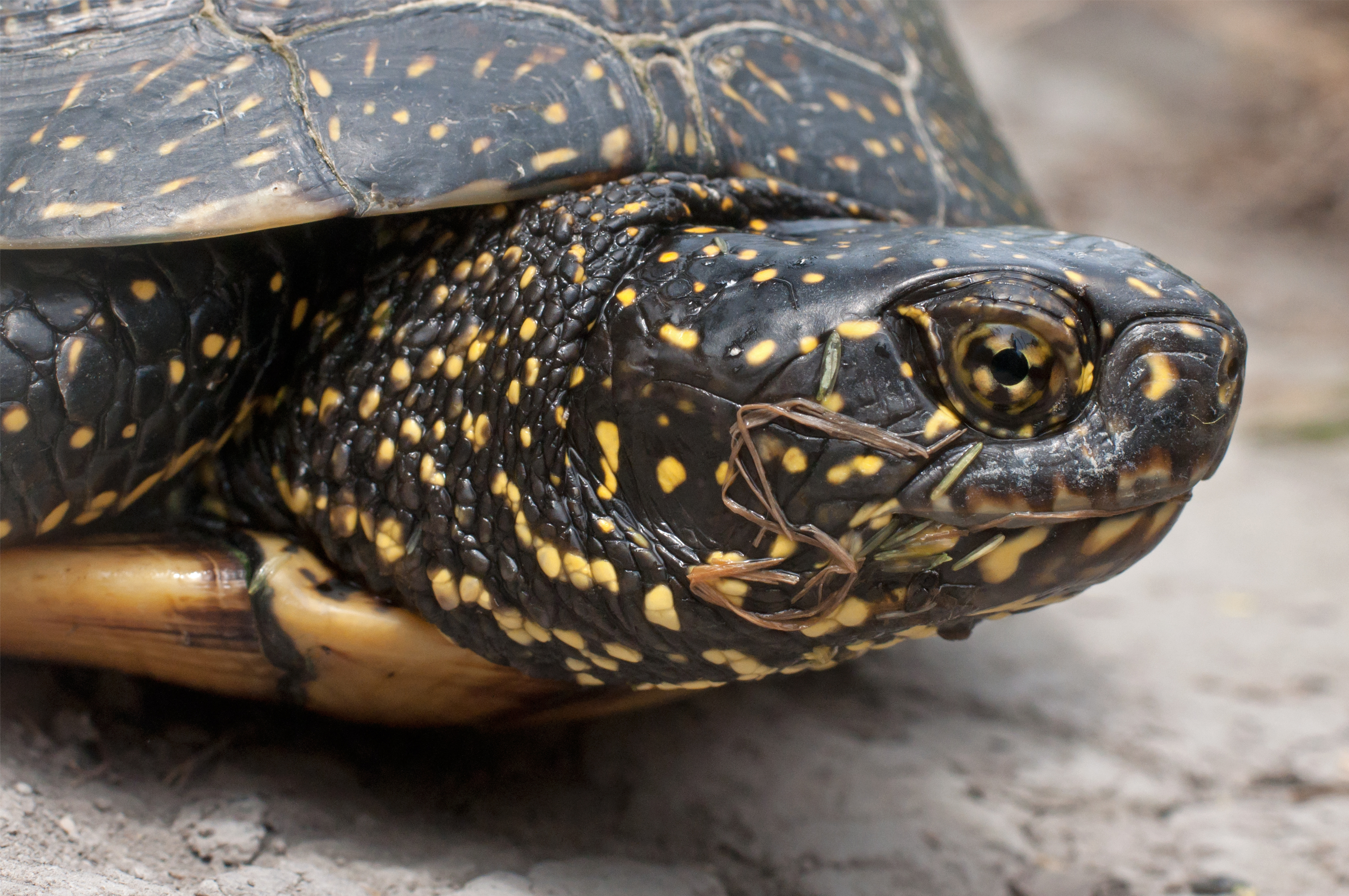
صورة مُقرَّبة لرأس وعُنُق حمسة المناقع الأوروبية.

جُمجُمة السُلحفاة فريدة بين السلويَّات، فهي صلبة وليس فيها فجوات تتصل بها العضلات، بل إنَّ الأخيرة ترتبط بتجويفاتٍ موجودة في الجُزء الخلفي من الجُمجُمة. تختلف أشكال جماجم السلاحف باختلاف أنواعها وفصائلها، فبعضها من شاكلة الترسات تتمتَّع بجماجم طويلة ضيِّّقة، وبعضها الآخر مثل المَتَمَتَة لها جماجم عريضة مُفلطحة. ولبعض الأنواع رؤوسٌ ضخمة ثخينة ترتبطُ بعضلاتٍ ثخينة تسمح للسُلحفاة أن تقضم بقُوَّةٍ كبيرة.
تتمتَّع السلاحف اللَّاحمة وآكلة القواقع بأقوى العضَّات، فاللجأة العُلجُوميَّة ضخمة الأنف (الاسم العلمي: Mesoclemmys nasuta)، وهي من أكلة القواقع، تصل قُوَّة عضَّدتها إلى 1,920 نيوتن. أمَّا الأنواع الحاشرة والسامكة والقارتة فعضَّتها أقل قُوَّة. تفتقد أنواع السلاحف الباقية للأسنان، لكنَّها تمتلك مناقير مُكوَّنة من أغلفةٍ كيراتينيَّة تمتد على طول الفكَّين، وحواف هذه الأغلفة قد تكون حادَّة تُستخدم في تمزيق اللحم أو تقليم النباتات، وقد تكون عريضة تُستخدم في تحطيم قواقع الرَّخويَّات. تتمتَّع اللجآت والعديد من أنواع السلاحف المُنقرضة بحنكٍ ثانويّ يفصل تمامًا بين تجاويف الفم والأنف.
أعناق السلاحف شديدة المرونة، ويُعتقد أنَّ غاية ذلك تعويضها عن متانة وصلابة أصدافها التي كانت لتُعيق حركة رؤوسها. ولبعض الأنواع، خاصَّةً البحريَّة، أعناقٌ قصيرة، بينما لأُخرى من شاكلة السلاحف العُنقُوديَّة، أعناقٌ في غاية الطول. تمتلك السلاحف ثماني فقراتٍ عُنقيَّة، وهذه خاصيَّة تتشاركها مع الثدييَّات عوض غيرها من الزواحف. ولبعض أنواع السلاحف العُنقُوديَّة أعناقٌ طويلة ورؤوسٌ مُكتَّلة، مما يُعيقُ رفعها على البر، فلا تستطيع السُلحفاة ذلك إلَّا حينما تكون في المياه. تمتلك بعض السلاحف هياكل مطويَّة في حناجرها أو مزاميرها ترتج لتُصدر أصواتًا، ولبعض الأنواع الأُخرى أحبالٌ صوتيَّة حقيقيَّة غنيَّة بالإيلاستين.

### الأطراف والحركة

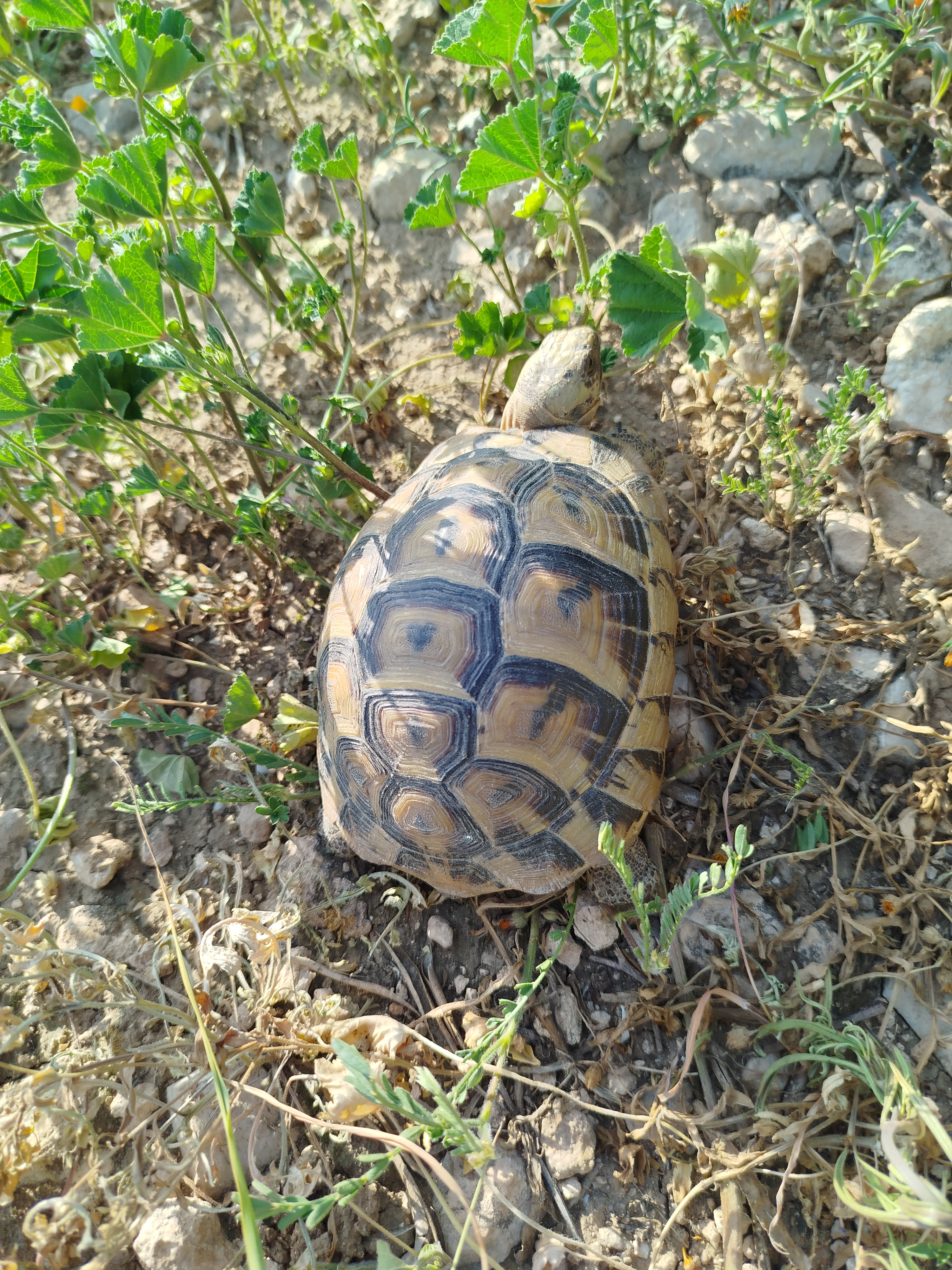
سلحفاة برية تقتات على النبات

السلاحف بطيئة الحركة على البر بسبب ثقل أصدافها، فسُلحفاة الصحراء مثلًا تتراوح سرعتها بين 0.22 و0.48 كيلومترًا في الساعة، أمَّا السلاحف البحريَّة فسريعة، ويُمكن أن تصل سُرعتها إلى ثلاثين كيلومترًا في الساعة. أطراف السلاحف مُتأقلمة مع أشكالٍ مُتنوِّعةٍ من الحراك والعادات، ولمعظم الأنواع خمسة أصابع. السلاحف البريَّة شديدة التأقلم مع بيئاتها، فأرجلها مُستديرة كالعواميد، وأقدامها أشبه بأقدام الفيلة، وأصابعها قصيرة، وبعض الأنواع من شاكلة السُلحفاة الحفَّارة تتمتع بأطرافٍ أماميَّةٍ مُفلطحة تُساعدها على نبش التُراب. تتمتَّعُ سلاحف المياه العذبة بقوائم أكثر لُيُونةً من نظيراتها البريَّة، وبأصابع أطول موصولة بغشاءٍ تسمح لها بالاندفاع سريعًا في المياه. إلَّا أنَّ بعض أنواعها، مثل السلاحف النهَّاشة والطينيَّة، تسير سيرًا على أرض المُستنقع أو النهر ولا تسبح، تمامًا كما تفعل حينما تخرج من المياه. وبعض الأنواع الأُخرى، مثل الحمسات، تسبح مُجدِّفةً بأطرافها الأربعة، فتُبدِّل بينها من خلاف، ممَّا يُبقي اتجاهها مُستقرًّا.

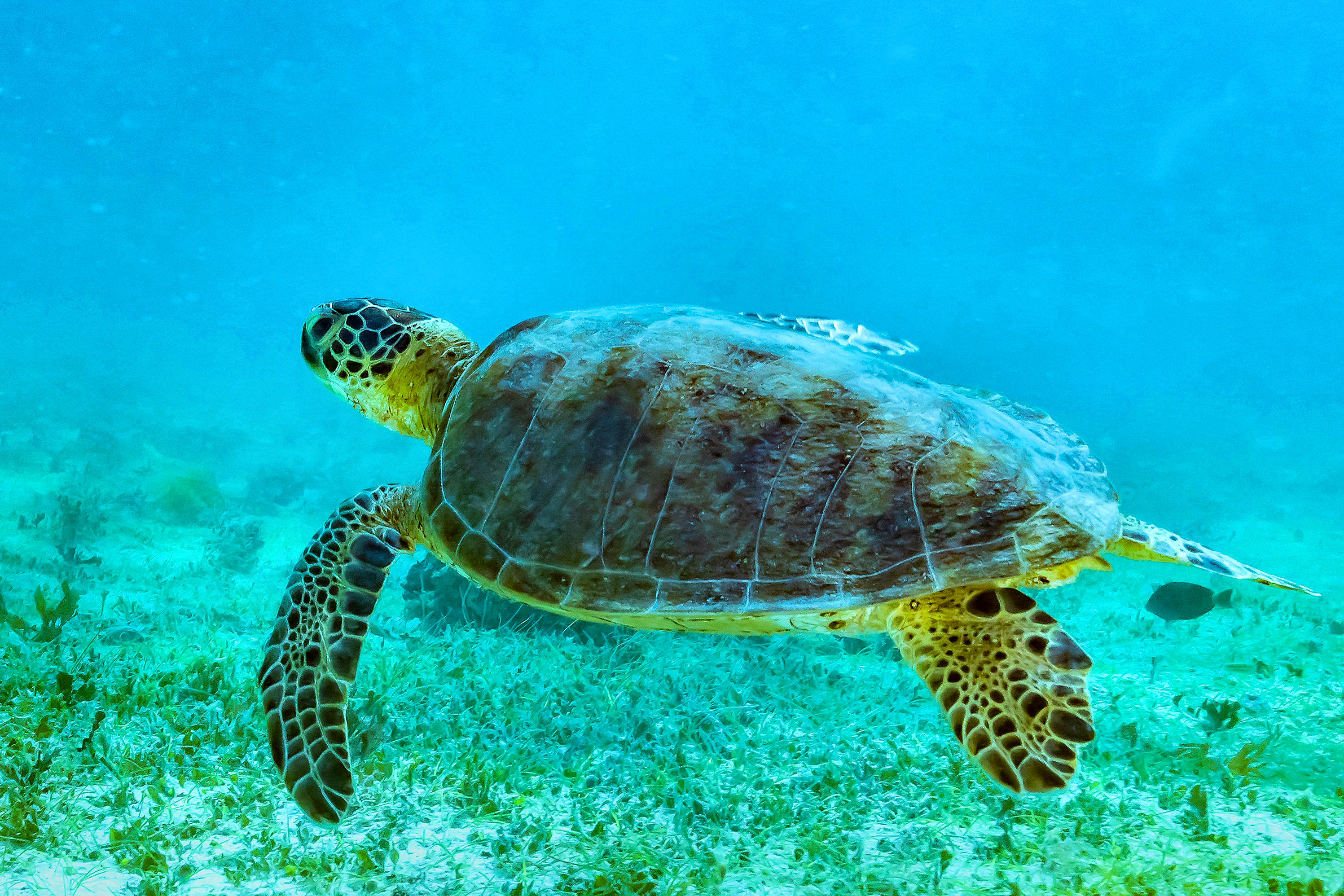
صورة توضح الشكل الانسيابي للَّجأة (السُلحفاة البحريَّة) وأطرافها الزعنفيَّة المٌتأقلمة مع السباحة في المُحيطات.

السلاحف البحريَّة واللَّجأة خنزيريَّة الأنف هي أكثر السلاحف تأقلمًا مع السباحة، فهي تتمتع بزعانف أماميَّة عوض القوائم، وأطرافها الخلفيَّة قصيرة أشبه بالدفَّات، فتدفع السُلحفاة بنفسها إلى الأمام بواسطة زعنفتيها وتوازن نفسها باستخدام طرفيها الخلفيتين. تُدوِّر اللجآت، من شاكلة اللَّجأة الخضراء، زعنفتيها الأماميتين كما يفعل الطائر حينما يُحلِّق، لتُولِّد قُوَّةً دافعةً في كُلٍ ضربةٍ صُعُودًا وهُبُوطًا أثناء سباحتها، وهي بذلك تختلف عن سلاحف المياه العذبة من شاكلة الحمسة القزوينيَّة، فهذه الأنواع تستخدم أطرافها الأماميَّة كالمجادف. أضف إلى ذلك، فإنَّ الشكل الانسيابي للسلاحف البحريَّة يجعلها سبَّاحةً أكثر كفاءة، إذ يُقلِّل من مُقاومة الموائع، فتصير قُوَّة اندفاعها أعظم بمرَّتين من تلك الخاصَّة بسلاحف المياه العذبة، وتفوقها سُرعةً بست مرَّات. وصغار السلاحف البحريَّة سبَّاحة كفوءة أيضًا، تُقارب في سُرعتها بعض أنواع سُمُوك المياه المفتوحة، مثل الإسقمري.
تمتلك السلاحف ذُيُولًا قصيرة مُقارنةً بسائر الزواحف، غير أنَّ طولها وثخنها يختلف باختلاف الأنواع وما بين الجنسين. تتمتَّع السلاحف النهَّاشة والخنداعة كبيرة الرأس بذُيُولٍ أطول من سائر الأنواع، تستخدمه الأخيرة لتتوازن حينما تتسلَّق. يقع المذرق أسفل الذيل وعند قاعدته، وتقبع الأعضاء التناسُليَّة داخل الذيل نفسه، وبهذا يصيرُ ذيل الذكر أطول كونه يحوي قضيبه. ذُيُول السلاحف البحريَّة أطول من نظيراتها البريَّة والمناقعيَّة، وهي قابضةٌ لدى الذُكُور، التي تستخدمها للإمساك بإناثها حين التزواج. تمتلك عدَّة أنواع من السلاحف أشواكٌ أو نُتوءات عظميَّة على أذيالها.

### الحواس

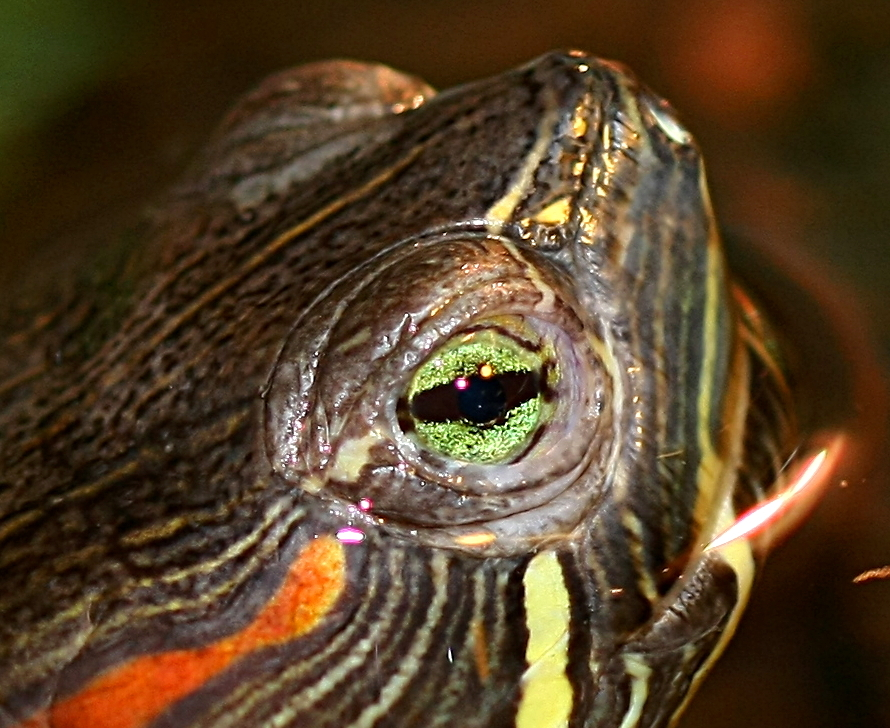
لقطة مُقرَّبة لعين حمسةٍ حمراء الأذن.
تتميَّز هذه السلاحف عن غيرها بامتلاكها سبعة أنواعٍ من الخلايا كاشفة الألوان.

تعتمد السلاحف على بصرها لتعثر على طعامها وأزواجها وتتجنَّب الضواري ولتُوجِّه نفسها أثناء حركتها. تشتمل الخلايا الحسَّاسة للضوء في شبكيَّة السُلحفاة تلك العصويَّة والمخروطيَّة ذات ثلاثة أصباغٍ ضوئيَّة، ممَّا يسمح لهذه الكائنات أن ترى بالألوان. يُحتملُ أنَّ للسلاحف خليَّة مخروطيَّة إضافيَّة تسمح لها برؤية الأشعَّة فوق البنفسجيَّة، فقد أُجريت تجربة على صغار اللجآت حديثة الفقس وتبيَّن أنَّها تتفاعل مع الأشعَّة المذكورة المذكور، ولكن لا يُعلم إن كانت تستطيع تمييزها عن موجاتٍ ضوئيَّةٍ أطول. تتمتَّع الحمسة حمراء الأذن بسبعة أنواعٍ من الخلايا المخروطيَّة، ممَّا يُميِّزها عن سائر أنواع السلاحف.
أعين اللجآت مُتأقلمة مع النور الخفيف، وهذا ما يُتيحُ لها التحرُّك على البر حينما تخرج ليلًا. وهي قادرة على استخدام أعينها في المياه السطحيَّة النقيَّة، والساحليَّة الطينيَّة، والمُظلمة في أعماق المُحيطات، وكذلك على السطح. وعلى العكس من السلاحف البريَّة، فإنَّ قرنيَّة اللَّجأة لا تلعب دورًا في تركيز الضوء على شبكيَّتها، لذا فإنَّها تعتمد اعتمادًا كُليًّا على عدستها لترى بوُضوحٍ تحت الماء. تحوي الخلايا المخروطيَّة قطراتٍ زيتيَّة مُهمَّتها تحويل الإدراك البصري للَّجأة نحو الجُزء الأحمر من الطيف، ممَّا يُحسِّن من تمييزها الألوان. ولمَّا درس العُلماء دقَّة بصر هذه الكائنات من خلال فحص بعض صغارها حديثة الفقس، تبيَّن أنَّ لها شريطًا عموديًّا يحوي خلايا شبكيَّة كثيفة يفوق تلك الموجودة في سائر العين، ممَّا دلَّ على أنَّ نظرها يكون في أقوى حالاته عند الأُفق البصري. لا يُعتقد أنَّ اللجآت تستخدم الضوء المُستقطب لتعرف اتجاهها كما تفعل باقي الحيوانات. تفتقد اللَّجأة جلديَّة الظهر، المُختصَّة بالغوص عميقًا، لأيَّة تقلُماتٍ تُساعدها على الرؤية بالضوء الخافت، كأعينٍ أو عدساتٍ كبيرة، أو غلافٍ عاكسٍ، ويُعتقد أنها تعتمد على الضياء الحيوي لطرائدها حينما تصطاد في المياه العميقة.
لا تمتلك السلاحف فتحاتٍ أُذُنيَّة، وطبلاتها مغطاة بحراشف عوض ذلك، يُحيطُ بها تيهٌ عظميّ تفتقده سائر الزواحف. الحُدُود السمعيَّة للسلاحف مُرتفعة مُقارنةً بغيرها من الزواحف، فتصلُ إلى خمسمئة هرتز في الهواء، لكنها قد تكون أكثر انسجامًا مع الموجات المُنخفضة تحت الماء. لوحظ أنَّ اللَّجأة مُكتَّلة الرأس تتفاعل مع الأصوات الضعيفة، وأنَّ حساسيَّتها السمعيَّة القُصوى تتراوح بين مئةٍ وأربعمئة هرتز.
تمتلك السلاحف مُستقبلاتٍ شميَّة وميكعيَّة (لاستشعار الإشارات الكيميائيَّة) على طول تجويفها الأنفي. أظهرت التجارب على اللَّجآت الخضراء أنها قادرة أن تتعلَّم التفاعل مع مجموعةٍ من المواد الكيميائيَّة مُختلفة الروائح، مثل ثلاثي إيثيلأمين وألدهيد القرفة، وأنَّها تلتقطها بحاسَّة شمِّها، ويظهر أنَّ استشعار مثل هذه الإشارات يُساعدة اللجأة في تحديد اتجاهها أثناء سباحتها.

### التنفس

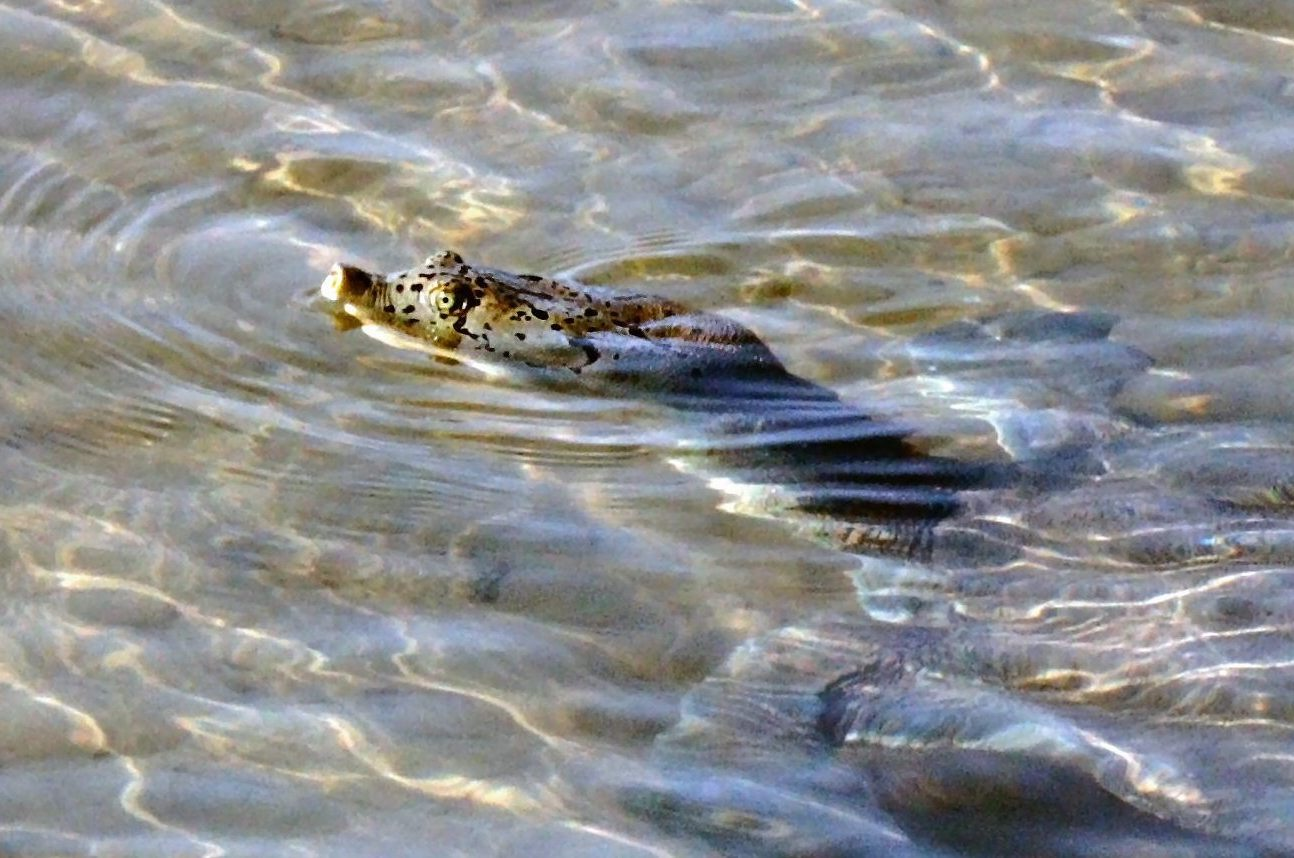
ترسة هنديَّة مغمورة بالمياه وقد أخرجت أنفها لتتنفس.

صدفة السُلحفاة قاسيةٌ صلبة، فهي لا تتمدَّد وتسمح للرئتين بالتوسُّع كما في سائر السلويَّات، لذا فإنَّ السلاحف تتمتَّع بتأقلُماتٍ أُخرى مُميَّزة تسمح لها بالتنفُّس تنفسًا طبيعيًّا. تتصلُ الرئتين بالذبل في الأعلى، وترتبط بسائر الأعضاء في أسفل الجسد عبر أنسجةٍ ضامَّة. وفي الرئتين عدَّة حُجرات جانبيَّةٍ ومركزيَّة (يختلف عددها باختلاف نوع السُلحفاة) وحجرةٌ طرفيَّةٌ واحدة.
يُشفط الهواء لداخل الرئتين بواسطة مجموعةٍ مُعيَّنةٍ من عضلات البطن المُتصلة بالأعضاء التي تضغطها وتسحبها. والكبدُ الضخم للسُلحفاة هو العُضو الأساسيُّ الذي يضغط الرئتين، فهو يتَّصلُ بالرئة اليُمنى عبر جذرٍ خلال الفراغ السيلومي. وتتصلُ المعدة بالرئة اليُسرى مُباشرةً، وتتصل بالكبد عبر مسراق، وحينما يُسحبُ الكبد نُزولًا يشرع الكائن بالشهيق. الرئتان مُدعَّمتان بحاجز، ويُعتقد أنَّ غايته الحيلولة دون انكماشهما. تنقبضُ العضلة المُستعرضة البطنيَّة حين الزفير، فتدفع بالأعضاء نحو الرئتين، فتنضغطان وتُخرجان الهواء. أمَّا حين الشهيق، ترتخي العضلة المائلة الخارجيَّة وتتفلطح، ممَّا يسحب العضلة المُستعرضة نُزولًا ويسمح بدُخُول الهواء للرئتين مُجددًا.
تُمضي العديد من السلاحف وقتًا كبيرًا من حياتها تحت الماء، لكنَّها جميعها تتنفس الهواء، وعليها الصُعُود إلى السطح دوريًّا لاستنشاق المزيد، وتتراوح فترة بقاء السُلحفاة تحت المياه بين دقيقةٍ عند بعض الأنواع وساعةٍ عند أُخرى. تتنفَّسُ بعض الأنواع من خلال مذرقها الذي يحوي أكياسًا كبيرة مُبطَّنة بالعديد من النُتُوءات الأصبعيَّة التي تُحلِّل الأكسجين المُذاب في الماء.

### الدورة الدموية

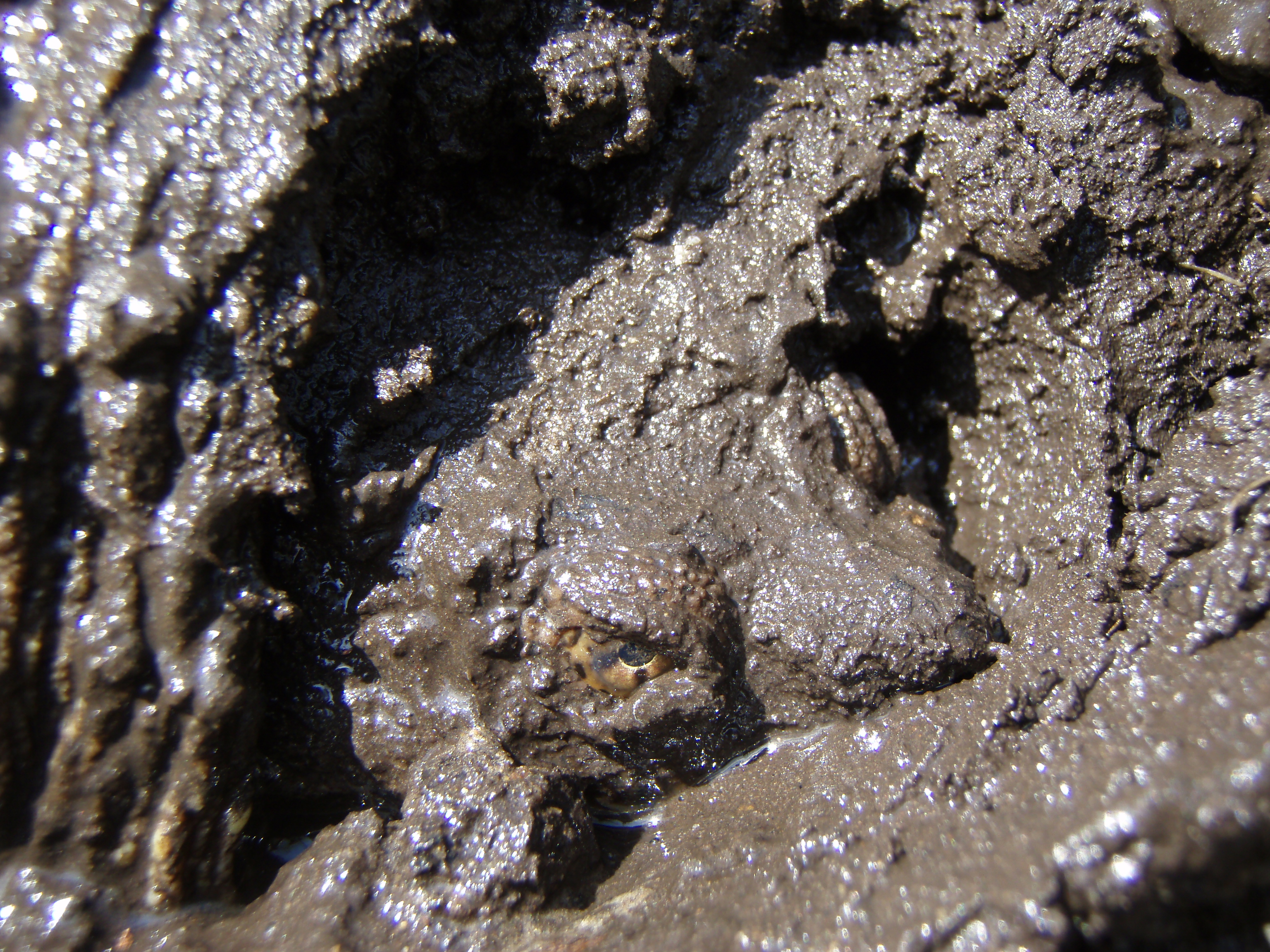
سُلحفاة نهَّاشة مألوفة تخرج من جحرها الطينيّ حيثُ كانت تسبت. تتمتَّع السلاحف بتكيُّفاتٍ عدَّة تُمكِّنها من البقاء لفتراتٍ طويلة دون أن تحتاج للتنفس.

تمتلك السلاحف جهازًا دورانيًّا وتنفُسيًّا مُماثلًا لأجهزة جميع الفقاريَّات، فقلبها ثُلاثيّ الحجرات يضخُّ الدم غير المؤكسج عبر الرئتين ثُمَّ يضخ الدم العائد المؤكسج لسائر أنسجة الجسد. وللنظام القلبي الرئوي للسُلحفاة تأقلُماتٌ بُنيويَّة ووظيفيَّة تُميِّزه عن أجهزة باقي الفقاريَّات، فحجم الرئتان كبير، يُمكِّنها من نشر الدم عبر الأوعية الدمويَّة غير الرئويَّة، بما فيها بعض الأوعية القلبيَّة، ممَّا يُغذي الجسم بالأكسجين خلال الفترة التي يمضيها الكائن دون أن يتنفَّس، مثل حينما تكون السُلحفاة في أعماق النهر أو البحر. والسلاحف قادرة على حبس أنفاسها لفترةٍ أطول بكثير من سائر الزواحف، وهي قادرة على الصُمُود رُغم قلَّة الأكسجين في جسدها، وعلى تعديل ارتفاع نسبة الحُمُوضة الناجمة عن تنفُّسها اللاهوائي بواسطة محلولٍ مُنظِّم تُفرزه، ممَّا يسمح لها بالإسبات شُهُورًا طويلة، صيفًا أو شتاءً.
لقلب السُلحفاة أُذينين وبُطينٌ وحيد ينقسم إلى ثلاث حُجرات. يسمحُ نُتوءٍ عضليّ للدم بالتدفُّق وفق نمطٍ مُعقَّد، فيُوجَّه إمَّا للرئتين بواسطة الجذع الرئوي، أو للجسد بواسطة الأبهر، وتختلف قُدرة الفصل بين التدفُّقين هذين باختلاف أنواع السلاحف. تتمتَّع اللجأة جلديَّة الظهر بنُتوءٍ عضليٍّ متين ممَّا يسمح لها بالفصل فصلًا تامًّا تقريبًا بين نوعيّ التدفُّق المذكورين، وهذا ما يُساعدها في عيش نمط حياتها القائم بأكثره على السباحة. ويُلاحظ أنَّ هذا النُتوء أقل بُروزًا لدى سلاحف المناقع من شاكلة المُنزلقات. السلاحف قادرة على تحمُّل فتراتٍ طويلةٍ من التنفُّس اللاهوائي تفوق أي فقاريٍّ آخر. وهذه العمليَّة تفكِّك السُكِّر في الدم تفكيكًا غير كامل فتُحوِّله إلى حمض اللبنيك عوض ثنائي أكسيد الكربون والمياه كما يحصل في عمليَّة التنفس الهوائي، وتستفيد السلاحف من أصدافها فتختزن بها بعض العناصر الكيميائيَّة الطبيعيَّة لتحد من ارتفاع نسبة الحُمُوضة بأجسادها، وتطرح فيها فائض حمض اللبنيك.

### التنظيم الأسموزي
مثانة السلاحف البحريَّة عديمة الأقسام، بينما هي مُزدوجة الفُصُوص عند مُعظم الأنواع قاطنة المياه العذبة، ومثاني اللَّجآت تتصل بمثانتين إضافيتين تقعان عند جانبيّ عنق المثانة البوليَّة وأعلى عظم العانة. أمَّا السلاحف البريَّة قاطنة المناطق القاحلة فمثانيها تحفظ المياه، فتختزن ما تصل نسبته إلى 20% من إجمالي وزنها. والسوائل المحفوظة في المثانة قليلة المحاليل عادةً، لكنَّ نسبتها ترتفع خلال فترات الجفاف حينما يكتسب الكائن مُلُوحات بوتاسيوميَّة نتيجة الاقتيات على النباتات، فتختزن المثانة المُلُوحات هذه إلى أن تعثر السُلحفاة على مصدر مياهٍ عذبة فترتوي منه. تفرز اللَّجآت والسلحفاة معينيَّة الظهر قاطنة المياه المسوسة فائض الملح في أجسادها عبر غُددها الدمعيَّة، فيخرج بهيئة مادَّة لزجة سميكة، مما يجعل اللجأة تبدو وكأنها تبكي حينما تخرج إلى الشاطئ.

### التنظيم الحراري

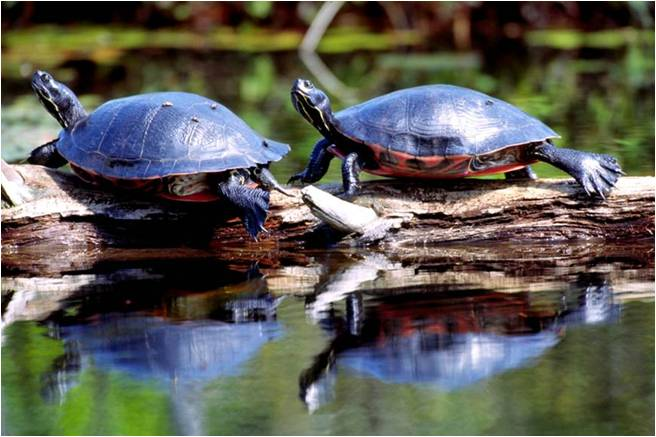
حمستان حمراوتا البطن تتشمَّسان على جذعٍ يابسٍ لرفع درجة حرارة جسديهما.

قُدرة السلاحف على التحكُّم بحرارة أجسادها محدودة، شأنها شأن سائر الزواحف. وتختلف هذه القُدرة باختلاف أنواع السلاحف وأحجامها، فحمسات المناقع الصغيرة ترفع من حرارتها عبر الخُرُوج من المياه والمُكُوث في الشمس، بينما تُخفِّضها السلاحف البريَّة الصغيرة الهائمة على وجهها طيلة النهار والشمس ساطعة، بالمُكُوث في الظل، وإن رغبت برفعها مُجدَّدًا سارت. أمَّا الأنواع الكبيرة، سواء البريَّة أم البحريَّة، فأحجامها الضخمة تمنحها سعةً حراريَّةً بارزة، أي إنَّها ترفع من حرارة جسدها أو تُبرِّده طيلة ساعاتٍ طويلة. فسُلحفاة الدبرة العملاقة التي تصل زنتها إلى ستين كيلوغرامًا، قادرة على رفع حرارتها إلى ثلاثةٍ وثلاثين درجةٍ مئويَّة خلال الأيَّام الحارَّة، وتُخفِّضها إلى تسعةٍ وعشرين درجةٍ ليلًا. وبعض أنواع السلاحف البريَّة العملاقة تسعى إلى الظل نهارًا للحيلولة دون ارتفاع حرارتها ارتفاعًا فاحشًا، ومن الأمثلة البارزة على ذلك سلاحف الدبرة سالفة الذكر، فجزيرتها نادرة الغذاء في داخلها، مما يدفعها للبحث عن الطعام قُرب الساحل حيثُ تقل الأشجار، فتُشاهد وهي تتصارع حول أحقيَّة المُكُوث في ظلالها خلال الأيَّام الحارَّة، وبعض الذُكُور تدفع الإناث الأصغر حجمًا وتقبع مكانها، فترتفع حرارة بعضها وتهلك.
تتمتع السلاحف البحريَّة البالغة بقُدرةٍ محدودة أيضًا على التحكُّم بحرارة أجسادها، فأكبرها حجمًا، أي اللَّجأة جلديَّة الظهر، قادرة على السباحة في مياهٍ ساحليَّةٍ باردة، كالمياه المُقابلة لجزيرة نوڤا سكوشا الكنديَّة التي تصلُ حرارتها إلى ثماني درجاتٍ مئويَّة، وتظل درجة حرارة جسدها تصل إلى اثنتي عشرة درجة، أي تكون أدفئ من المياه المُحيطة بها. وهذه اللجآت قادرة على الحفاظ على حرارتها من خلال نظامٍ للتبادل الحراري المُعاكس في أوعيته الدمويَّة، يربطُ بين لُب أجسادها وأطراف زعانفها، وأوعيتها الدمويَّة التي تُغذِّي الرأس معزولة بالدُّهون الموجودة حول رقبتها.

## السلوك

### الغذاء

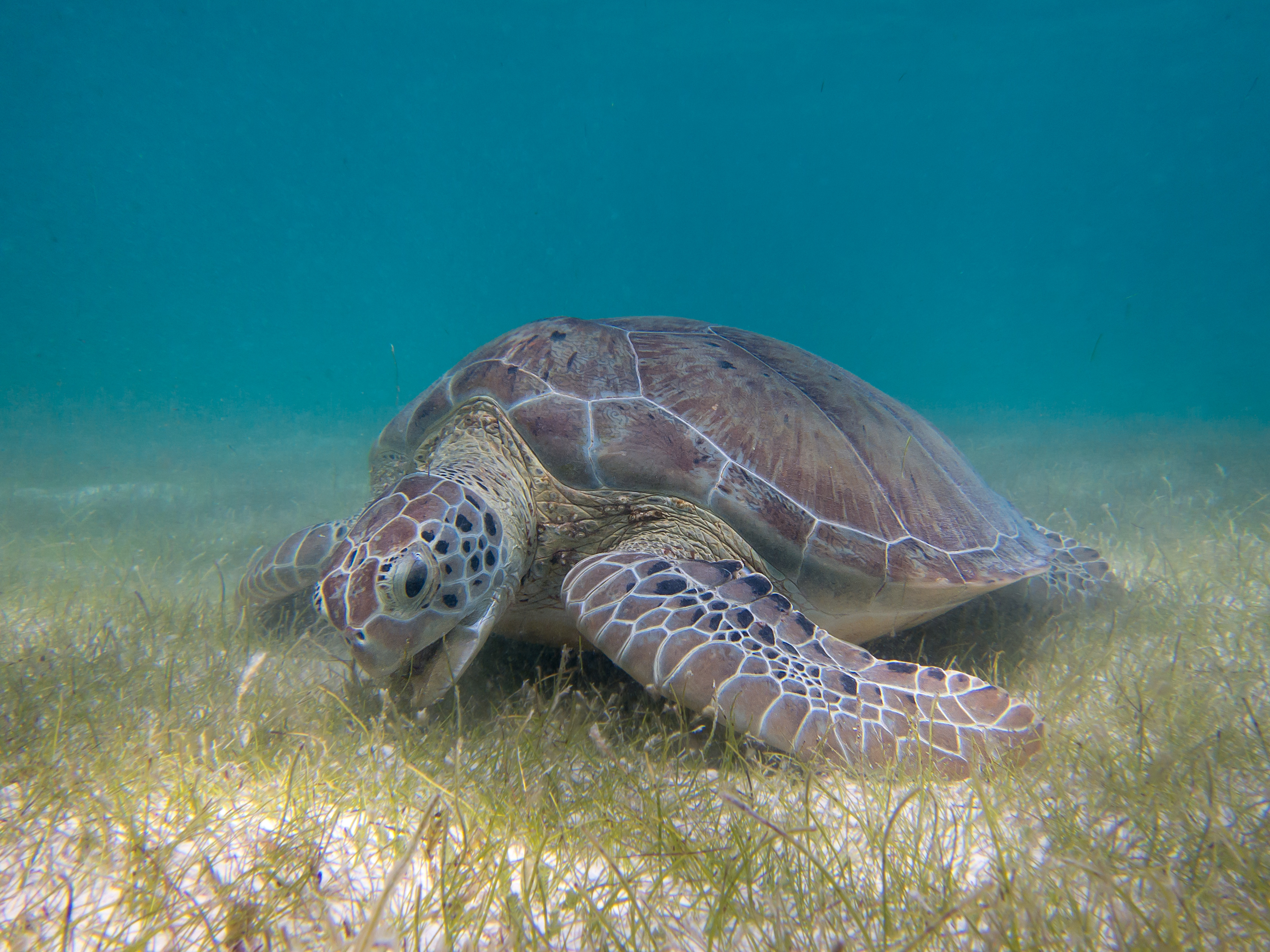
لجأة خضراء ترعى عشب البحر، رغم أن اللحوم تغلب على غذاء السلاحف المائية.

معظم أنواع السلاحف قارتة انتهازية، ويغلب النبات على غذاء الأنواع التي تعيش على اليابسة، واللحوم على غذاء الأنواع المائية. ولا تتصف السلاحف بالسرعة أو القدرة على المطاردة، لذا فإنها تغتذي إما على النباتات أو على الحيوانات البطيئة أو قليلة الحركة، مثل الرخويات والديدان ويرقات الحشرات. وتقتات بعض أنواعها على الأسماك والبرمائيات والطيور والثدييات والزواحف (بما فيها السلاحف الأخرى)، فإما أن تصطادها بُغْتةً أو تقتات على الجيف، ومن هذه الأنواع السلحفاة المخوذة الإفريقية والسلاحف النهَّاشة. وللسان سلحفاة القاطور النهاشة امتدادٌ أسطواني يُقلِّد في شكله الديدان، فتستدرجُ به الأسماك نحوها لالتهامها. وأما سلاحف اليابسة فتتناول الأعشاب وأوراق الشجر والفواكه، وقد تقتات كذلك (مثل السلاحف المائية) على قشور البيض وعظام الحيوانات والشعر ومخلفات الكائنات الأخرى لاستكمال احتياجاتها الغذائية.
لبعض أنواع السلاحف طرق متخصِّصة في الاقتيات. فسلحفاة الأنهار صفراء البقع والسلحفاة المزركشة تحصلان على طعامهما بترشيح الكائنات الدَّقيقة من المياه، فهي تَجْرِفُ أولاً سطح الماء بفمٍ مفتوح وتبتلعه بما فيه، ثم تُغْلِقُ فمها وتُخْرِجُ زفيرًا يدفع الماء من منخريها والفراغات بين أسنانها، فتَحْفَظُ بذلك دقائق الطعام. كما أن بعض الأنواع تتغذَّى بأسلوبٍ يُسمَّى «الفَغْر والسحب»، إذ تفتح فكَّيها وحنجرتها بزاوية منفرجةٍ واسع، ثم تَسْحَبُ فريستها إلى داخل فمها.
قد يتفاوت غذاء سلحفاتَيْن من النوع نفسه، بل وقد يتغيَّر غذاء السلحفاة الواحدة بمرور الزمن، فمن العوامل التي تَدْخُل في ذلك: عمر السلحفاة والوقت من العام وجنس السلحفاة (ذكر أو أنثى)، كما أن جمهرات السلاحف في بعض المناطق لها غذاءٌ غير أقاربها التي تسكن منطقة أخرى، ولو كانت من نفس النوع. تبدأ كثيرٌ من أنواع السلاحف حياتها بغذاءٍ تغلب عليه اللحوم، ثم تتزايد نسبة النبات في طعامها تدريجيًا مع تقدّمها بالسن. على سبيل المثال، أهم قسمٍ من غذاء إناث سلحفاة بابور هو الرخويات (مثل الحلازين)، وأما الذكور فهي تتناول غالبًا المفصليات (مثل الحشرات)، وأما حمسة بلاندينغ فهي تتناول إما الحلازين أو جراد المياه العذبة حسب المنطقة التي تسكنها، وتدلُّ الأبحاث على أن حمسة المناقع الأوروبية تبقى لاحمة جُلَّ السنة، لكن طعامها الأساسي يتبدَّل إلى أزهار النيلوفر الأبيض صيفًا. ولبعض أنواع السلاحف غذاء ضيّق متخصِّصْ، مثل اللجأة صقرية المنقار التي لا تأكل سوى الإسفنج، واللجأة جلدية الظهر التي لا تأكل سوى قناديل البحر، وكذلك سلحفاة الميكونغ آكلة الحلازين.

### التواصل

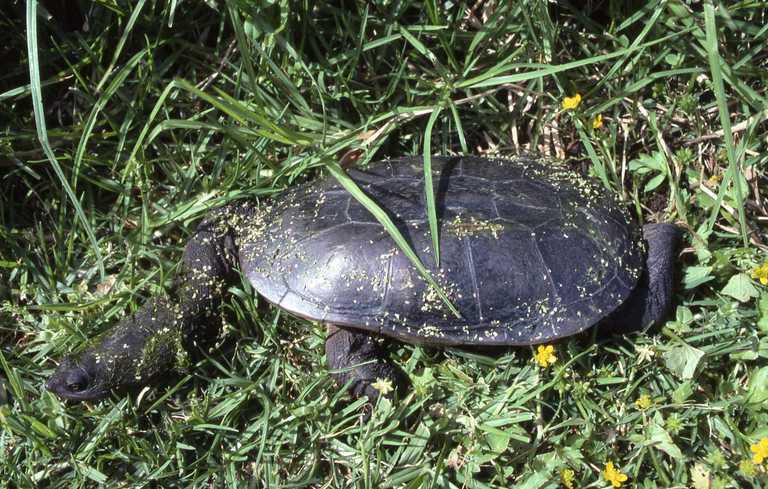
تشتهر سلحفاة أوبلونغ بأصواتها فائقة التنوّع.

قد يخال معظم الناس أن السلاحف كائنات صامتة، لكنها تتواصل بأصواتٍ كثيرة. فعلى سبيل المثال، تتبَّعت إحدى الدراسات سلاحف من ثلاثةٍ وخمسين نوعًا، وسجَّلت أصواتًا لها كافة. فقد تُصْدِرُ سلاحف اليابسة أصواتًا أقرب إلى الخوار حينما تتزاوج، ولأنواع عِدّة من سلاحف البحر والماء العذب نداءاتٌ قصيرة متدنيّة التردد تُصْدِرُها منذ مهدها في البيضة وحتى البلوغ، ولعلَّ الهدف منها هو إقامة أواصر بين بني جنسها أثناء رحلات الهجرة. وتتميَّز سلحفاة أوبلونغ بتنوّع أصواتها الهائل، فقد توصف أصواتها بأنها طقطقةٌ وقرقعةٌ وزعيقٌ ونعيبٌ وزقزقةٌ وعويلٌ ونخيرٌ وزمجرةٌ وعواءٌ وزفيرٌ وقرع طبول.

### الذكاء
تشير الأبحاث إلى أن بعض أنواع السلاحف تُلاعِبُ بعضها البَعْض. وأظهرت تجارب المختبرات أن سلاحف فلوريدا حمراء البطن قادرة على أن تتعلَّم حيلًا ومهامًا عديدة، ولها ذاكرةٌ تدوم لما لا يقلّ عن سبعة شهورٍ ونصف. والسلاحف العملاقة كذلك قادرةٌ على تعلُّم وتذكُّر مهام عديدة، ويتسارع تعلُّمها كثيرًا حينما تشترك فيه مع مجموعةٍ من بني جنسها، وتشير الأبحاث إلى أن سلاحف اليابسة قد تذكر تدريبها في بالإشراط الاستثابي (أداء حركةٍ معيَّنة للحصول على الطعام مثلًا) لتسع سنواتٍ كاملةٍ بعد انقضاء التدريب. كما تشير الدراسات إلى أن سلاحف المياه تُحدِّد الاتجاهات وفقًا لذكرياتها عن المعالم ولخريطة ذهنية، ولهذا فإنها تسلك طرقًا دقيقةً ومباشرةً حينما تسعى نحو وجهةٍ ما، ويعتقد أن قدرتها هذه على تحديد الاتجاهات ترجع إلى قدرةٍ عقلية عالية في قشرة فص الجبهة المخيّة.

### الدفاع عن النفس

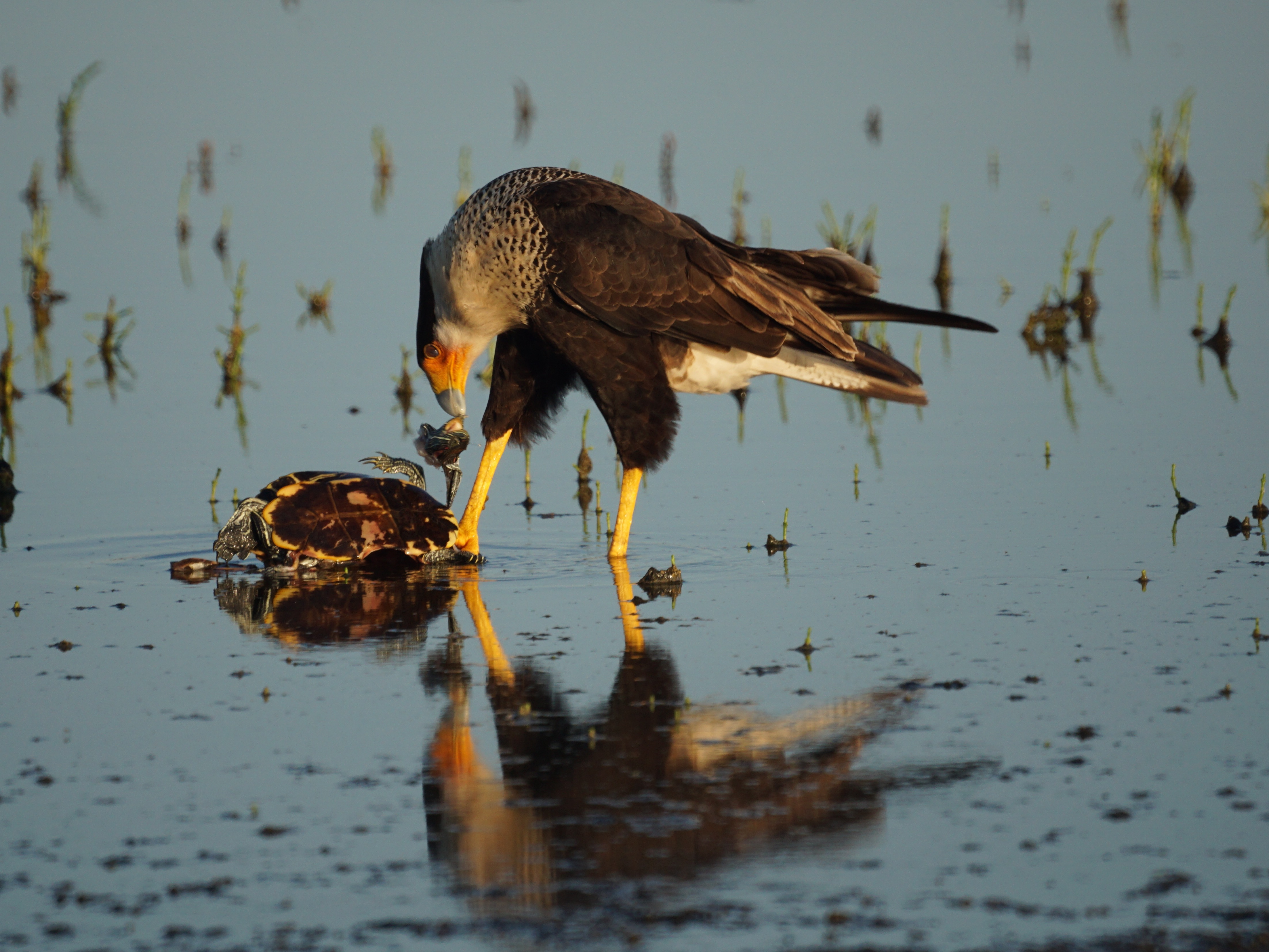
أشبور متوج جنوبي يلتهم سلحفاة.

حينما تشعر السلاحف بخطر، فهي تهرب أو تتجمَّد مكانها أو تختفي داخل صدفتها. عادةً ما تهرب سلاحف الماء العذب نحو أقرب مصدر للمياه (مثل بحيرة أو نهر)، وأما سلحفاة سونورا الطينية فقد تلجأ إلى اليابسة لأن برك الماء الضحلة والمؤقتة التي تسكنها ليست آمنةً لها. وحينما تشعر السلاحف ملساء الصدفة بالخطر فقد تغوص إلى قاع البحر وتدفن نفسها في رماله. وحينما يستمر حيوان مفترسٌ بمطاردة السلحفاة فقد تدافع الأخيرة عن نفسها بالعضّ أو بإصدار رائحة من مذرقها، وتُفْرِزُ عدة أنواع من السلاحف روائح مسكية كريهة، كما قد تحاول تهديد الحيوان المفترس بحركاتٍ مرعبة وبعضها، مثل سلحفاة بل مفصلية الظهر، تتظاهر بالموت، وأما صغار الخنداعة كبيرة الرأس فهي تصرخ لإخافة المفترس.

### الهجرة

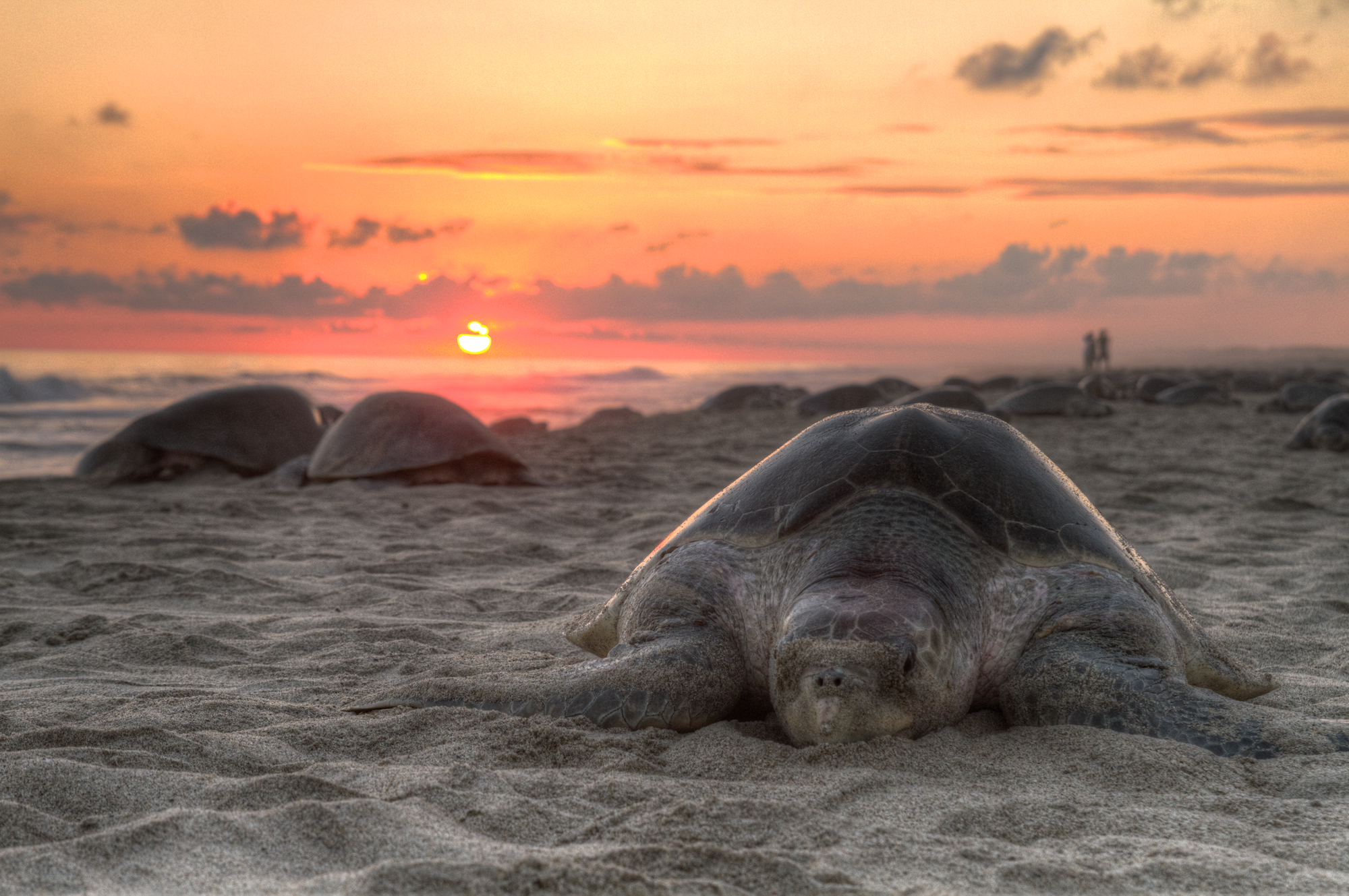
لجأة ردلي الزيتونية تضع بيوضها على شاطئ في ولاية واهاكا بدولة المكسيك، إذ تهاجر إناث اللجآت مسافات شاسعة لبلوغ شاطئ مُحدَّد تضع فيه بيوضها.

السلاحف هي نوع الزواحف الوحيد الذي يهاجر مسافات طويلة، فأنواعها البحرية تهاجر لآلاف الكيلومترات. وقد تسافر السلاحف البحرية كذلك لمسافات قصيرة نسبيًا لوضع بيوضها، قد تبلغ سبعة وعشرين كيلومترًا، ومنها السلاحف النموذجية والسلاحف معينية الظهر والدلهمة، وتشبه هذه هجرة أنواعٍ أخرى من الزواحف، مثل العظاءات والأفاعي والتماسيح.

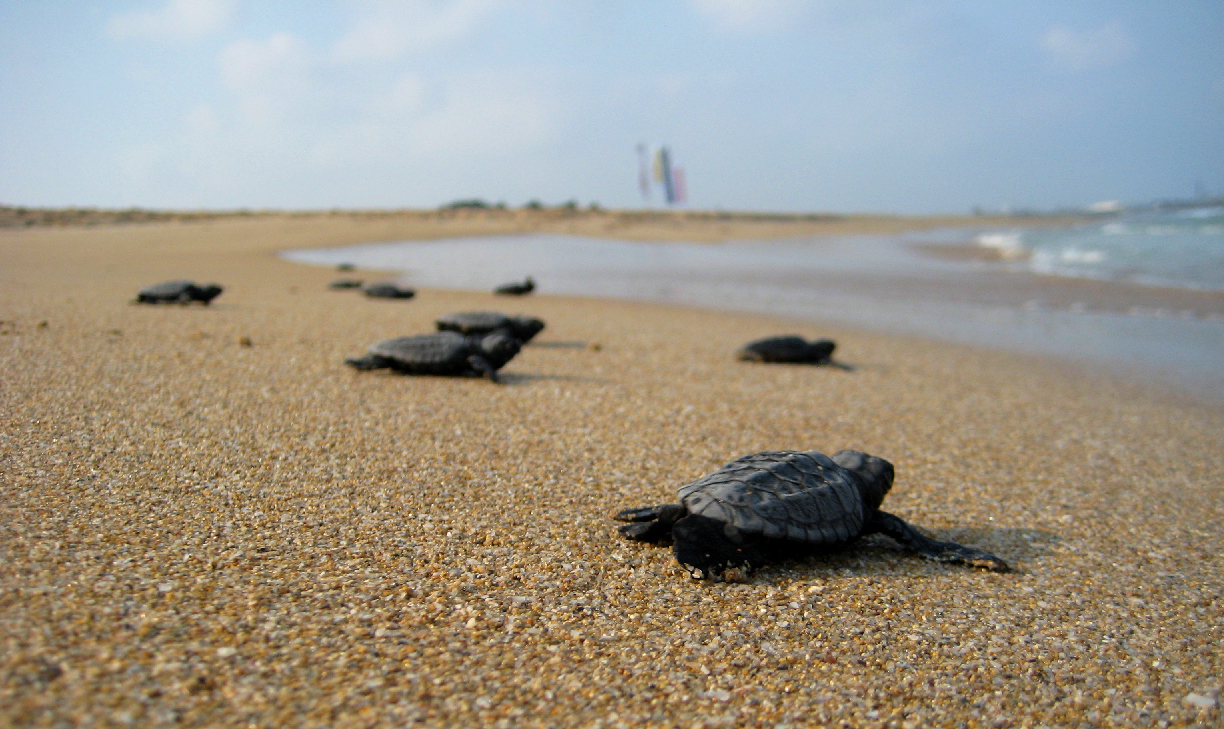
صغار اللجأة جلدية الظهر تزحف نحو البحر الأبيض المتوسط بعد فقسها بقليل.

تضع السلاحف البحرية بيوضها في مكانٍ محدَّد، مثل شاطئ بعينه ترجع إليه كل عام، ثم تترك بيوضها هناك بلا رقيب. وحينما تفقس صغارها فهي ترحل عن الشاطئ، وتقطع مسافات شاسعة في السنوات أو العقود الأولى من حياتها قبل أن تبلغ مرحلة النضوج، ويبدو أنها تعرف كيف تعود إلى الموقع الدقيق الذي فقست فيه؛ إذ إنها ترجع إليه كل بضع سنوات للتزاوج ووضع البيوض، ولو أن دقَّتها في العودة قد تتفاوت بين أنواع السلاحف وجمهراتها. وجد علماء الأحياء أدلَّة كثيرةً على قدرة السلاحف على أن ترجع إلى الموقع الذي فقست فيه، بما فيها أدلة وراثية تظهر في جيناتها، لكن ليس من المعروف حتى الآن كيف تستدلُّ هذه السلاحف بالضبط على شطآن التكاثر.
التطبُّع هو من الاحتمالات القائمة، وهو سلوكٌ يتعلَّم فيه صغار الحيوانات بصمة كيميائية (فعليًا: رائحة مميّزة) للماء الذي ولدوا بجواره قبل أن يرحلوا عنه، ويذكرون هذه الرائحة حينما يحين وقت عودتهم إليه بعد البلوغ، وهذه نفس الطريقة التي ترجع فيها سُمُوك السلمون إلى موطنها. ومن المحتمل كذلك أن السلاحف ترجع إلى مكان ولادتها بتوجيهٍ من مجال الأرض المغناطيسي، إذ تدلُّ بعض التجارب على أن السلاحف تشعر بالمجالات المغناطيسية وتستخدمها بتحديد الاتجاهات.
وتُظْهِرُ الأدلة أن أنواع السلاحف التالية -على الأقل- قادرةٌ على العودة إلى مكان فقسها بعد البلوغ، وهي: اللجأة مُكتَّلة الرأس واللجأة صقرية المنقار واللجأة جلدية الظهر ولجأة ردلي الزيتونية، ولكل جمهرةٍ من كل نوع من هذه السلاحف بصمة جينية فريدةٌ لحمضها النووي المتقدّريّ حسب المكان الذي تسكنه، وتدوم هذه البصمة مع مرور السنين، ممَّا يعني أن كل جمهرةٍ قادرةٌ على العودة إلى مكانٍ مُحدَّد، وأن الجمهرات المختلفة لا تختلط ببعضها (لأنها تضع بيوضها في أماكن مختلفة حسب موقع ولادتها) فيبقى حمضها النووي فريدًا.

## دورة الحياة والتكاثر
تتفاوت طرق التزاوج بين أنواع السلاحف، لكنها لا تُكوِّن روابط زوجية ولا مجموعات اجتماعية مع بني جنسها. من المعتاد في السلاحف البرية أن يتجاوز حجم ذكورها إناثها، وتتقاتل الذكور ضدّ بعضها للهيمنة الهرمية كي يكسبوا الإناث. لكن القتال أندر بين السلاحف المائية وشبه المائية، فذكور هذه الأنواع قد تستغل أفضليتها بالحجم لفرض النزاوج على الإناث بدلًا من منازعة الذكور المنافسين لكسبها. وأما في السلاحف المائية فالإناث أكبر من الذكور عادةً. يتجاوز عدد إناث اللجأة الخضراء عدد ذكورها، لذا فإن الذكر يلجأ إلى عرض تزاوج لجذب انتباه الأنثى.

### التزاوج

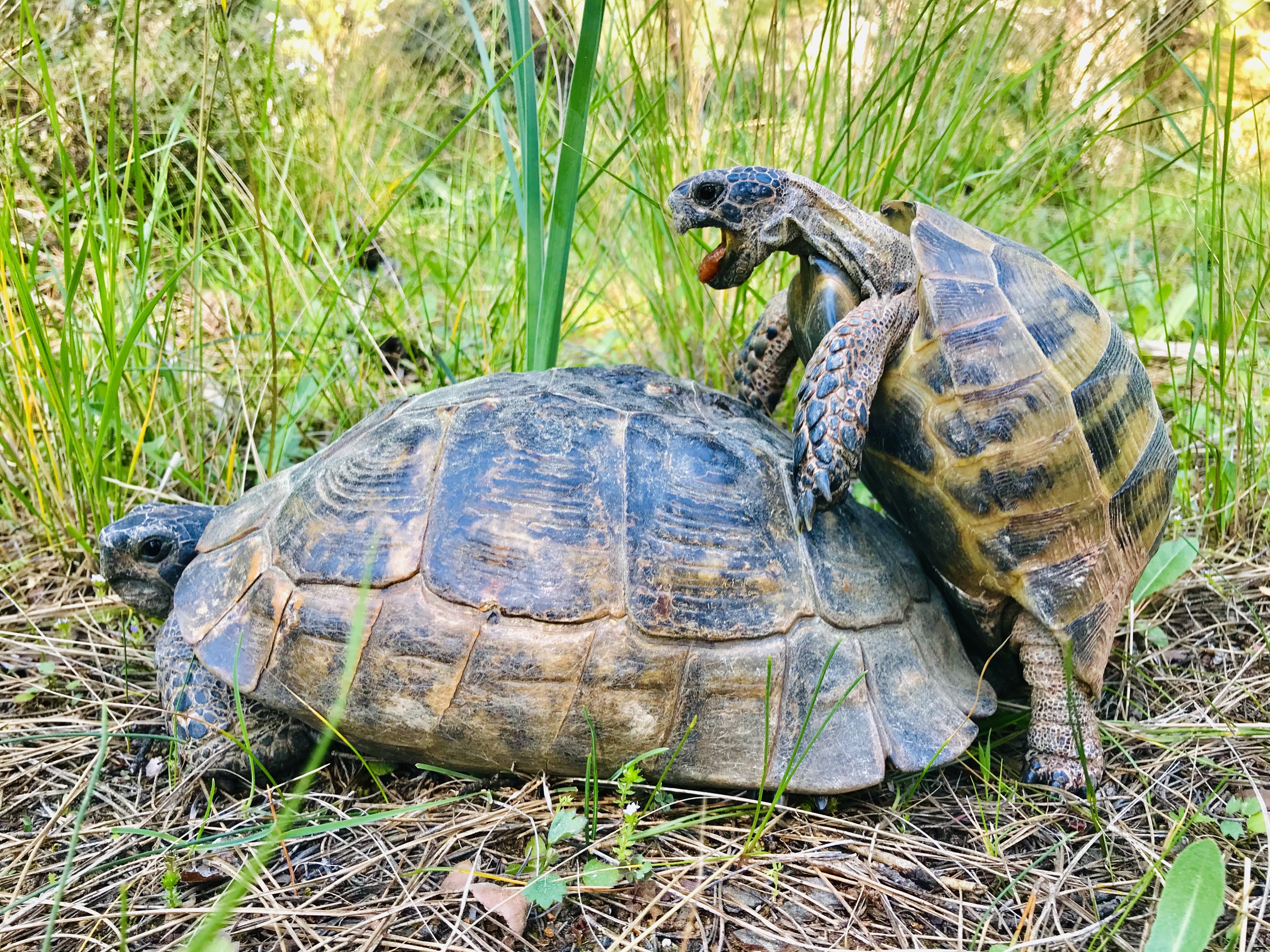
تزاوج سلحفاتين مهمازيتيّ الورك قرب إزمير في تركيا.

تتفاوت طريقة التزاوج حسب أنواع السلاحف ومساكنها. فقد تتعقَّد في الأنواع المائية، وتتَّسم بالبساطة في سلاحف الطين شبه المائية والدلهميات. يتزاوج الذكر مع الأنثى بأرجحة رأسه، ثم عضِّها وضربها برأسه حتى تنصاع له قبل أن أن يطأها للتزاوج. وتقترب ذكور سلحفاة العقرب الطينية من خلف الإناث، وقد تفرض نفسها بطرقٍ عدوانية، كعضّ ذيل الأنثى وسيقانها الخلفية قبل وطئها. وللإناث في بعض الأنواع الأخرى قدرة أكبر على الاختيار، فإناث اللجأة الخضراء قد لا تتجاوب مع عدوانية الذكور، وتطوَّرت عندها سلوكيات تقاوم فيها الذكر حينما يحاول فرض نفسه، كالهرب منه بالسباحة بعيدًا، أو مجابهته وتهديده بالعضّ، أو بالوقوف أمامه عموديًا ورأسه محنيٌّ نحوه حينما يحاول الاقتراب تعبيرًا عن الرفض، ولو عجزت عن اتخاذ هذه الوضعية بسبب ضحالة المياه فقد تخرج إلى الشاطئ، إذ إن الذكور لا يتبعون الإناث خارج الماء.
تُخصِّب السلاحف كافة بيوضها داخليًا، أي أن البيوض تُخصَّب وهي ما تزال داخل جسد الأم؛ لذا قد تعتري التزاوج صعوبات عِدّة. للكثير من ذكور السلاحف تقعّر في مؤخّرة الصدفة يساعدهم على ارتقاء صدفة الأنثى، فأصداف ذكور سلحفاة آسيا الوسطى خفيفة وسيقانها طويلة لتساعدها على هذا، وأما أصداف بعض الأنواع الأخرى مثل السلاحف الصُّندوقية فهي مرتفعة ولها نتوءاتٌ دائريةٌ غير معتادةٍ تُصعِّب ارتقاءها، ولذا فإن الذكر يرفع مُقدِّمته عن الأرض ثم يرمي نفسه على الأنثى. تتزاوج السلاحف المائية في المياه، وأما السلاحف البحرية فإن إناثها تَحْمِلُ وزن الذكر وهو يرتقيها أثناء السباحة والغوص. ويُعَامِدُ الذكر والأنثى ذيليهما معًا أثناء التزاوج كي يستطيع دخول المذرق باتجاه صحيح، وبعض إناث السلاحف تحفظ النطاف في مذرقها وتستخدم نطاف ذكور عِدّة في تلقيح بيوضها، ولذا فقد يكون للبيوض المختلفة آباء مختلفون.

### البيض والصّغار

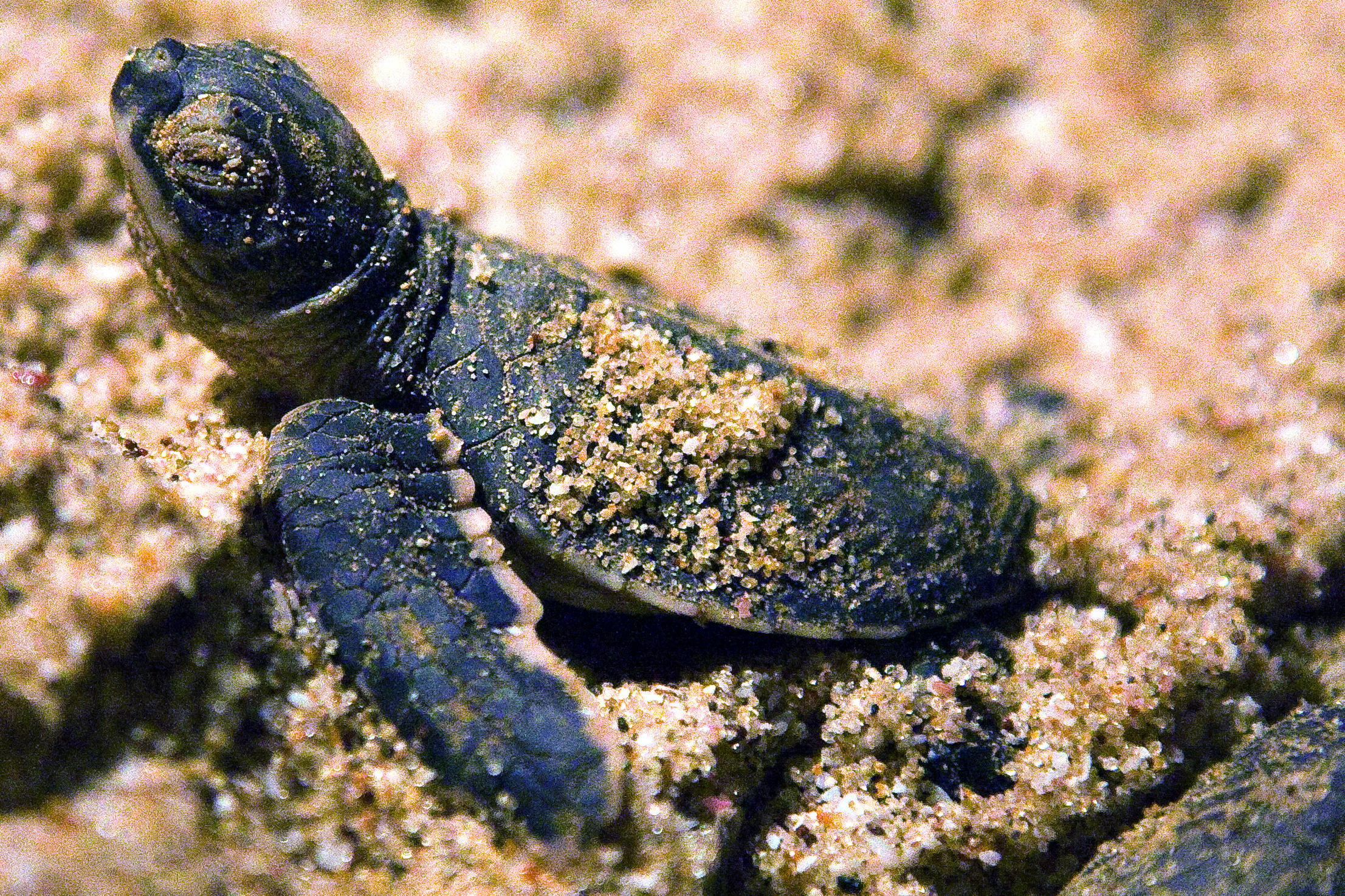
لجأة خضراء فقست توًا على شاطئ رأس الجنز في سلطنة عمان.

تضع أنواع السلاحف كافة (المائية منها والبرية) بيوضها على اليابسة، ولو أن بعضها تضع بيوضها قرب مُسطّحات مائية يتفاوت ارتفاعها مع الوقت (بفعل المدّ والجزر أو غيره)، لذا قد يغمر الماء بيوضها بين الفينة والأخرى. وتضع معظم السلاحف بيوضها في ذات الأماكن التي تسكنها على مدار السنة، لكن بعضها تقطع مسافاتٍ طويلة لتضع بيوضها، وقد تصل هذه المسافات لقرابة خمسة كيلومترات في السلحفاة النهاشة المألوفة (التي تسكن اليابسة) إلى اثنا عشر ألف كيلومتر في اللجأة جلديّة الظهر (التي تسكن البحار). تصنع معظم السلاحف أعشاشًا لإيواء بيوضها، وغالبًا ما تكون هذه الأعشاش تجويفاتٍ شكلها شبيهٌ بالقارورة تحفرها الأنثى في التراب، ولو أن بعض الأنواع قد تضع بيوضها بين النباتات أو في تجاويف صخرية. وتختار الأنثى مكان العش بعناية بناءً على الظروف المحيطة، كالحرارة والرطوبة، فهذه العوامل تؤثّر في نمو الأجنَّة. ويتراوح عدد البيوض التي تضعها السلحفاة، حسب نوعها، من بيضة واحدةٍ إلى أكثر من مئة، إذ تميل الإناث الكبيرة إلى وضع بيوض أكثر وأكبر حجمًا. وتضع السلاحف البرية بيوضًا أقل وأكبر حجمًا من أقاربها المائية. وقد تبيض الأنثى أكثر من مرّة في السنة أو في موسم التزاوج، خصوصًا في المناطق متقلِِّبة المواسم. وتتفاوت أشكال البيوض بين كروية وبيضاوية وشبه أسطوانية، وقد تكون قشورها صلبةً أو ليِّنة.

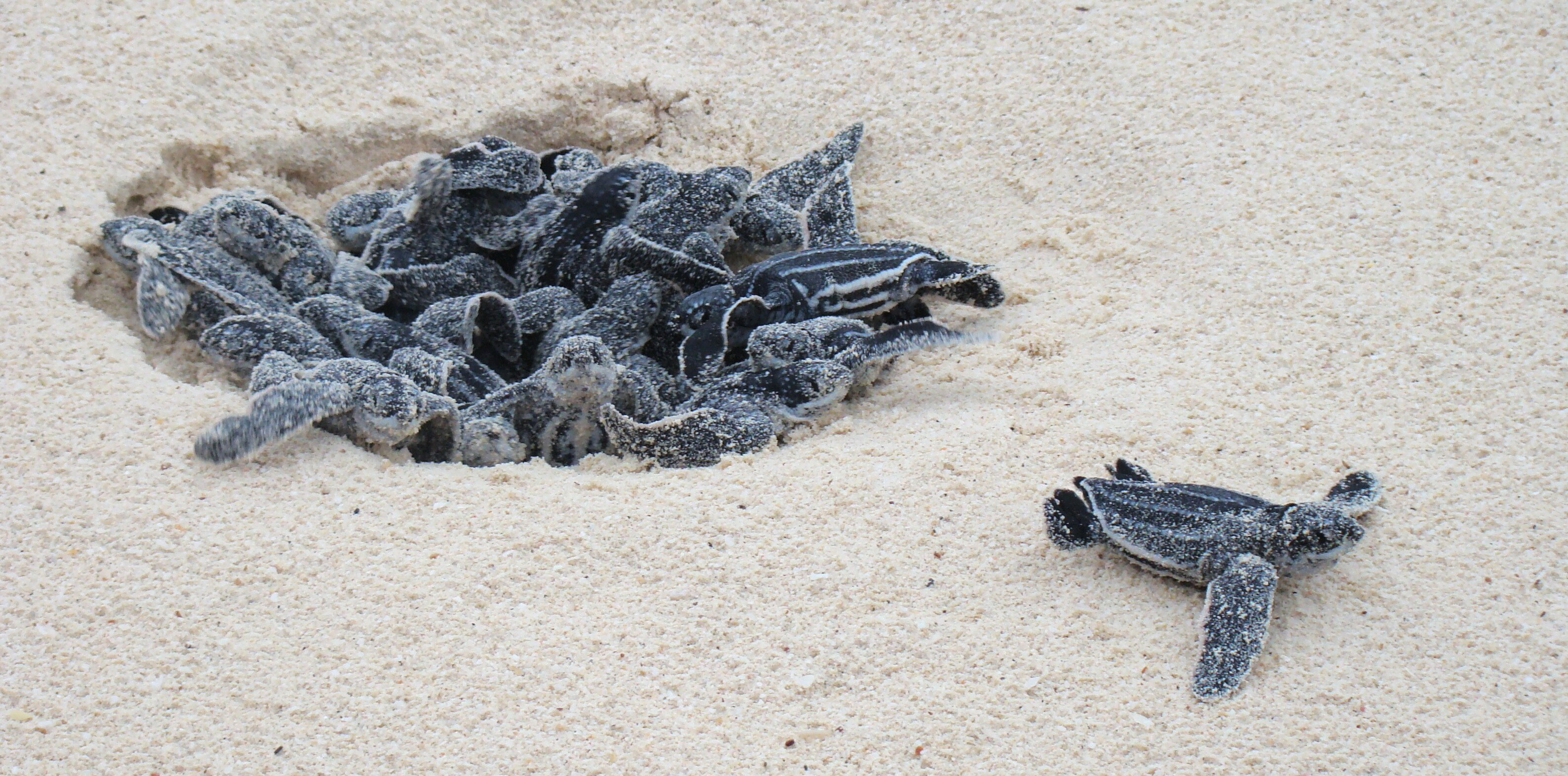
صغار لجأة جلدية الظهر فقست توًا على شاطئ دولة أروبا.

تقتصر عناية السواد الأعظم من أمَّهات السلاحف بصغارهنِّ على تغطية البيوض بحفنةٍ من الرمال أو التراب، فهنَّ يتركنها لمصيرها بعد ذلك مباشرةً، لكن قلَّة من أنواع السلاحف تبقى رقيبةً على أعشاشها لأيام أو أسابيع حتى الفقس. وتتراوح مدة حضانة بيوض السلاحف بين شهرين إلى ثلاثة شهور إن كانت في مناخ معتدل، وبين أربعة شهور إلى سنة كاملة في المناطق المدارية، وأما السلاحف التي تعيش في مناخ معتدل حارٍّ يتأخَّر نموّها بسبب الكمون الجنيني.

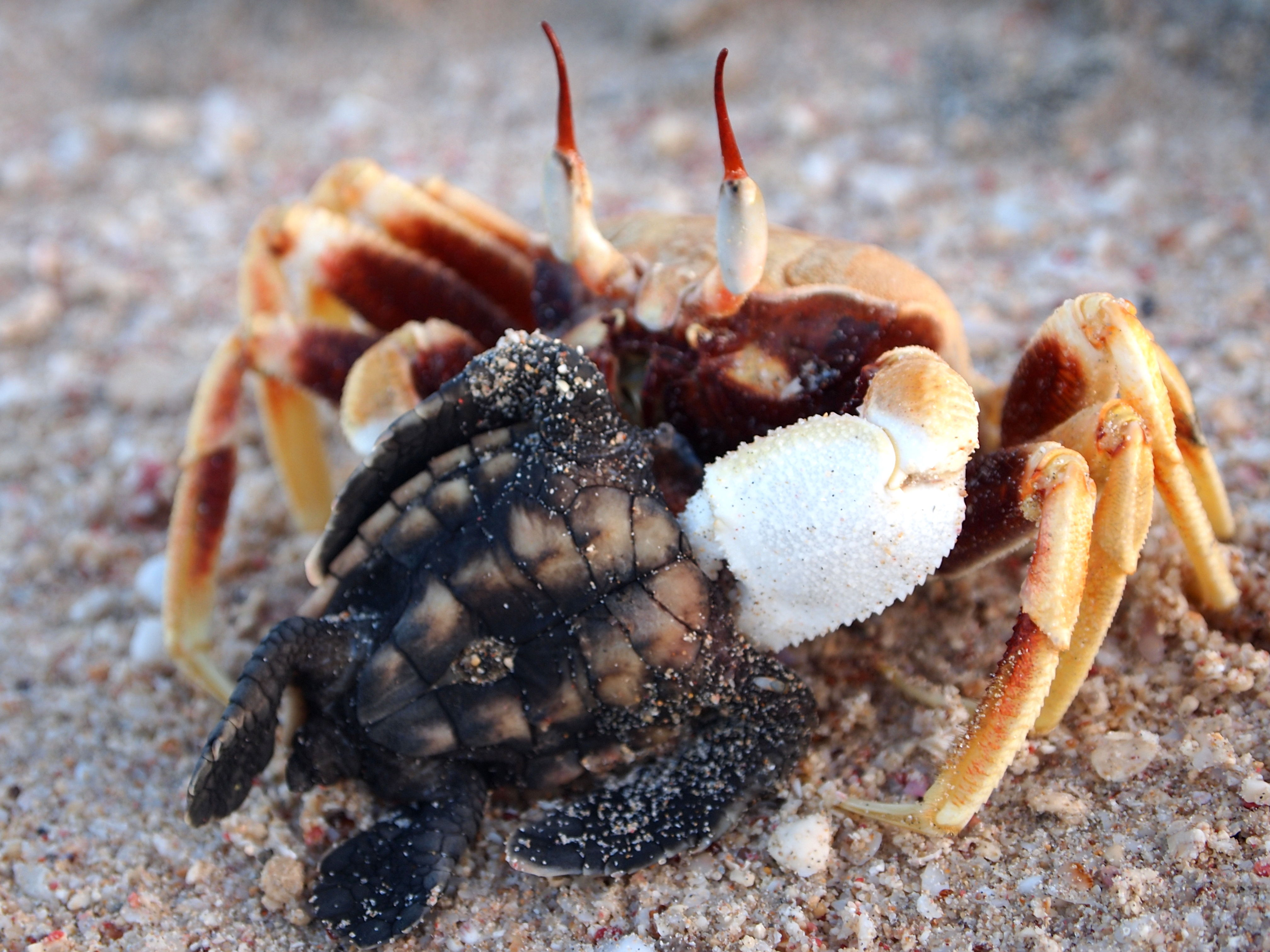
سرطان قرني العيون يلتهم لجأة حديثة الفقس.

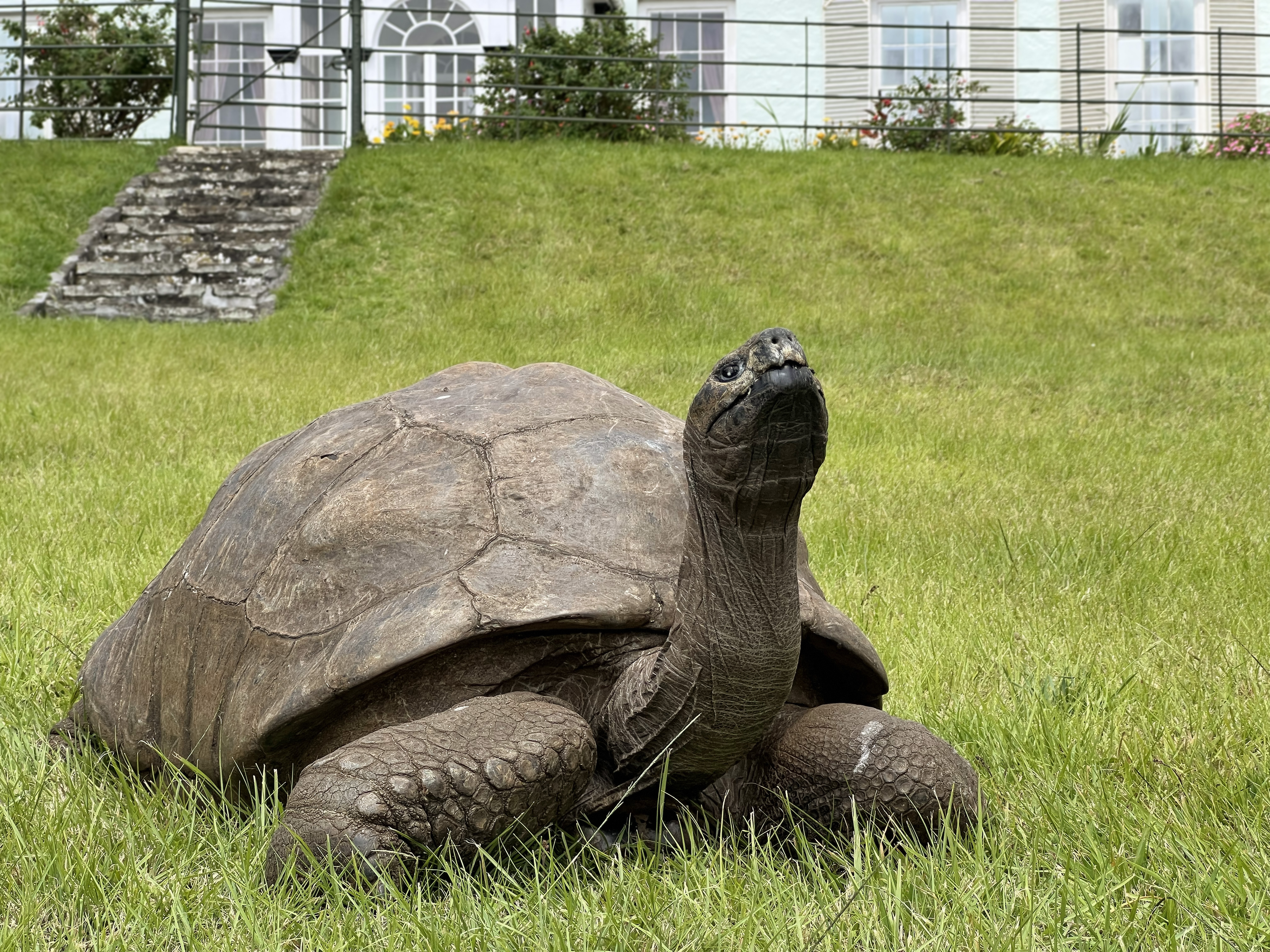
جوناثان، أطول الحيوانات تعميرًا.

العامل الرئيسي في تحديد جنس صغار السلاحف هو حرارة البيوض، ففي بعض الأنواع تنجم الإناث عن الحرارة العالية والذكور عن درجات الحرارة المتدنّية أو الباردة، وفي بعضها الأخرى تنجم إناثٌ عن درجات الحرارة المتطرِّفة حرارةً أو برودةً، وأما الحرارة المعتدلة فتنجم عنها ذكور. وأظهرت بعض الدراسات المخبريَّة أن أجنَّة سلحفاة البرك الصينية قادرةٌ على أن تتنقَّل داخل البيضة لتختار درجة الحرارة المُثْلَى لها، مما يُحدِّد جنسها المستقبلي بالنتيجة. وفي بعض الأنواع يتحدَّد الجنس وراثيًا. تفقس صغار السلاحف من بيوضها بالاستعانة بسن البيض، وهو سنٌّ حادٌّ ينمو مؤقتًا على طرف المنقار العلوي لهذه الوظيفة حصرًا. وبعد الفقس تحفر صغار السلاحف التراب لتخرج من أعشاشها وتزحف نحو أحراش النباتات أو الماء لتلجئ فيه، وقد تبقى صغار بعض السلاحف في العش بعد فقسها لتنتظر انقضاء فصل الشتاء أو هطول الأمطار التي تساعد على تفكيك تربة العش. صغار السلاحف أهدافٌ سهلةٌ جدًا للحيوانات المفترسة، سواءٌ قبل فقسها من البيض أو بعده، ولذا ففرص نجاة السلاحف في مَهْد حياتها ضئيلةٌ عادةً، ثم ترتفع بسرعةٍ مع نمو السلحفاة، حتى تُصْبِحَ فرص بقائها مرتفعةً جدًا بعد البلوغ، وغالبًا ما تنمو السلحفاة بسرعة كبيرة في سنواتها الأولى، ثم يتباطأ نموّها بعدئذٍ.

### أمد الحياة
السلاحف كائنات مُعمَّرة، إذ يُعتقَد أن أطول مدَّة حياة عاشها أيُّ حيَوانِ يابسةٍ معروفٍ هي مئة وسبعةٌ وثمانون سنة، عاشها غَيلمٌ اسمه جوناثان من سلاحف السيشيل العملاقة، وذلك حتى نفوقه سنة 2019. وقد جلب تشارلز دارون في سنة 1835 سلحفاة غلاباغوس عملاقة اسمها هارييت، فنفقت في سنة 2006 بعد أن عمَّرت ما لا يقلّ عن مئةٍ وستةٍ وسبعين سنة. ويندر أن تُعمَّر السلاحف في البرِّية لهذه الحِقَب الطويلة، التي تساعد عليها العناية والحماية في الأَسْر.
تنمو للسلاحف درَقاتٌ جديدةٌ سنويًّا على مرِّ حياتها تحت درَقاتها السابقة، مما يساعد الباحثين على تقدير عمرها التقريبي، وقد وجدوا أن السَّلاحف تُعمَّر ببُطء، وأن احتمال نجاتها بعد اكتمال نموِّها لا يقل عن 99% سنويًا (أي أن أقل من 1% من السلاحف البالغة تقضي نحبها كل عام).

## التطور

### السجل الأحفوري

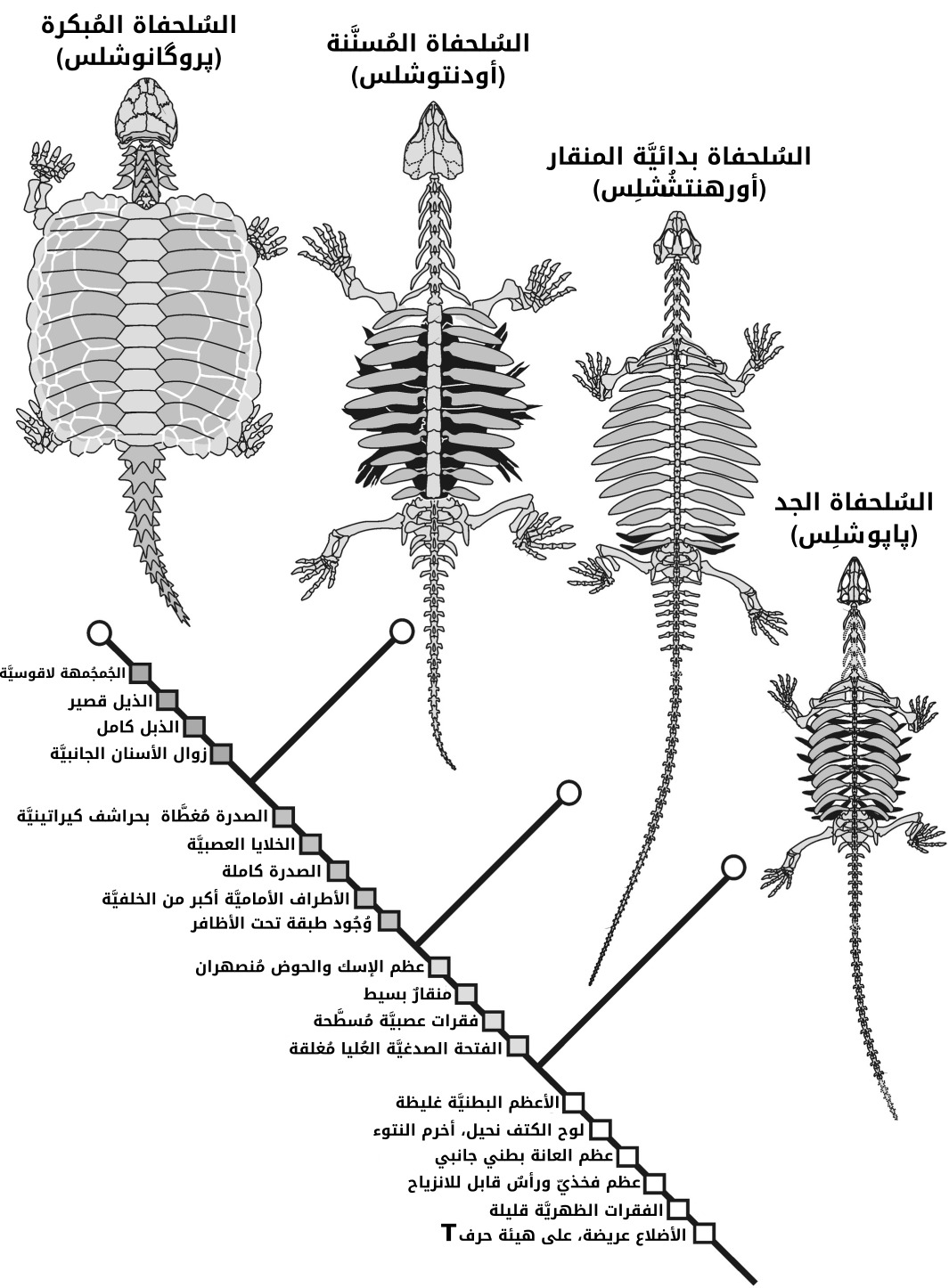
رسم يُوضِّح نشأة هيكل السلحفاة العظمي وصدفتها في أنواعها التي عاشت في العصر الثلاثي، بدءًا من صفائح عظمية متناثرة وحتى التحمت في صدفةٍ متكاملةٍ ذات جانبَيْن (الذبل والصدرة).

بذل علماء الحيوان جهدًا كبيرًا في تقصِّي أصل السلاحف، مع اهتمامٍ خاص بأصدافها التي تُميِّزها عن سائر الحيوانات. فاقترح عالم الأحياء يان فيرسلس في عام 1914 أن صدفة السلحفاة مُكوَّنة من صفائح عظمية في الأدمة ملتحمةٍ مع أضلاع القفص الصدري تحتها، وهو تكوينٌ يُسمَّى الجلد العظمي، وفسَّرت هذه النظرية تطوّر الصفائح العظمية في زاحف منقرضٍ من أسلاف السلاحف اسمه البراديصور عاش في العصر البرمي، وانحدرت منه فيما بعد البرياصورات والأنطودون. لكن هذه النظرية لم تُفسِّر كيفية التحام الأضلاع بالدرع الأدمي الذي يُكوِّن صدفة السلحفاة.
لكن الدراسات الحديثة ترسم صورةً مختلفةً عن تطوّر أصداف السلاحف، إذ إن أسلاف السلاحف الأولى (وهي تُسمَّى السلاحف الجذرية) لم تَكُن لها أصداف؛ سواء بمكوِّنها العلوي (الذبل) أو السفلي (الصدرة)، وإنما كانت فيها اختلافات تشريحية مثل انكماش البطن وتمدُّد الأضلاع وفقرات الذيل، ومن أمثلة هذه الأسلاف الأولى سلحفاة الإيونتوصور التي عاشت في العصر البرمي الوسيط والبابوكيلس من العصر الثلاثي الوسيط والإيورينكوكيلس من العصر الثلاثي المتأخر، واختلف هذا التشريح بمرور الوقت، إذ اكتسبت السلحفاة المسنَّنة في العصر الثلاثي المتأخر صدفة جزئية مكوَّنة من صدرة عظمية كاملة (جانب سفلي) وذبل جزئي، واكتمل تكوُّن هذه الصدفة الجزئية في السلحفاة المبكّرة بنهاية العصر الثلاثي المتأخر، ولعلَّ الوظيفة الأصلية للصدفة والسبب في تطوّرها هو مساعدة السلاحف على الحفر والحياة تحت الأرض.
تنقسم السلاحف الحيّة إلى مجموعتين بينهما اختلافات تطوريّة شاسعة، المجموعة الأصغر منهما هي السلاحف جانبية الرقبة، وقد عاشت أقدم أنواعها المعروفة أحفوريًا (وهي البلاتيكيليات) في العصر الجوراسي المتأخر، وأما المجموعة الأكبر والتي تضم معظم أنواع السلاحف فهي مخفيات الرقبة، وعاشت أقدم أنواعها المعروفة (وهي سلحفاة سيناسبايدريتيس) في العصر الجوراسي المتأخر في الصين، وهي تعتبر من أقارب السلاحف ملساء الصدفة. وقد ظهرت أول السلاحف ملساء الصدفة والسلاحف البحرية في العصر الطباشيري المتأخر (قريبًا من فترة انقراض الديناصورات)، ثم انتشرت بعض أنواع السلاحف على مساحاتٍ شاسعةٍ من نصف الأرض الشمالي في تلك الفترة وفي بداية حقبة الحياة الحديثة، ومن أهمّها فصيلة البوثريميات المنقرضة والطفاشيات الباقية، وممَّا ساعد على اتتشارهما أن هاتين الفصلتين تستوطنان البيئات الساحلية. وتطوَّرت أولى السلاحف البرية في قارة آسيا أثناء الفترة الفجرية، وقد عاشت فصيلة الميولانات (وهي من فصائل السلاحف الجذرية، أو أسلاف السلاحف الحالية) في أسترالاسيا (قارة أستراليا وما حولها) حتى فترةٍ قريبةٍ نسبيًا، في نهاية العصر الحديث الأقرب ومطلع العصر الهولوسيني.

### العلاقة بين السلاحف والكائنات الحية

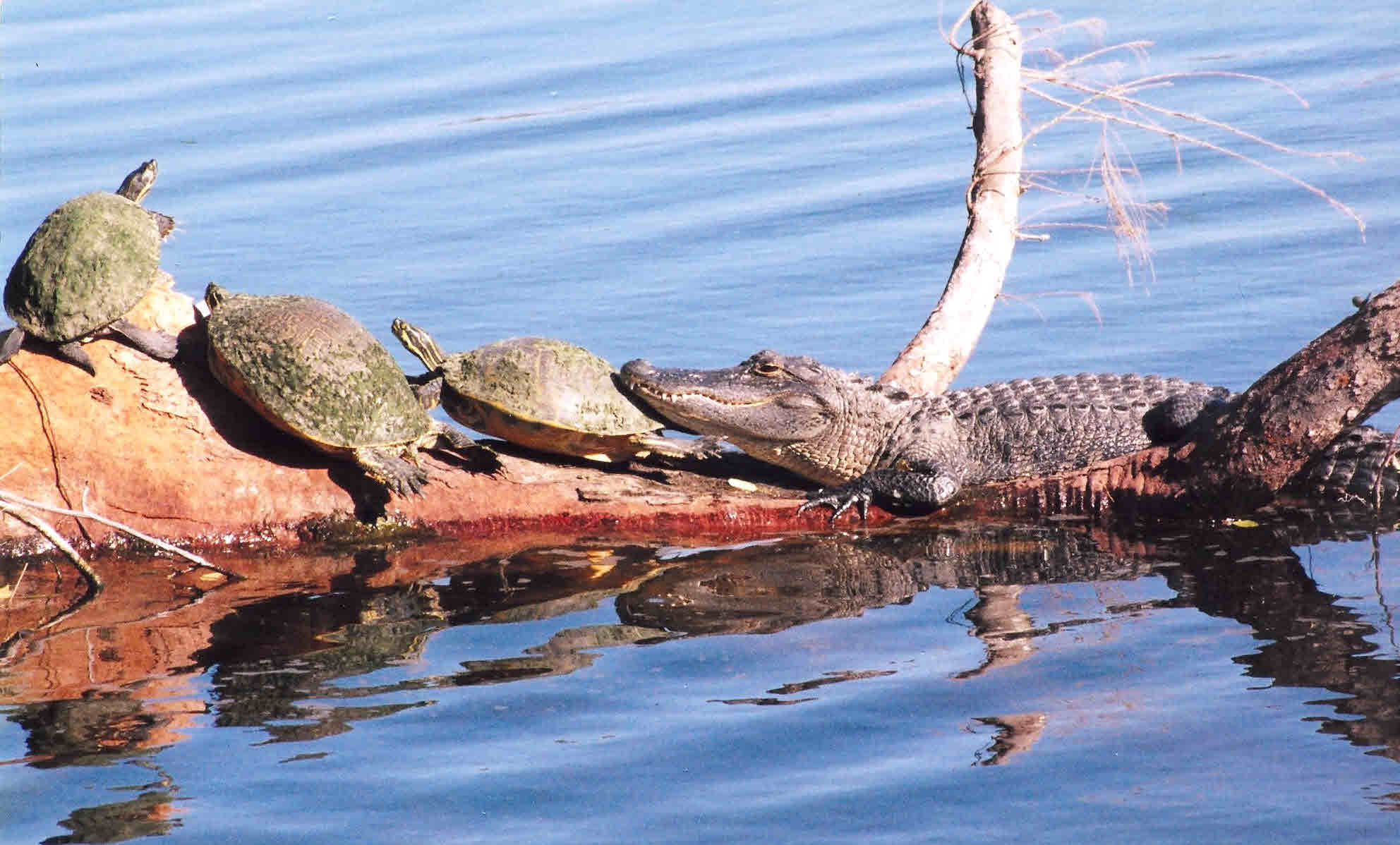
تشير دراسات عديدة إلى أن التماسيح، ومعها الطيور، هي أهم أقارب السلاحف، فهي أقرب إليها من سائر أنواع الزواحف.

تدور جدالات حول أصل السلاحف التطوري، فقد اعتقد الباحثون سابقًا أنها المجموعة الوحيدة الباقية (أي غير المنقرضة) لفرعٍ من الزواحف يُسمَّى اللاقوسيات، ومن أمثلته البركلوفونات الشبيهة بالعظاءات التي عاشت في العصرين البرمي والثلاثي، والسمة العامة بين اللاقوسيات هي أن جماجمها تفتقر للثقوب تحت الصدغيَّة، وهذه سمةٌ تُنَاقِضُ فيها سائر فصائل الزواحف (وكذلك الطيور والثدييات المنبثقتين عنها)، ممَّا قد يشير إلى أن أسلاف السلاحف انفصلت عن أنواع الزواحف الأخرى كافّة قبل زمن طويل. لكن بعض الباحثين يقترحون أن هذه الثقوب اختفت من جمجمة السلحفاة نتيجة تطور عكسي لاحق، وليس لأنها تنحدر فعلًا من اللاقوسيات، وتشير الأحافير فعلًا إلى أن السلاحف الجذريَّة كانت لها ثقوب تحت صدغيَّة.
اقترحت بعض دراسات علم الوراثة العرقي القديمة أن السلاحف أقرب إلى العظايا الحرشفية (أي العظاءات والأفاعي والطراطرة) منها إلى الأركوصورات (أي التماسيح والطيور)، لكن دراسات علم الأعراق الجزيئي (وهو تحليلٌ للحمض الوراثي أو الدنا) فقد توصَّلت إلى نتيجة مناقضة، وهي أن السلاحف أقرب إلى الأركوصورات، أو أنها مجموعة شقيقة للتماسيح والطيور الحديثة، وهي نتيجةٌ تدعمها دراسة من سنة 2012 حلَّلت مائتان وثمانيةٍ وأربعين جينًا جزيئيًا من ستة عشر حيوان فقاري، وبيَّنت أن أحدث سلف مشترك للسلاحف هو التماسيح والطيور، وأن السلاحف انفصلت عن آخر سلف بينها وبين التماسيح والطيور قبل قرابة مائتين وخمسةٍ وخمسين مليون سنة، أي خلال العصر البرمي. وتؤكّد على هذا الرأي دراسة جينومية من العام نفسه استخدمت تقنية العناصر المحفوظة لإثبات العلاقة بين السلاحف والأركوصورات. لكن تعقيدًا للخلاف، توصَّلت دراسة في سنة 2012 إلى أن السلاحف مجموعة شقيقة للعظايا الحرشفية، أي العظاءات والأفاعي.
حلَّلت دراسة من سنة 2013 تسلسلًا جزئيًا لجينوم اللجأة الخضراء والسلحفاة الصينية ملساء الصدفة، وتوصَّلت إلى أن السلاحف هي غالبًا مجموعة شقيقة للتماسيح والطيور، وبناءً عليها يُظْهِرُ الرسم أدناه شجرة النسب بين فصيلتي السلاحف والكائنات الحيَّة الأخرى.
|  | السلاحف                                                                    |
|  |                                                                            |
|  | \| \| التمساحيات (التماسيح والقواطير) \| \| \| \| \| \| الطيور \| \| \| \| |
|  |                                                                            |
|  | التمساحيات (التماسيح والقواطير)                                            |
|  |                                                                            |
|  | الطيور                                                                     |
|  |                                                                            |

|  | التمساحيات (التماسيح والقواطير) |
|  |                                 |
|  | الطيور                          |
|  |                                 |

|  | السلاحف                                                                    |
|  |                                                                            |
|  | \| \| التمساحيات (التماسيح والقواطير) \| \| \| \| \| \| الطيور \| \| \| \| |
|  |                                                                            |
|  | التمساحيات (التماسيح والقواطير)                                            |
|  |                                                                            |
|  | الطيور                                                                     |
|  |                                                                            |

|  | التمساحيات (التماسيح والقواطير) |
|  |                                 |
|  | الطيور                          |
|  |                                 |

### العلاقة بين أنواع السلاحف
تُصنَّف السلاحف الحديثة وأقاربها المنقرضة من السلاحف مكتملة الأصداف في فرع السلحفيَّات. وتنقسم السلاحف الحالية إلى مجموعتين متباعدتَيْن تطوريًا، وهما: مخفيات الرقبة (وهي تضم معظم أنواع السلاحف) والسلاحف جانبية الرقبة (وهي تضم قلَّة من الأنواع الباقية)، ويُقدَّر أن أحدث سلف مشترك للسلاحف قبل انفصالها إلى هاتين المجموعتين عاش قبل نحو مائتين وعشرة ملايين سنة في العصر الثلاثي المتأخر. وترى دراسة من سنة 2021 أن السلاحف قليلة التنوُّع نسبةً إلى قِدَم وجودها على الأرض، فقد بيَّنت الدراسة أن السلاحف لم يطرأ عليها تنوُّع أو تغيُّر ذا شأنٍ عدا تسارعٍ واحدٍ كبير وقع قبل قُرابة ثلاثين مليون سنة أثناء انقراض العصر الإيوسيني الأوليغوسيني، وتوازى هذا التنوُّع مع انقراضٍ لعدد كبير من أنواع السلاحف في الفترة نفسها. ويعتقد أن تغيُّر المناخ عالميًا أدى إلى انقراض بعض السلاحف وإلى تنوّع بعضها كذلك؛ إذ إن مناخ الأرض تغيَّر حينئذٍ ليصبح باردًا وجافًا، ممَّا أدى إلى جفاف اليابسة وانقراض السلاحف التي عاشت في قلب القارات، لكن سواحل القارات انتعشت بفضل التغيُّر نفسه فتطوَّرت فيها أنواع جديدة.
تُبيِّن شجرة النسب أدناه علاقة فصائل السلاحف ببعضها حسب دراسة من سنة 2015، وهو تقسيمٌ تدعمه بالضبط دراسة أخرى من عام 2021:
| السلاحف العنقودية |
|                   |

| الحفاصيات |
|           |
| الطفاشيات |
|           |

| السلاحف العنقودية |
|                   |

| الحفاصيات |
|           |
| الطفاشيات |
|           |

| ملساوات الأصداف      | \| الدورسيات \| \| \| \| السلاحف ملساء الصدفة \| \| \| |
|                      | \| الدورسيات \| \| \| \| السلاحف ملساء الصدفة \| \| \| |
| الدورسيات            |                                                        |
|                      |                                                        |
| السلاحف ملساء الصدفة |                                                        |
|                      |                                                        |

| الدورسيات            |
|                      |
| السلاحف ملساء الصدفة |
|                      |

| سلاحف المياه العذبة  |
|                      |
| الخنداعة كبيرة الرأس |
|                      |

| الحمسيات الأرضية |
|                  |
| السلاحف البرية   |
|                  |

| سلاحف المياه العذبة  |
|                      |
| الخنداعة كبيرة الرأس |
|                      |

| الحمسيات الأرضية |
|                  |
| السلاحف البرية   |
|                  |

| سلاحف المياه العذبة  |
|                      |
| الخنداعة كبيرة الرأس |
|                      |

| الحمسيات الأرضية |
|                  |
| السلاحف البرية   |
|                  |

| سلاحف المياه العذبة  |
|                      |
| الخنداعة كبيرة الرأس |
|                      |

| الحمسيات الأرضية |
|                  |
| السلاحف البرية   |
|                  |

| اللجآت                |
|                       |
| السلاحف المخملية      |
| (السلاحف جلدية الظهر) |

| الدلهميات         |
| (السلاحف النهَّاشة) |

| الحجافيات         |
| (السلاحف الطينية) |
| الجنافيات         |
|                   |

| الدلهميات         |
| (السلاحف النهَّاشة) |

| الحجافيات         |
| (السلاحف الطينية) |
| الجنافيات         |
|                   |

| اللجآت                |
|                       |
| السلاحف المخملية      |
| (السلاحف جلدية الظهر) |

| الدلهميات         |
| (السلاحف النهَّاشة) |

| الحجافيات         |
| (السلاحف الطينية) |
| الجنافيات         |
|                   |

| الدلهميات         |
| (السلاحف النهَّاشة) |

| الحجافيات         |
| (السلاحف الطينية) |
| الجنافيات         |
|                   |

| سلاحف المياه العذبة  |
|                      |
| الخنداعة كبيرة الرأس |
|                      |

| الحمسيات الأرضية |
|                  |
| السلاحف البرية   |
|                  |

| سلاحف المياه العذبة  |
|                      |
| الخنداعة كبيرة الرأس |
|                      |

| الحمسيات الأرضية |
|                  |
| السلاحف البرية   |
|                  |

| سلاحف المياه العذبة  |
|                      |
| الخنداعة كبيرة الرأس |
|                      |

| الحمسيات الأرضية |
|                  |
| السلاحف البرية   |
|                  |

| سلاحف المياه العذبة  |
|                      |
| الخنداعة كبيرة الرأس |
|                      |

| الحمسيات الأرضية |
|                  |
| السلاحف البرية   |
|                  |

| اللجآت                |
|                       |
| السلاحف المخملية      |
| (السلاحف جلدية الظهر) |

| الدلهميات         |
| (السلاحف النهَّاشة) |

| الحجافيات         |
| (السلاحف الطينية) |
| الجنافيات         |
|                   |

| الدلهميات         |
| (السلاحف النهَّاشة) |

| الحجافيات         |
| (السلاحف الطينية) |
| الجنافيات         |
|                   |

| اللجآت                |
|                       |
| السلاحف المخملية      |
| (السلاحف جلدية الظهر) |

| الدلهميات         |
| (السلاحف النهَّاشة) |

| الحجافيات         |
| (السلاحف الطينية) |
| الجنافيات         |
|                   |

| الدلهميات         |
| (السلاحف النهَّاشة) |

| الحجافيات         |
| (السلاحف الطينية) |
| الجنافيات         |
|                   |

| سلاحف المياه العذبة  |
|                      |
| الخنداعة كبيرة الرأس |
|                      |

| الحمسيات الأرضية |
|                  |
| السلاحف البرية   |
|                  |

| سلاحف المياه العذبة  |
|                      |
| الخنداعة كبيرة الرأس |
|                      |

| الحمسيات الأرضية |
|                  |
| السلاحف البرية   |
|                  |

| سلاحف المياه العذبة  |
|                      |
| الخنداعة كبيرة الرأس |
|                      |

| الحمسيات الأرضية |
|                  |
| السلاحف البرية   |
|                  |

| سلاحف المياه العذبة  |
|                      |
| الخنداعة كبيرة الرأس |
|                      |

| الحمسيات الأرضية |
|                  |
| السلاحف البرية   |
|                  |

| اللجآت                |
|                       |
| السلاحف المخملية      |
| (السلاحف جلدية الظهر) |

| الدلهميات         |
| (السلاحف النهَّاشة) |

| الحجافيات         |
| (السلاحف الطينية) |
| الجنافيات         |
|                   |

| الدلهميات         |
| (السلاحف النهَّاشة) |

| الحجافيات         |
| (السلاحف الطينية) |
| الجنافيات         |
|                   |

| اللجآت                |
|                       |
| السلاحف المخملية      |
| (السلاحف جلدية الظهر) |

| الدلهميات         |
| (السلاحف النهَّاشة) |

| الحجافيات         |
| (السلاحف الطينية) |
| الجنافيات         |
|                   |

| الدلهميات         |
| (السلاحف النهَّاشة) |

| الحجافيات         |
| (السلاحف الطينية) |
| الجنافيات         |
|                   |

| سلاحف المياه العذبة  |
|                      |
| الخنداعة كبيرة الرأس |
|                      |

| الحمسيات الأرضية |
|                  |
| السلاحف البرية   |
|                  |

| سلاحف المياه العذبة  |
|                      |
| الخنداعة كبيرة الرأس |
|                      |

| الحمسيات الأرضية |
|                  |
| السلاحف البرية   |
|                  |

| سلاحف المياه العذبة  |
|                      |
| الخنداعة كبيرة الرأس |
|                      |

| الحمسيات الأرضية |
|                  |
| السلاحف البرية   |
|                  |

| سلاحف المياه العذبة  |
|                      |
| الخنداعة كبيرة الرأس |
|                      |

| الحمسيات الأرضية |
|                  |
| السلاحف البرية   |
|                  |

| اللجآت                |
|                       |
| السلاحف المخملية      |
| (السلاحف جلدية الظهر) |

| الدلهميات         |
| (السلاحف النهَّاشة) |

| الحجافيات         |
| (السلاحف الطينية) |
| الجنافيات         |
|                   |

| الدلهميات         |
| (السلاحف النهَّاشة) |

| الحجافيات         |
| (السلاحف الطينية) |
| الجنافيات         |
|                   |

| اللجآت                |
|                       |
| السلاحف المخملية      |
| (السلاحف جلدية الظهر) |

| الدلهميات         |
| (السلاحف النهَّاشة) |

| الحجافيات         |
| (السلاحف الطينية) |
| الجنافيات         |
|                   |

| الدلهميات         |
| (السلاحف النهَّاشة) |

| الحجافيات         |
| (السلاحف الطينية) |
| الجنافيات         |
|                   |

| ملساوات الأصداف      | \| الدورسيات \| \| \| \| السلاحف ملساء الصدفة \| \| \| |
|                      | \| الدورسيات \| \| \| \| السلاحف ملساء الصدفة \| \| \| |
| الدورسيات            |                                                        |
|                      |                                                        |
| السلاحف ملساء الصدفة |                                                        |
|                      |                                                        |

| الدورسيات            |
|                      |
| السلاحف ملساء الصدفة |
|                      |

| سلاحف المياه العذبة  |
|                      |
| الخنداعة كبيرة الرأس |
|                      |

| الحمسيات الأرضية |
|                  |
| السلاحف البرية   |
|                  |

| سلاحف المياه العذبة  |
|                      |
| الخنداعة كبيرة الرأس |
|                      |

| الحمسيات الأرضية |
|                  |
| السلاحف البرية   |
|                  |

| سلاحف المياه العذبة  |
|                      |
| الخنداعة كبيرة الرأس |
|                      |

| الحمسيات الأرضية |
|                  |
| السلاحف البرية   |
|                  |

| سلاحف المياه العذبة  |
|                      |
| الخنداعة كبيرة الرأس |
|                      |

| الحمسيات الأرضية |
|                  |
| السلاحف البرية   |
|                  |

| اللجآت                |
|                       |
| السلاحف المخملية      |
| (السلاحف جلدية الظهر) |

| الدلهميات         |
| (السلاحف النهَّاشة) |

| الحجافيات         |
| (السلاحف الطينية) |
| الجنافيات         |
|                   |

| الدلهميات         |
| (السلاحف النهَّاشة) |

| الحجافيات         |
| (السلاحف الطينية) |
| الجنافيات         |
|                   |

| اللجآت                |
|                       |
| السلاحف المخملية      |
| (السلاحف جلدية الظهر) |

| الدلهميات         |
| (السلاحف النهَّاشة) |

| الحجافيات         |
| (السلاحف الطينية) |
| الجنافيات         |
|                   |

| الدلهميات         |
| (السلاحف النهَّاشة) |

| الحجافيات         |
| (السلاحف الطينية) |
| الجنافيات         |
|                   |

| سلاحف المياه العذبة  |
|                      |
| الخنداعة كبيرة الرأس |
|                      |

| الحمسيات الأرضية |
|                  |
| السلاحف البرية   |
|                  |

| سلاحف المياه العذبة  |
|                      |
| الخنداعة كبيرة الرأس |
|                      |

| الحمسيات الأرضية |
|                  |
| السلاحف البرية   |
|                  |

| سلاحف المياه العذبة  |
|                      |
| الخنداعة كبيرة الرأس |
|                      |

| الحمسيات الأرضية |
|                  |
| السلاحف البرية   |
|                  |

| سلاحف المياه العذبة  |
|                      |
| الخنداعة كبيرة الرأس |
|                      |

| الحمسيات الأرضية |
|                  |
| السلاحف البرية   |
|                  |

| اللجآت                |
|                       |
| السلاحف المخملية      |
| (السلاحف جلدية الظهر) |

| الدلهميات         |
| (السلاحف النهَّاشة) |

| الحجافيات         |
| (السلاحف الطينية) |
| الجنافيات         |
|                   |

| الدلهميات         |
| (السلاحف النهَّاشة) |

| الحجافيات         |
| (السلاحف الطينية) |
| الجنافيات         |
|                   |

| اللجآت                |
|                       |
| السلاحف المخملية      |
| (السلاحف جلدية الظهر) |

| الدلهميات         |
| (السلاحف النهَّاشة) |

| الحجافيات         |
| (السلاحف الطينية) |
| الجنافيات         |
|                   |

| الدلهميات         |
| (السلاحف النهَّاشة) |

| الحجافيات         |
| (السلاحف الطينية) |
| الجنافيات         |
|                   |

| سلاحف المياه العذبة  |
|                      |
| الخنداعة كبيرة الرأس |
|                      |

| الحمسيات الأرضية |
|                  |
| السلاحف البرية   |
|                  |

| سلاحف المياه العذبة  |
|                      |
| الخنداعة كبيرة الرأس |
|                      |

| الحمسيات الأرضية |
|                  |
| السلاحف البرية   |
|                  |

| سلاحف المياه العذبة  |
|                      |
| الخنداعة كبيرة الرأس |
|                      |

| الحمسيات الأرضية |
|                  |
| السلاحف البرية   |
|                  |

| سلاحف المياه العذبة  |
|                      |
| الخنداعة كبيرة الرأس |
|                      |

| الحمسيات الأرضية |
|                  |
| السلاحف البرية   |
|                  |

| اللجآت                |
|                       |
| السلاحف المخملية      |
| (السلاحف جلدية الظهر) |

| الدلهميات         |
| (السلاحف النهَّاشة) |

| الحجافيات         |
| (السلاحف الطينية) |
| الجنافيات         |
|                   |

| الدلهميات         |
| (السلاحف النهَّاشة) |

| الحجافيات         |
| (السلاحف الطينية) |
| الجنافيات         |
|                   |

| اللجآت                |
|                       |
| السلاحف المخملية      |
| (السلاحف جلدية الظهر) |

| الدلهميات         |
| (السلاحف النهَّاشة) |

| الحجافيات         |
| (السلاحف الطينية) |
| الجنافيات         |
|                   |

| الدلهميات         |
| (السلاحف النهَّاشة) |

| الحجافيات         |
| (السلاحف الطينية) |
| الجنافيات         |
|                   |

| سلاحف المياه العذبة  |
|                      |
| الخنداعة كبيرة الرأس |
|                      |

| الحمسيات الأرضية |
|                  |
| السلاحف البرية   |
|                  |

| سلاحف المياه العذبة  |
|                      |
| الخنداعة كبيرة الرأس |
|                      |

| الحمسيات الأرضية |
|                  |
| السلاحف البرية   |
|                  |

| سلاحف المياه العذبة  |
|                      |
| الخنداعة كبيرة الرأس |
|                      |

| الحمسيات الأرضية |
|                  |
| السلاحف البرية   |
|                  |

| سلاحف المياه العذبة  |
|                      |
| الخنداعة كبيرة الرأس |
|                      |

| الحمسيات الأرضية |
|                  |
| السلاحف البرية   |
|                  |

| اللجآت                |
|                       |
| السلاحف المخملية      |
| (السلاحف جلدية الظهر) |

| الدلهميات         |
| (السلاحف النهَّاشة) |

| الحجافيات         |
| (السلاحف الطينية) |
| الجنافيات         |
|                   |

| الدلهميات         |
| (السلاحف النهَّاشة) |

| الحجافيات         |
| (السلاحف الطينية) |
| الجنافيات         |
|                   |

| اللجآت                |
|                       |
| السلاحف المخملية      |
| (السلاحف جلدية الظهر) |

| الدلهميات         |
| (السلاحف النهَّاشة) |

| الحجافيات         |
| (السلاحف الطينية) |
| الجنافيات         |
|                   |

| الدلهميات         |
| (السلاحف النهَّاشة) |

| الحجافيات         |
| (السلاحف الطينية) |
| الجنافيات         |
|                   |

| السلاحف العنقودية |
|                   |

| الحفاصيات |
|           |
| الطفاشيات |
|           |

| السلاحف العنقودية |
|                   |

| الحفاصيات |
|           |
| الطفاشيات |
|           |

| ملساوات الأصداف      | \| الدورسيات \| \| \| \| السلاحف ملساء الصدفة \| \| \| |
|                      | \| الدورسيات \| \| \| \| السلاحف ملساء الصدفة \| \| \| |
| الدورسيات            |                                                        |
|                      |                                                        |
| السلاحف ملساء الصدفة |                                                        |
|                      |                                                        |

| الدورسيات            |
|                      |
| السلاحف ملساء الصدفة |
|                      |

| سلاحف المياه العذبة  |
|                      |
| الخنداعة كبيرة الرأس |
|                      |

| الحمسيات الأرضية |
|                  |
| السلاحف البرية   |
|                  |

| سلاحف المياه العذبة  |
|                      |
| الخنداعة كبيرة الرأس |
|                      |

| الحمسيات الأرضية |
|                  |
| السلاحف البرية   |
|                  |

| سلاحف المياه العذبة  |
|                      |
| الخنداعة كبيرة الرأس |
|                      |

| الحمسيات الأرضية |
|                  |
| السلاحف البرية   |
|                  |

| سلاحف المياه العذبة  |
|                      |
| الخنداعة كبيرة الرأس |
|                      |

| الحمسيات الأرضية |
|                  |
| السلاحف البرية   |
|                  |

| اللجآت                |
|                       |
| السلاحف المخملية      |
| (السلاحف جلدية الظهر) |

| الدلهميات         |
| (السلاحف النهَّاشة) |

| الحجافيات         |
| (السلاحف الطينية) |
| الجنافيات         |
|                   |

| الدلهميات         |
| (السلاحف النهَّاشة) |

| الحجافيات         |
| (السلاحف الطينية) |
| الجنافيات         |
|                   |

| اللجآت                |
|                       |
| السلاحف المخملية      |
| (السلاحف جلدية الظهر) |

| الدلهميات         |
| (السلاحف النهَّاشة) |

| الحجافيات         |
| (السلاحف الطينية) |
| الجنافيات         |
|                   |

| الدلهميات         |
| (السلاحف النهَّاشة) |

| الحجافيات         |
| (السلاحف الطينية) |
| الجنافيات         |
|                   |

| سلاحف المياه العذبة  |
|                      |
| الخنداعة كبيرة الرأس |
|                      |

| الحمسيات الأرضية |
|                  |
| السلاحف البرية   |
|                  |

| سلاحف المياه العذبة  |
|                      |
| الخنداعة كبيرة الرأس |
|                      |

| الحمسيات الأرضية |
|                  |
| السلاحف البرية   |
|                  |

| سلاحف المياه العذبة  |
|                      |
| الخنداعة كبيرة الرأس |
|                      |

| الحمسيات الأرضية |
|                  |
| السلاحف البرية   |
|                  |

| سلاحف المياه العذبة  |
|                      |
| الخنداعة كبيرة الرأس |
|                      |

| الحمسيات الأرضية |
|                  |
| السلاحف البرية   |
|                  |

| اللجآت                |
|                       |
| السلاحف المخملية      |
| (السلاحف جلدية الظهر) |

| الدلهميات         |
| (السلاحف النهَّاشة) |

| الحجافيات         |
| (السلاحف الطينية) |
| الجنافيات         |
|                   |

| الدلهميات         |
| (السلاحف النهَّاشة) |

| الحجافيات         |
| (السلاحف الطينية) |
| الجنافيات         |
|                   |

| اللجآت                |
|                       |
| السلاحف المخملية      |
| (السلاحف جلدية الظهر) |

| الدلهميات         |
| (السلاحف النهَّاشة) |

| الحجافيات         |
| (السلاحف الطينية) |
| الجنافيات         |
|                   |

| الدلهميات         |
| (السلاحف النهَّاشة) |

| الحجافيات         |
| (السلاحف الطينية) |
| الجنافيات         |
|                   |

| سلاحف المياه العذبة  |
|                      |
| الخنداعة كبيرة الرأس |
|                      |

| الحمسيات الأرضية |
|                  |
| السلاحف البرية   |
|                  |

| سلاحف المياه العذبة  |
|                      |
| الخنداعة كبيرة الرأس |
|                      |

| الحمسيات الأرضية |
|                  |
| السلاحف البرية   |
|                  |

| سلاحف المياه العذبة  |
|                      |
| الخنداعة كبيرة الرأس |
|                      |

| الحمسيات الأرضية |
|                  |
| السلاحف البرية   |
|                  |

| سلاحف المياه العذبة  |
|                      |
| الخنداعة كبيرة الرأس |
|                      |

| الحمسيات الأرضية |
|                  |
| السلاحف البرية   |
|                  |

| اللجآت                |
|                       |
| السلاحف المخملية      |
| (السلاحف جلدية الظهر) |

| الدلهميات         |
| (السلاحف النهَّاشة) |

| الحجافيات         |
| (السلاحف الطينية) |
| الجنافيات         |
|                   |

| الدلهميات         |
| (السلاحف النهَّاشة) |

| الحجافيات         |
| (السلاحف الطينية) |
| الجنافيات         |
|                   |

| اللجآت                |
|                       |
| السلاحف المخملية      |
| (السلاحف جلدية الظهر) |

| الدلهميات         |
| (السلاحف النهَّاشة) |

| الحجافيات         |
| (السلاحف الطينية) |
| الجنافيات         |
|                   |

| الدلهميات         |
| (السلاحف النهَّاشة) |

| الحجافيات         |
| (السلاحف الطينية) |
| الجنافيات         |
|                   |

| سلاحف المياه العذبة  |
|                      |
| الخنداعة كبيرة الرأس |
|                      |

| الحمسيات الأرضية |
|                  |
| السلاحف البرية   |
|                  |

| سلاحف المياه العذبة  |
|                      |
| الخنداعة كبيرة الرأس |
|                      |

| الحمسيات الأرضية |
|                  |
| السلاحف البرية   |
|                  |

| سلاحف المياه العذبة  |
|                      |
| الخنداعة كبيرة الرأس |
|                      |

| الحمسيات الأرضية |
|                  |
| السلاحف البرية   |
|                  |

| سلاحف المياه العذبة  |
|                      |
| الخنداعة كبيرة الرأس |
|                      |

| الحمسيات الأرضية |
|                  |
| السلاحف البرية   |
|                  |

| اللجآت                |
|                       |
| السلاحف المخملية      |
| (السلاحف جلدية الظهر) |

| الدلهميات         |
| (السلاحف النهَّاشة) |

| الحجافيات         |
| (السلاحف الطينية) |
| الجنافيات         |
|                   |

| الدلهميات         |
| (السلاحف النهَّاشة) |

| الحجافيات         |
| (السلاحف الطينية) |
| الجنافيات         |
|                   |

| اللجآت                |
|                       |
| السلاحف المخملية      |
| (السلاحف جلدية الظهر) |

| الدلهميات         |
| (السلاحف النهَّاشة) |

| الحجافيات         |
| (السلاحف الطينية) |
| الجنافيات         |
|                   |

| الدلهميات         |
| (السلاحف النهَّاشة) |

| الحجافيات         |
| (السلاحف الطينية) |
| الجنافيات         |
|                   |

| ملساوات الأصداف      | \| الدورسيات \| \| \| \| السلاحف ملساء الصدفة \| \| \| |
|                      | \| الدورسيات \| \| \| \| السلاحف ملساء الصدفة \| \| \| |
| الدورسيات            |                                                        |
|                      |                                                        |
| السلاحف ملساء الصدفة |                                                        |
|                      |                                                        |

| الدورسيات            |
|                      |
| السلاحف ملساء الصدفة |
|                      |

| سلاحف المياه العذبة  |
|                      |
| الخنداعة كبيرة الرأس |
|                      |

| الحمسيات الأرضية |
|                  |
| السلاحف البرية   |
|                  |

| سلاحف المياه العذبة  |
|                      |
| الخنداعة كبيرة الرأس |
|                      |

| الحمسيات الأرضية |
|                  |
| السلاحف البرية   |
|                  |

| سلاحف المياه العذبة  |
|                      |
| الخنداعة كبيرة الرأس |
|                      |

| الحمسيات الأرضية |
|                  |
| السلاحف البرية   |
|                  |

| سلاحف المياه العذبة  |
|                      |
| الخنداعة كبيرة الرأس |
|                      |

| الحمسيات الأرضية |
|                  |
| السلاحف البرية   |
|                  |

| اللجآت                |
|                       |
| السلاحف المخملية      |
| (السلاحف جلدية الظهر) |

| الدلهميات         |
| (السلاحف النهَّاشة) |

| الحجافيات         |
| (السلاحف الطينية) |
| الجنافيات         |
|                   |

| الدلهميات         |
| (السلاحف النهَّاشة) |

| الحجافيات         |
| (السلاحف الطينية) |
| الجنافيات         |
|                   |

| اللجآت                |
|                       |
| السلاحف المخملية      |
| (السلاحف جلدية الظهر) |

| الدلهميات         |
| (السلاحف النهَّاشة) |

| الحجافيات         |
| (السلاحف الطينية) |
| الجنافيات         |
|                   |

| الدلهميات         |
| (السلاحف النهَّاشة) |

| الحجافيات         |
| (السلاحف الطينية) |
| الجنافيات         |
|                   |

| سلاحف المياه العذبة  |
|                      |
| الخنداعة كبيرة الرأس |
|                      |

| الحمسيات الأرضية |
|                  |
| السلاحف البرية   |
|                  |

| سلاحف المياه العذبة  |
|                      |
| الخنداعة كبيرة الرأس |
|                      |

| الحمسيات الأرضية |
|                  |
| السلاحف البرية   |
|                  |

| سلاحف المياه العذبة  |
|                      |
| الخنداعة كبيرة الرأس |
|                      |

| الحمسيات الأرضية |
|                  |
| السلاحف البرية   |
|                  |

| سلاحف المياه العذبة  |
|                      |
| الخنداعة كبيرة الرأس |
|                      |

| الحمسيات الأرضية |
|                  |
| السلاحف البرية   |
|                  |

| اللجآت                |
|                       |
| السلاحف المخملية      |
| (السلاحف جلدية الظهر) |

| الدلهميات         |
| (السلاحف النهَّاشة) |

| الحجافيات         |
| (السلاحف الطينية) |
| الجنافيات         |
|                   |

| الدلهميات         |
| (السلاحف النهَّاشة) |

| الحجافيات         |
| (السلاحف الطينية) |
| الجنافيات         |
|                   |

| اللجآت                |
|                       |
| السلاحف المخملية      |
| (السلاحف جلدية الظهر) |

| الدلهميات         |
| (السلاحف النهَّاشة) |

| الحجافيات         |
| (السلاحف الطينية) |
| الجنافيات         |
|                   |

| الدلهميات         |
| (السلاحف النهَّاشة) |

| الحجافيات         |
| (السلاحف الطينية) |
| الجنافيات         |
|                   |

| سلاحف المياه العذبة  |
|                      |
| الخنداعة كبيرة الرأس |
|                      |

| الحمسيات الأرضية |
|                  |
| السلاحف البرية   |
|                  |

| سلاحف المياه العذبة  |
|                      |
| الخنداعة كبيرة الرأس |
|                      |

| الحمسيات الأرضية |
|                  |
| السلاحف البرية   |
|                  |

| سلاحف المياه العذبة  |
|                      |
| الخنداعة كبيرة الرأس |
|                      |

| الحمسيات الأرضية |
|                  |
| السلاحف البرية   |
|                  |

| سلاحف المياه العذبة  |
|                      |
| الخنداعة كبيرة الرأس |
|                      |

| الحمسيات الأرضية |
|                  |
| السلاحف البرية   |
|                  |

| اللجآت                |
|                       |
| السلاحف المخملية      |
| (السلاحف جلدية الظهر) |

| الدلهميات         |
| (السلاحف النهَّاشة) |

| الحجافيات         |
| (السلاحف الطينية) |
| الجنافيات         |
|                   |

| الدلهميات         |
| (السلاحف النهَّاشة) |

| الحجافيات         |
| (السلاحف الطينية) |
| الجنافيات         |
|                   |

| اللجآت                |
|                       |
| السلاحف المخملية      |
| (السلاحف جلدية الظهر) |

| الدلهميات         |
| (السلاحف النهَّاشة) |

| الحجافيات         |
| (السلاحف الطينية) |
| الجنافيات         |
|                   |

| الدلهميات         |
| (السلاحف النهَّاشة) |

| الحجافيات         |
| (السلاحف الطينية) |
| الجنافيات         |
|                   |

| سلاحف المياه العذبة  |
|                      |
| الخنداعة كبيرة الرأس |
|                      |

| الحمسيات الأرضية |
|                  |
| السلاحف البرية   |
|                  |

| سلاحف المياه العذبة  |
|                      |
| الخنداعة كبيرة الرأس |
|                      |

| الحمسيات الأرضية |
|                  |
| السلاحف البرية   |
|                  |

| سلاحف المياه العذبة  |
|                      |
| الخنداعة كبيرة الرأس |
|                      |

| الحمسيات الأرضية |
|                  |
| السلاحف البرية   |
|                  |

| سلاحف المياه العذبة  |
|                      |
| الخنداعة كبيرة الرأس |
|                      |

| الحمسيات الأرضية |
|                  |
| السلاحف البرية   |
|                  |

| اللجآت                |
|                       |
| السلاحف المخملية      |
| (السلاحف جلدية الظهر) |

| الدلهميات         |
| (السلاحف النهَّاشة) |

| الحجافيات         |
| (السلاحف الطينية) |
| الجنافيات         |
|                   |

| الدلهميات         |
| (السلاحف النهَّاشة) |

| الحجافيات         |
| (السلاحف الطينية) |
| الجنافيات         |
|                   |

| اللجآت                |
|                       |
| السلاحف المخملية      |
| (السلاحف جلدية الظهر) |

| الدلهميات         |
| (السلاحف النهَّاشة) |

| الحجافيات         |
| (السلاحف الطينية) |
| الجنافيات         |
|                   |

| الدلهميات         |
| (السلاحف النهَّاشة) |

| الحجافيات         |
| (السلاحف الطينية) |
| الجنافيات         |
|                   |

### الاختلافات بين السلاحف جانبية ومخفية الرقبة
تنقسم السلاحف إلى رتيبتين حاليَّتَيْن، هي مخفيَّات الرقبة وجانبيات الرقبة، والاختلاف الأهم بينهما هو طريقة إغماد الرقبة (أي إيلاجها في الصدفة)، فجانبيَّات الرقبة تضمُّ رقبتها جانبيًا إلى كتفها، وأما مخفيات الرقبة فهي تُغْمِدُ رقبتها داخل صدفتها بخطٍّ مستقيم حتى تتوارى كاملة، وما يُحدِّد زاوية حركة الرقبة هذه هو تشكل الجسم وترتيب فقرات الرقبة.
تستثنى من هذه القاعدة اللجآت أو السلاحف البحرية، وهي من مخفيات الرقبة، لكنها فقدت القدرة على إغماد رقبتها داخل الصدفة.
وللرتيبتين كليهما عضلات تبعيدٍ وتقريبٍ في الفك السفلي تعمل بآلية تشبه البكرة لتسحب الرقبة وتُغْمِدها، لكن هذه العضلات تتَّصل بعظامٍ مختلفة حسب الرتيبة، إذ إن هذه «البكرة» تتَّصل في مخفيات الرقبة مع التيه العظمي في الأذن الداخلية، وأما في جانبيات الرقبة فإنها تتَّصل مع العظم الجناحي للحنك، وتساعد هذه العضلات في السلاحف كافَّة على توجيه عضلات التبعيد والتقريب عموديًا وتقوية عضَّة السلحفاة.
من الفروقات الأخرى بين الرتيبتين هو أربطة الحوض، فالحَوْض حرٌّ غير مرتبط بالصدفة تمامًا في مخفيات الرقبة، فهو لا يتصل بالصدفة إلا بأربطة، وأما في جانبيات الرقبة فالحوض مرتبطٌ بدرز (أي: مفصل ثابت) تصله عظامٌ بالصدفة بجانبَيْها السفلي والعلوي، ولهذا فإن جانبَيْ الصدفة مرتبطان بالنتيجة بعمودَيْن عظميَّيْن يمتدَّان من أعلى الصدفة إلى أسفلها عند جانبيات الرقبة.

## الانتشار والموئل
تنتشر السلاحف في بيئات العالم كافَّة بقارَّاته ومحيطاته وجزره، وهذا بفضل تعدّد أنواعها ما بَيْن بري ومائي وبرمائي. تعيش معظم أنواع السلاحف في الأقاليم الاستوائية وشبه الاستوائية، لكن بعض أنواعها، مثل اللجأة جلدية الظهر، قد تحوم في المياه الباردة للمحيطَيْن الأطلسي والهادئ.
تنحصر مواطن السلاحف جانبية الرقبة الحيَّة (أي دون احتساب أنواعها المنقرضة) في المياه العذبة، وهي لا تعيش إلا في نصف الأرض الجنوبي. وأما مخفيات الرقبة فمنها ما يسكن المياه العذبة والبحار والمحيطات واليابسة، وأكثرها انتشارًا على الصعيد الجغرافي هي الأنواع البحرية. وأكبر بؤرة لتنوّع السلاحف في العالم (باستثناء أنواعها البحرية) هي غابات الأمازون، وكذلك مستجمعات خليج المكسيك في الولايات المتحدة وبعض أنحاء جنوب وجنوب شرق آسيا.

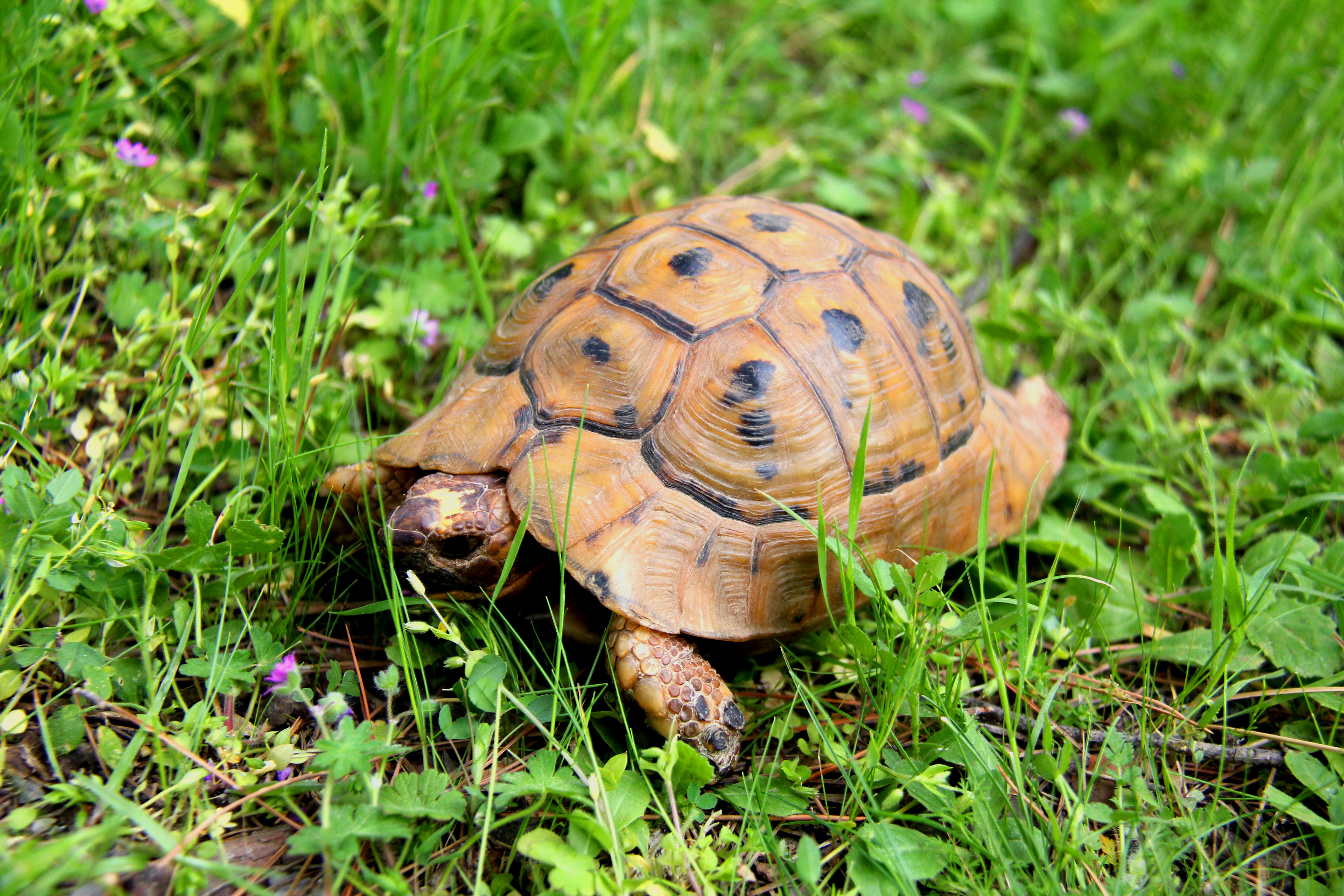
سلحفاة مهمازية الورك (نوع بري) في محمية غابات دبين بالأردن.
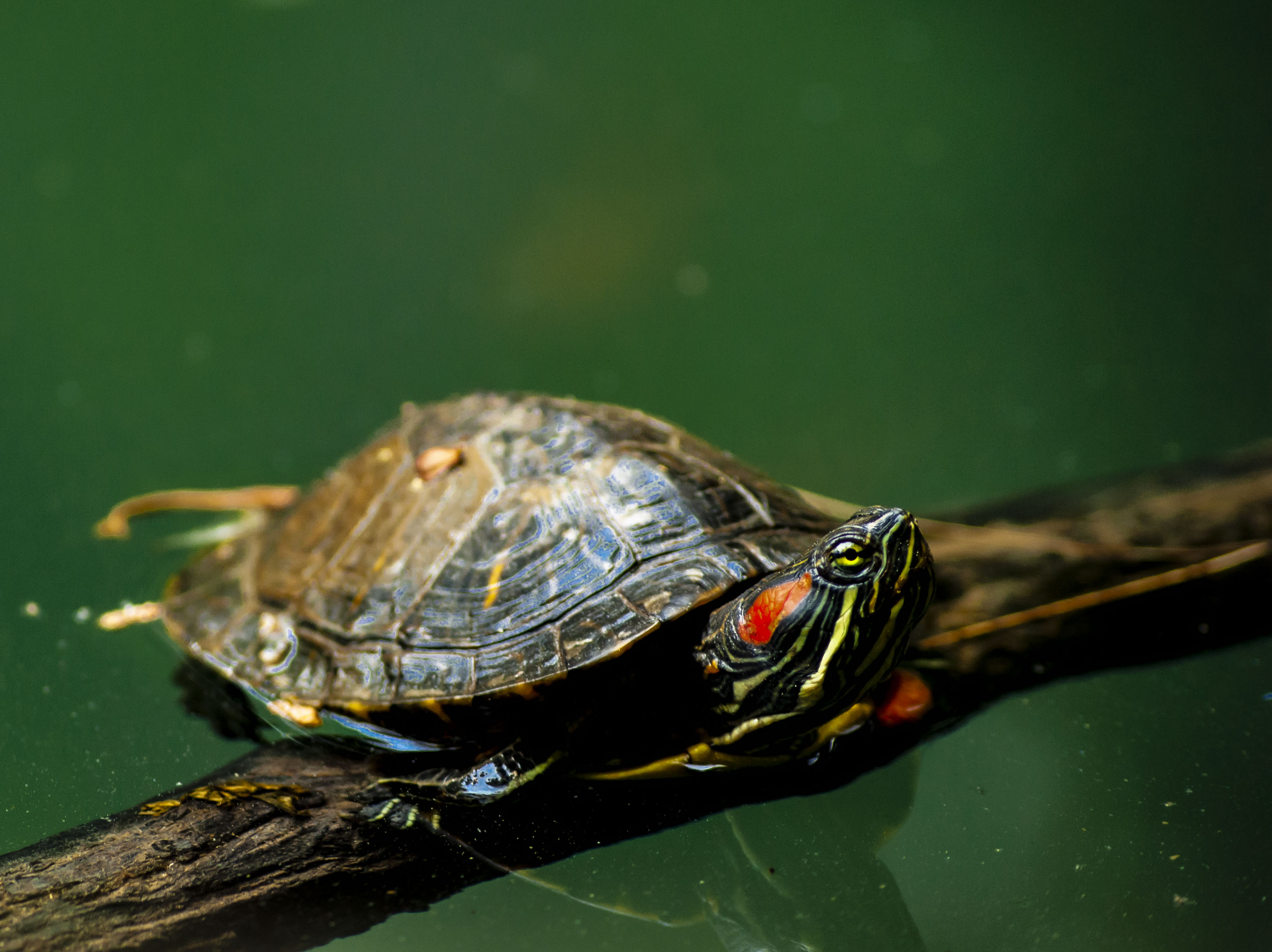
حمسة حمراء الأذن (نوع يسكن المياه العذبة) في بحيرة باليونان.
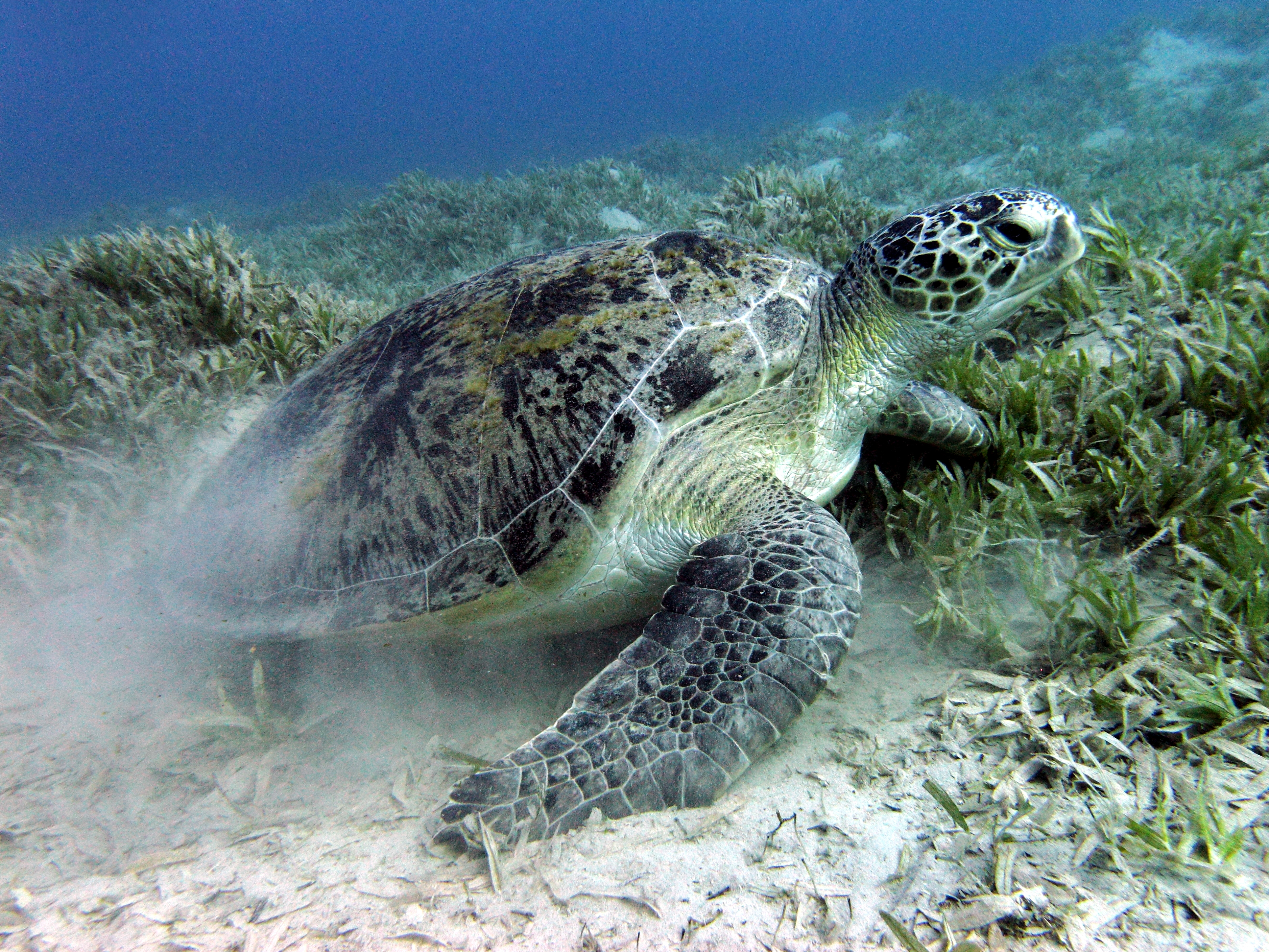
لجأة خضراء (نوع بحري) في البحر الأحمر قريبًا من ساحل مرسى علم في مصر.

تحدُّ من انتشار السلاحف في الأقاليم الباردة ظروف المناخ، التي تؤدّي إلى إطالة سباتها الشتوي وتباطؤ تكاثرها بالنتيجة. ولذا فإن سلاحف أمريكا الشمالية مثلًا تختفي بعد مسافةٍ متواضعةٍ من حدود دولة كندا الجنوبية. وتسكن بعض أنواع السلاحف بيئات جبلية عالية الارتفاع، مثل السلحفاة الصُّندوقيَّة الغربية التي تعيش على ارتفاع ألفيّ متر في ولاية نيو مكسيكو الأمريكية، وعلى النَّقيض من ذلك تغوص اللجأة جلدية الظهر حتى ألف ومائتيّ متر تحت مستوى البحر. وتتحمَّل السلاحف الأمريكية درجات حرارة تتراوح ممَّا تحت التجمُّد إلى ما هو أعلى من أربعين درجة مئوية، ولو أنها تُفضِّل الدرجات المعتدلة بين ستةٍ وعشرين إلى أربعةٍ وثلاثين درجة مئوية.

## الحماية

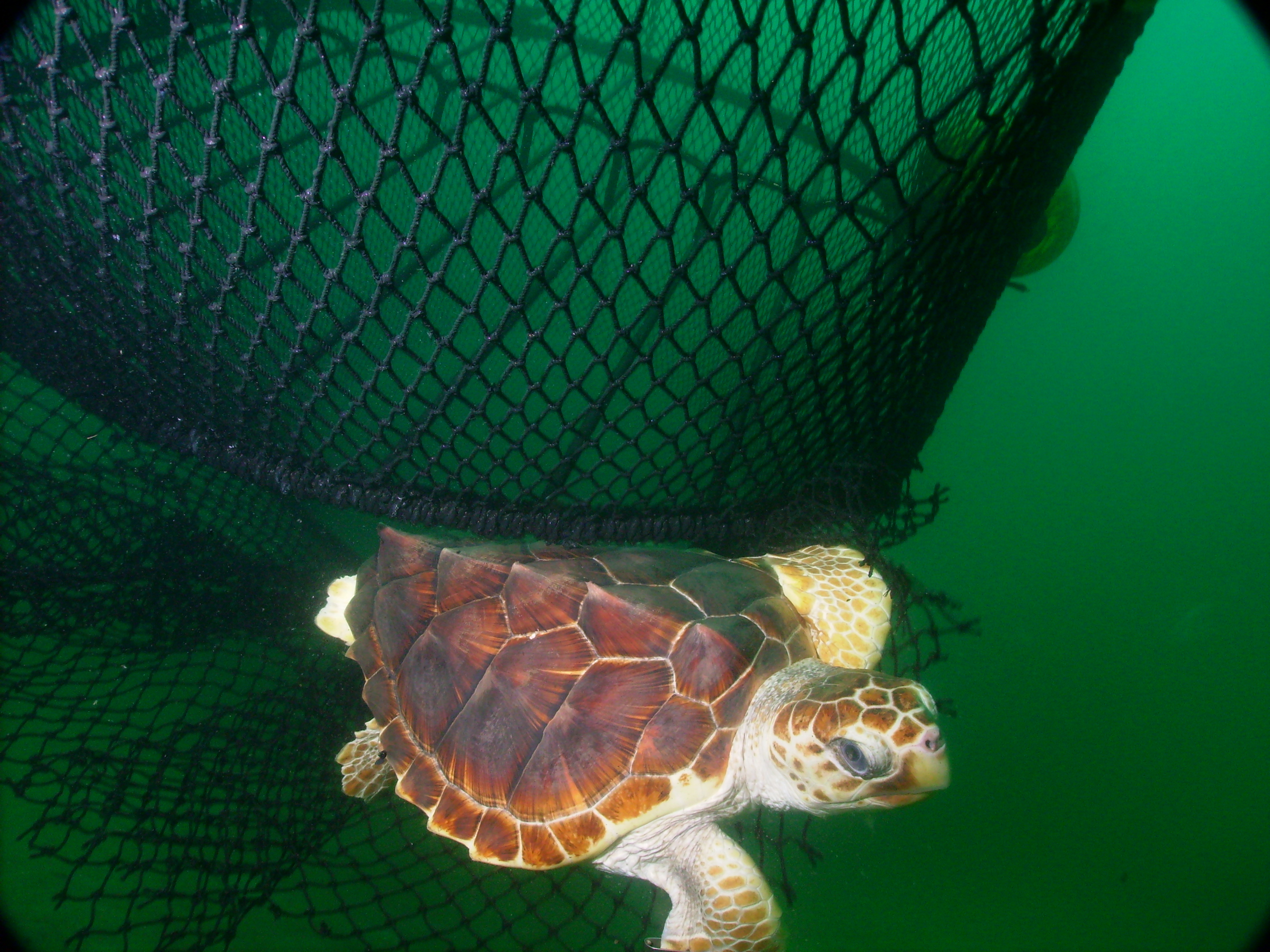
تُقْتَل أعدادٌ هائلةٌ من السلاحف سنويًا بسبب علقها عَرَضًا بشباك الصيد، ولذا تفرض بعض القوانين تجهيز الشبكات بإضافةٍ تسمح للسلاحف بالهروب، وفي هذه الصورة تهرب لجأة مُكتَّلة الرأس من الشبكة بفضل هذه الإضافة.

تأتي السلاحف في المرتبة الثانية بين جميع رتب الفقاريَّات في عدد أنواعها المهدّدة بالانقراض (إذ لا تفوقها عددًا سوى الرئيسيات)، فقد عاش على الأرض ثلاثمئة وستون نوعًا من السلاحف في سنة 1500، ومنذئذٍ انقرضت نحو 5% من هذه الأنواع وغدا ما بين 51 و56% منها مهدَّدة بالانقراض، إذ تتعرَّض السلاحف لتهديدات كثيرة، منها: الصيد (للطعام أو الاستفادة من منتجاتها أو بيعها حيواناتٍ أليفة) وتدمير البيئة والتلوث الضوئي وتغير المناخ. والسلاحف القاطنة في قارة آسيا هي أكثر الأنواع المهدّدة، وذلك بسبب صيدها الجائر إما لتناول لحومها أو استخدامها في الطب التقليدي، ولهذا غدت 83% من السلاحف البحرية في آسيا على شفى الانقراض. وأظهر العلماء في سنة 2021 أن معدَّل انقراض السلاحف الحالي أسرع بكثيرٍ مما كان عليه حين انقراض العصر الطباشيري الباليوجيني (المشهور بانقراض الديناصورات) قبل قُرابة خمسة وستين مليون سنة، وقد لا تبقى في العالم سلاحف لأكثر من حفنةٍ من القرون على هذه الوتيرة.
تُبْنَى للسلاحف حواضن خاصَّة لتتكاثر فيها حينما تحتاج حمايةً من الفيضانات أو الظروف الجوية أو الحيوانات المفترسة أو الصيد الجائر. وبالمثل، تحاول بعض الدول، خصوصًا الصين، إقامة مزارع للسلاحف لتوفية الطَّلب المتزايد على لحومها، وقُدِّر عدد مزارع السلاحف في الصين سنة  2007 بما لا يقلّ عن ألف مزرعة، ورغم ذلك فإن السلاحف البرية ما زالت تُصَاد وتُبَاع في الأسواق بأعدادٍ هائلة؛ حتى أن المختصِّين بحماية الطبيعة أمسوا يُسمُّون هذه الظاهرة «أزمة السلاحف الآسيوية»، ويقول بعضهم أن صيد السلاحف استأصل أنواعًا كاملة من مناطق شاسعة في جنوب شرق آسيا، وذلك لأن علماء الأحياء لم يُوثِّقوا قط جميع أنواع السلاحف التي كانت تسكن هذه المنطقة من العالم. في عام 2000، دخلت كل أنواع سلحفاة الصندوق الآسيوية الاثني عشر قائمة المهُدَّدة المحمية بمعاهدة التجارة العالمية بالحيوانات المهدّدة (سايتس).

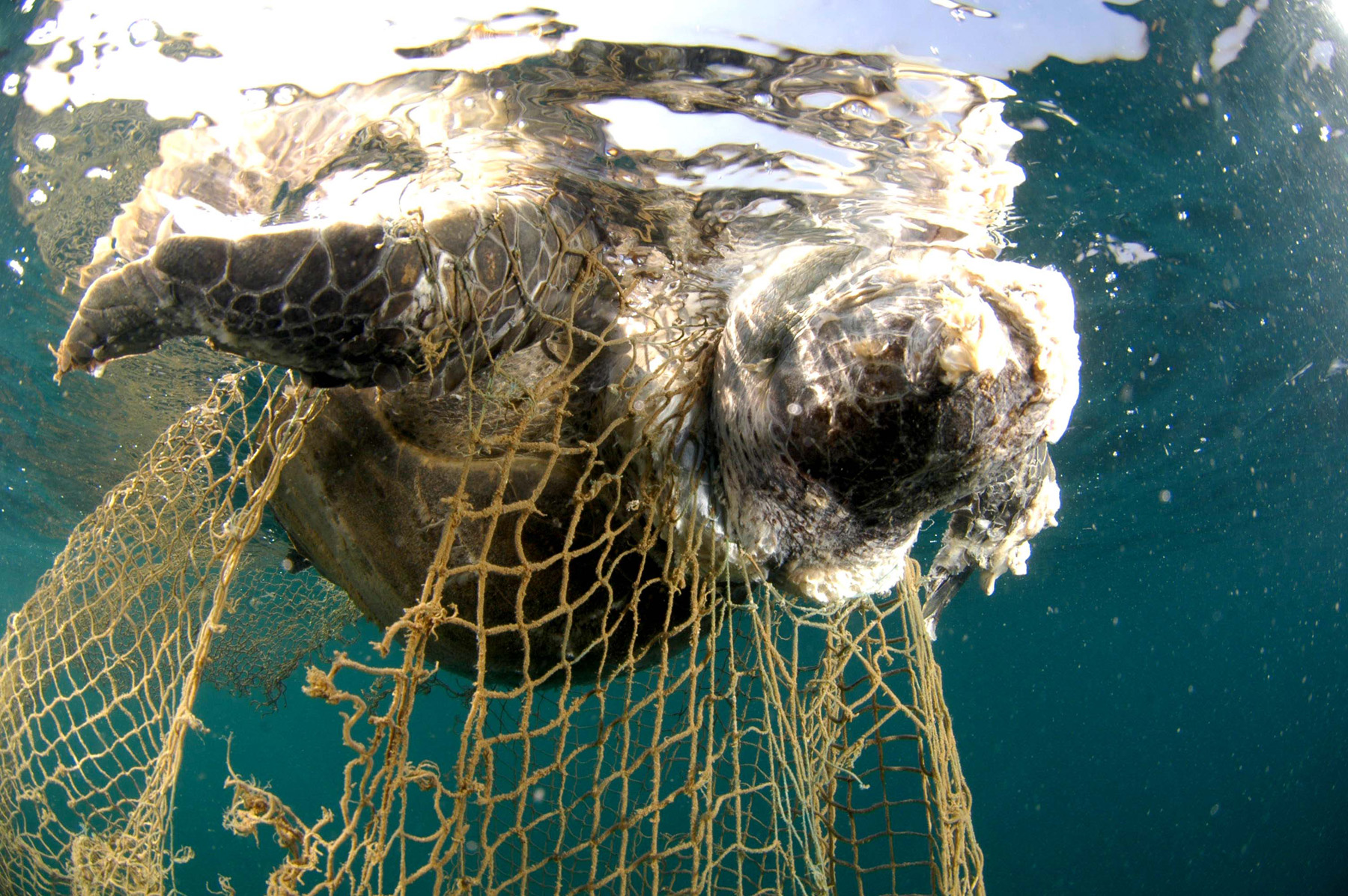
جيفة لجأةٍ ماتت اختناقًا بعد أن علقت في شبكة صيد.

صيد السلاحف البرية قانوني في بعض الولايات الأمريكية، والطلب على هذه السلاحف الأمريكية يرتفع مؤخرًا في أسواق الصين، وقد قدّرت هيئة حماية السُّموك والحياة البرية لولاية فلوريدا أن قُرابة ألف وخمسمئة كيلوغرام من السلاحف ملساء الصدفة صُدِّرْت لدول الخارج في سنة 2008 من مطار تامبا الدولي، لكن معظم السلاحف المُصدَّرة من الولايات المتحدة (أقلُّه في سنة 2005) كانت من مزارع لا من البرية.
تُقْتَل أعدادٌ هائلة من السلاحف البحرية عَرَضًا أثناء صيد السمك، فهي تعلق في شباك الصيد مثل الشباك الخيشومية والخيوط الطويلة. وقدَّرت دراسة أن البشر قتلوا ثمانية ملايين سلحفاة بين سنتيّ 1990 و2008، منها عددٌ ضخمٌ في شرق المحيط الهادئ والبحر الأبيض المتوسط، ولهذا السبب ألزمت قوانين الولايات المتحدة في ثمانينيات القرن العشرين إضافة ملحقات لتحرير السلاحف في جميع شباك صيد الجمبري، وذلك كي لا تعلق السلاحف بهذه الشباك وتموت اختناقًا. وتؤثّر النشاطات البشرية في السلاحف بطرقٍ أخرى في أماكن عديدة، فقد أدَّت حملةٌ لقتل القروش في كوينزلند بأستراليا إلى مقتل أكثر من خمسة آلاف سلحفاة منذ سنة 1962 بسبب شباك صيد القرش وخيوط الصيد، ومن هذه سبعُمئة وتسعة عشر لجأة مُكتَّلة الرأس وثلاثةٌ وثلاثون لجأة صقرية المنقار، وكلاهما مصنَّفتان على أنهما مهدَّدتان بالانقراض.
قد تتعرَّض السلاحف في موئلها الطبيعي إلى منافسة وتهديدٍ من سلاحفَ أخرى مجتاحة ودخيلة، فالحمسة حمراء الأذن في أمريكا الشمالية مُصنَّفة على أنها من أسوأ مئة كائن مجتاحٍ عالميًا، وقد غزت هذه السلحفاة أنحاء العالم عرضًا أثناء التجارة بها كحيوان أليف، فغدت تُنَافِسُ أنواع السلاحف الأخرى في موائل شتّى بأمريكا الشمالية وأوروبا واليابان.

## التفاعل مع الإنسان

### في رحلات الفضاء
كانت السلاحف في مُقدِّمة الحيوانات التي أرسلها البشر إلى الفضاء، ففي شهر أيلول (سپتمبر) 1968 أرسل الاتحاد السوڤيتي سُلحفاتين على متن مسبار زوند 5، فدارتا حول القمر وأصبحتا أوَّل الكائنات الأرضيَّة المُرسلة إلى مُحيطه. أُرسلت سلاحف أيضًا على متن مسباريّ زوند 6 سنة 1968 وزوند 7 سنة 1969.

### في الثقافة الإنسانية

«مُدرِّب السُلحفاة» بريشة عُثمان حمدي بك، إحدى التصويرات الثقافيَّة المُتأخِّرة للسُلحفاة في الحضارة الإسلاميَّة.

ظهرت السلاحف وصُوِّرت في كثيرٍ من الحضارات والثقافات البشريَّة عبر التاريخ، وكثيرًا ما نظر إليها الناس نظرة إيجابيَّة رُغم أنَّ هيئتها الخارجيَّة لا تدخل عادةً ضمن ما يُصنِّفه العامَّة على أنَّهُ مُحبب أو مُبهرج، وتُربط عوض ذلك بكبر السن والحكمة والقِدَم، نظرًا لمدى حياتها الطويل.
ضُرب المثل بالسُلحفاة في الثقافة الإسلاميَّة، فقيل أنَّ فُلان «أبلد من سُلحفاة»، وقال بعض مُفسري الرؤى أنَّ السُلحفاة في المنام امرأة تتزيَّن وتتعطَّر وتعرض نفسها على الرجل، وقيل أنها رجلٌ عالم فمن رأى سُلحفاة تُكرَّم في مكان فإنَّ العُلماء يُكرَّمون هناك، وقيل من رأى أنه أكل لحم سُلحفاة استفاد علمًا، وقال بعض المُفسرين النصارى أنَّ من رأى سُلحفاة في منامه ينال مالًا وعلمًا. ذُكرت السُلحفاة في الشعر العربيّ أيضًا، فقال الشاعر واصفًا إيَّاها:
قال أحمد تيمور باشا في مُعجمه عن الألفاظ العاميَّة، أنَّ بعض الناس في مصر كانوا يزعمون أنَّ السُلحفاة كانت في الأصل امرأة، فطلبت منها السيدة فاطمة الزهراء رحُى لتطحن عليها، فأبت وأنكرت رحاها، فدعت عليها بأن تمسّخ رحى، فمسخها الله على هذه الصورة، أي على ظهرها مثل الرحى، وعلى بطنها كذلك. وقال أيضًا أنَّ من عادة بعض المصريين في ذلك الزمان أن يمسکوا السُلحفاة ویحکُّون بطنها بأصابعهم، ویقولون: «يا زُحلفة جوزك اجَّوِّز عليكِ» ويُكرِّرون ذلك، فتُحرِّك رأسها وتُخرج يديها وتُحرِّكهما نحو رأسها من كثرة الحك كأنها تضرب بهما عليها، فيزعمون أنها تلطم خدَّيها من غيرتها على زوجها، علمًا بأنهم لو حکُّوا بطنها بدون كلام لفعلت ذلك.

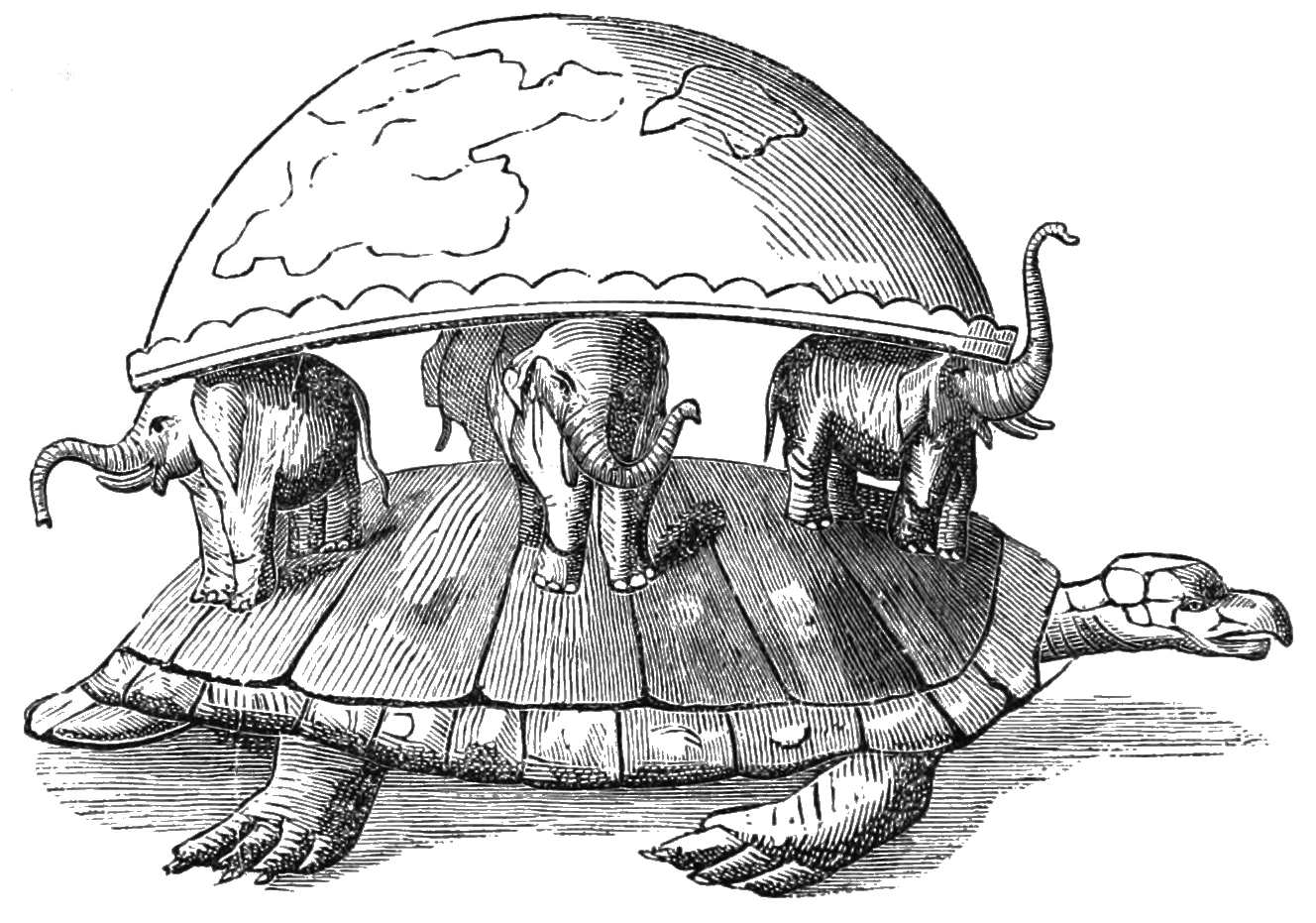
رسمٌ غربيّ يعود لسنة 1877 لسُلحفاة العالم الهندوسيَّة.

آمن قُدماء الهندوس أنَّ العالم يقبع على ظهر أربعة أفيالٍ تقف على سُلحفاةٍ عملاقة تُسمَّى «كُرْمَا» (بالسنسكريتية: कूर्म)، وأنَّها إحدى تجسُّدات الإله ڤيشنو. ومن أوضاع مُمارسة اليوغا وضعٌ يُعرف بـ«كُرْمَاسَنَا»، وقد سُمي نسبةً للتجسُّد سالف الذكر. آمنت حضاراتٌ أُخرى بأفكارٍ شبيهة بما آمن به الهندوس، أبرزها الحضارات الأمريكيَّة الأصليَّة، وعلى رأسها أقوام الـ«الگَنْكِي» (بالإنجليزية: Algonquian) والـ«إِيْرَكُوي» (بالإنجليزية: Iroquois) والـ«لِينَپ» (بالإنجليزية: Lenape). اعتقدت هذه الشُعُوب أنَّ العالم خُلق من على ظهر سُلحفاة، وفي إحدى نُسخ هذه القصَّة أنَّ فأر مسكٍ صعد ظهر سُلحفاة وتكوَّم عليها، فتكوَّنت «جزيرة السُلحفاة» التي هي أمريكا الشماليَّة، وهي الدُنيا الوحيدة بمفهوم الأمريكيين الأصليين القُدماء. وفي نُسخةٍ أُخرى قال بها الإيركويون، أنَّ امرأةً سقطت من فجوةٍ في السماء كانت مخفيَّة بين جُذُور شجرة سماويَّةٍ أيضًا، فأمسكت بها الطُيُور وهبطت بها على ظهر سُلحفاة، فنمت الأرض من حولها. وآثرت السُلحفاة المرأة، فصبرت على حملها الثقيل، لكنَّها كانت تهتز بين الحين والآخر لتُريح نفسها، وهذا ما يُسبِّب الزلازل.
كانت السُلحفاة رمزًا من رُمُوز الإله السومري إنكي بدايةً من الألفيَّة الثالثة قبل الميلاد حتَّى انقراض عبادته. ومن أساطير الحضارات القديمة الأُخرى المُصوِّرة للسلاحف، أُسطورة من أساطير البدء الإغريقيَّة التي تحدَّثت عن رفض السُلحفاة وحدها من بين جميع الكائنات حُضُور زفاف زيوس وحيرا، ففضَّلت البقاء في بيتها، فحكم عليها زيوس أن تحمله على ظهرها طيلة حياتها. ومن الأساطير الإغريقيَّة الأُخرى أنَّ الإله هرمس صنع قيثارةً بسبع أوتار من صدفة سُلحفاة.

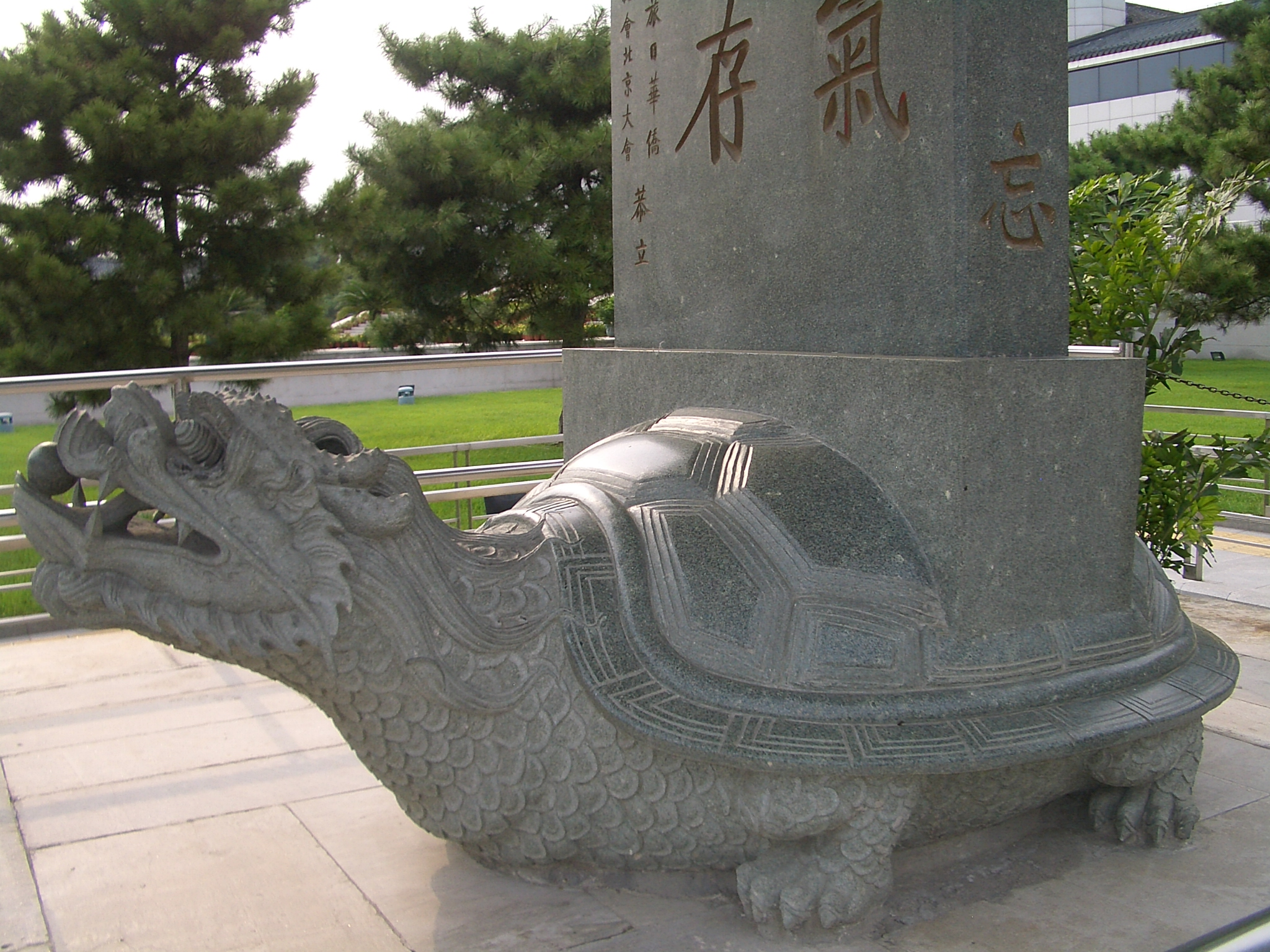
منحوتة مُعاصرة لبِتْشِي.

كان العرَّافون في مملكة شانغ بالصين مُنذُ قُرابة سنة 1200 ق.م ينقشون أسئلةً على أصداف السلاحف ثُمَّ يحرقونها، وينظرون في آثار الحريق والتشقُّقات التي ظهرت عليها ليُفسِّروا الأحداث ويتنبَّأون بالمُستقبل. ولمَّا ظهرت الكُنفُوشِيَّة وانتشرت في طول البلاد وعرضها، صارت السُلحفاة إحدى حيواناتها الأربعة المُقدَّسة. ولمَّا قامت مملكة هان، جرت العادة على نصب الشواهد على منحوتاتٍ حجريَّةٍ لسلاحف، رُبطت لاحقًا بـ«بِتْشِي» (بالصينية: 贔屭)، وهو ابن الملك التنين الذي تمتَّع بصدفةٍ كأصداف السلاحف. تظهر السلاحف البحريَّة بكثرةٍ في الرُسُومات الصخريَّة للأُستراليين الأصليين. ولعلَّ من أبرز التصويرات الثقافيَّة للسُلحفاة في الغرب الأوروبي الكلاسيكي، تشكيل القفع الذي اشتهرت به الجُيُوش الروميَّة القديمة، وكانوا يُسمُّونه «السُلحفاة» (باللاتينية: Testudo)، إذ كان الجُند يتراصُّون خلف دُرُوعهم في الأمام، ويرفعها من هم في الوسط والخلف، فيُصبحون جدارًا مُدرَّعًا يصعب اختراقه.

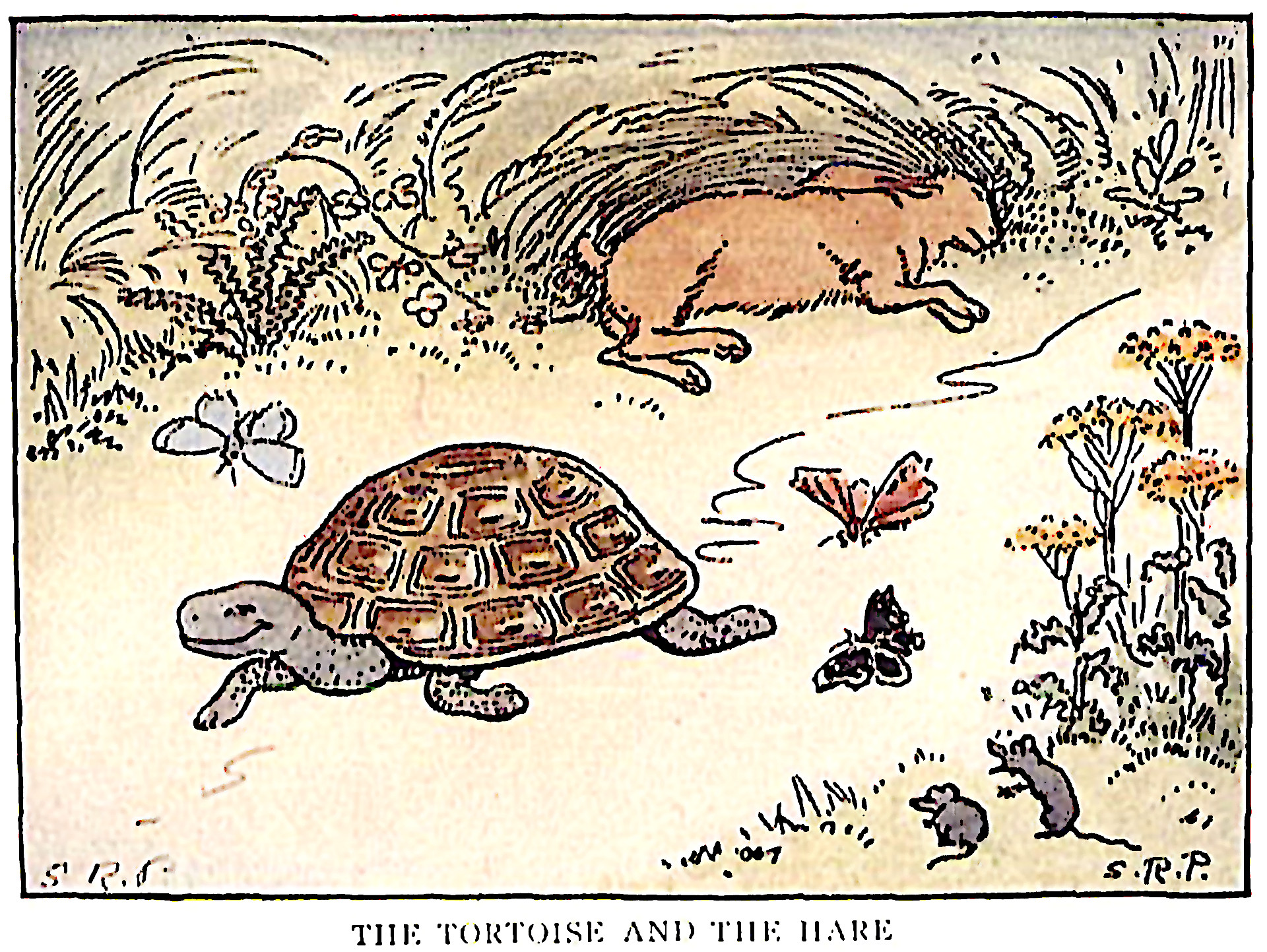
السُلحفاة والأرنب.

تُعدُّ حكاية السلحفاة والأرنب إحدى أشهر حكايات إيسوب، وهي تتحدث عن فوز سُلحفاةٍ بسباقٍ جرى بينها وبين أرنب نتيجة إصرارها وجدِّيَّتها. ومن أبرز القصص الشبيهة في الأدب العربي، قصَّة السُلحفاة والبطتين في كليلة ودمنة، وحكمتها طاعة الأصدقاء المُخلصين الذين يرجون لصاحبهم الخير. وفي قصَّة أليس في بلاد العجائب ابتكر الكاتب لويس كارول سُلحفاة سمَّاها «السُلحفاة الوهميَّة» (بالإنگليزية: Mock turtle) نسبةً إلى نوعٍ من الحساء المشهور في إنگلترا يُسمَّى «حساء السلاحف الوهمي» (بالإنگليزية: Mock turtle soup) صُنع بديلًا عن حساء السلاحف الحقيقي فاحش الثمن. وفي سنة 1896 كتب المسرحي الفرنسي «ليون گنديوت» (بالفرنسية: Léon Gandillot) مسرحيَّةً هزليَّةً من ثلاثة فُصُول سمَّاها «السُلحفاة» (بالفرنسية: La Tortue) لاقت استحسانًا كبيرًا من الجمهور الباريسي والفرنسي، ثُمَّ عُرضت في مسرح منهاتن بمدينة نيويورك بالولايات المتحدة سنة 1898. وفي سنة 1974 ألَّف الأمريكي غاري سنايدر روايةً سمَّاها «جزيرة السلاحف» (بالإنگليزية: Turtle Island)، صوَّر فيها «سُلحفاة كونيَّة» تحمل العالم، وظهرت هذه السُلحفاة مُجددًا في سلسلة روايات تيري براتشيت المُعنونة «عالم القرص»، وسمَّاها «أتوين العظيم» وابتكر نوعها قائلًا أنَّه «السُلحفاة المَجَريَّة» (الاسم العلمي: Chelys galactica)، وأنَّها تحمل على ظهرها أربعة أفيال ترفع بدورها الدنيا القرصيَّة على ظُهُورها. ومن أشهر السلاحف الخياليَّة في العالم المُعاصر الوحش الياباني العملاق «گامَرا» (باليابانية: ガメラ) الذي ظهر في سلسلةٍ من الأفلام السينمائيَّة، وسلاحف النينجا التي ابتُكرت سنة 1984 وظهرت في العديد من القصص المُصوَّرة والأفلام السينمائيَّة ومُسلسلات الرُسُوم المُتحرِّكة. 

### في تجارة الحيوانات الأليفة

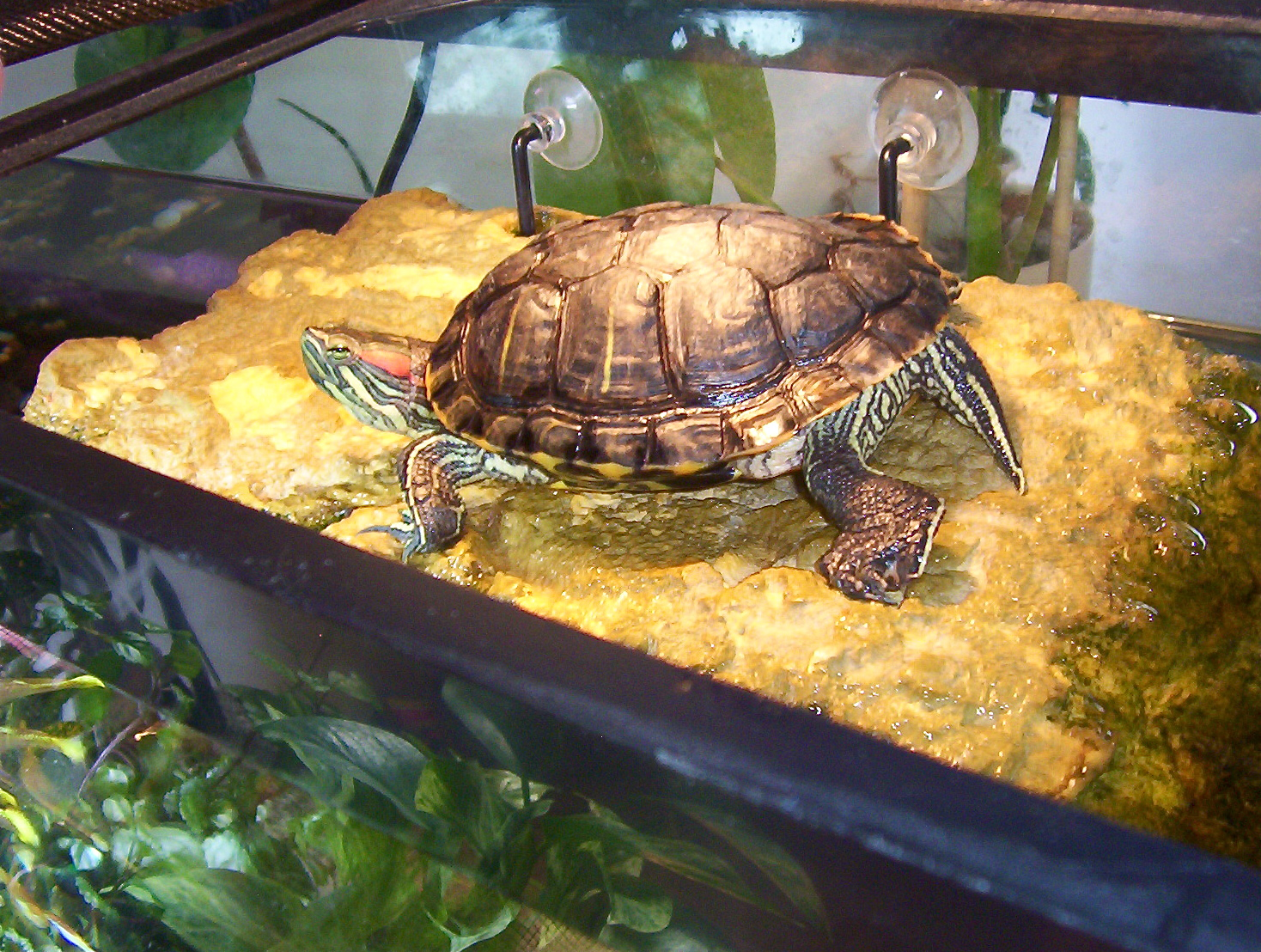
حمسة حمراء الأذن مُستأنسة.

يهوى بعض الناس تربية أنواع مُعيَّنة من السلاحف في منازلهم وحدائقهم، خاصَّة الأنواع البريَّة والمناقعيَّة الصغيرة. ارتفع الطلب على السلاحف المُستأنسة خلال خمسينيَّات القرن العشرين، وصارت الولايات المُتحدة أبرز مُزودي دول العالم ببعض الأنواع، تحديدًا الحمسات حمراء الأُذن المُرباة في مزارع مُخصَّصة لتلبية طلبات السوق. أدَّى ازدياد الطلب على تربية السلاحف إلى ارتفاع نسبة التجارة غير القانونيَّة بها، ومن المعلوم أنَّ 21% من أرباح التجارة بالحيوانات الحيَّة تأتي من الإتجار بالزواحف، وأكثرها طلبًا هي السلاحف. قلَّة العناية بالسلاحف الأليفة يُمكن أن تؤدي لإصابتها بالتهاباتٍ مُزمنة في الأنف، ونُموٍّ فائض في مناقيرها، وفرطٌ في جارات الدُرقيَّة يؤدي إلى تليين هياكلها العظميَّة، والإمساك، ومُشكلات تناسُليَّة مُختلفة، وإن رُبِّيت في مكانٍ إلى جانب حيواناتٍ أُخرى كالكلاب، فإنَّ الأخيرة قد تُصيبها بجُروحٍ بالغة. ومن المعلومات الطريفة أنَّ بعض الأمريكيين خلال أوائل القرن العشرين كانوا يُنظِّمون سباقاتٍ للسلاحف ويُراهنون عليها بأموالهم، كما في سباق الخيل.

### في الطعام والاستعمالات الأخرى

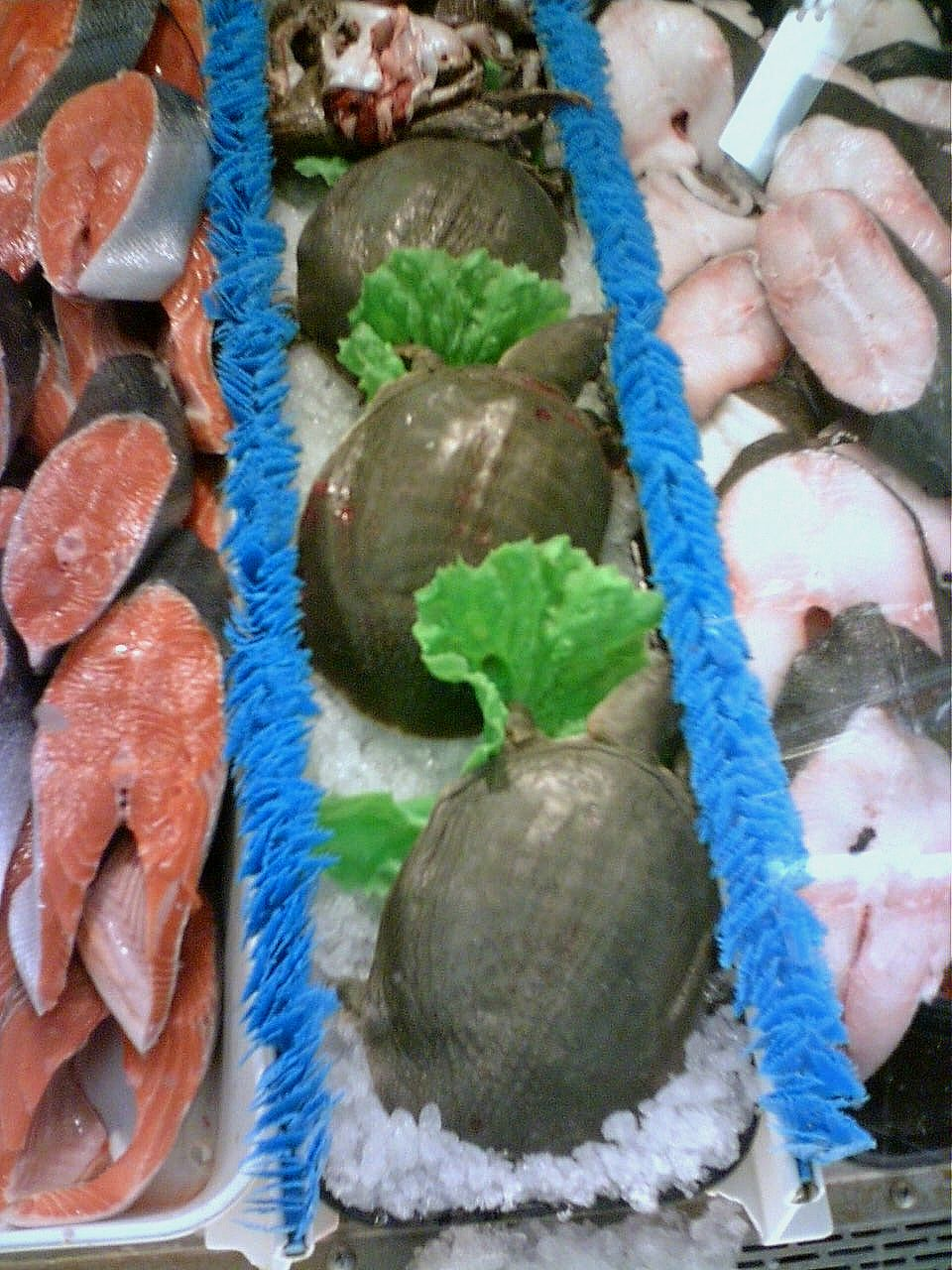
سلاحف معروضة في سوقٍ للُّحوم في كندا.

قال العُلماء المُسلمون بحِلِّ أكل السلاحف، وهذا مذهب فُقهاء المدينة وكثيرٍ من أهل العلم، في مُقدِّمتهم الإمامان البغوي وابن حزم الأندلسي، ومن العُلماء من أجاز أكل البحريَّة دون البريَّة، ومنهم من منع أكلها مُطلقًا. فأمَّا البحريَّة فأجازوا أكلها لما نزل في القُرآن: ﴿أُحِلَّ لَكُمۡ صَيۡدُ ٱلۡبَحۡرِ﴾، والبريَّة منها ينبغي ذبحها كما تُذبح سائر الحيَوانات المُحَلَّلة في الإسلام، وممَّن قال ذلك الأئمَّة أحمد والبُخاري وابن قُدامة. أمَّا الشيعة فقد حرَّموا أكل السلاحف تحريمًا تامًّا.

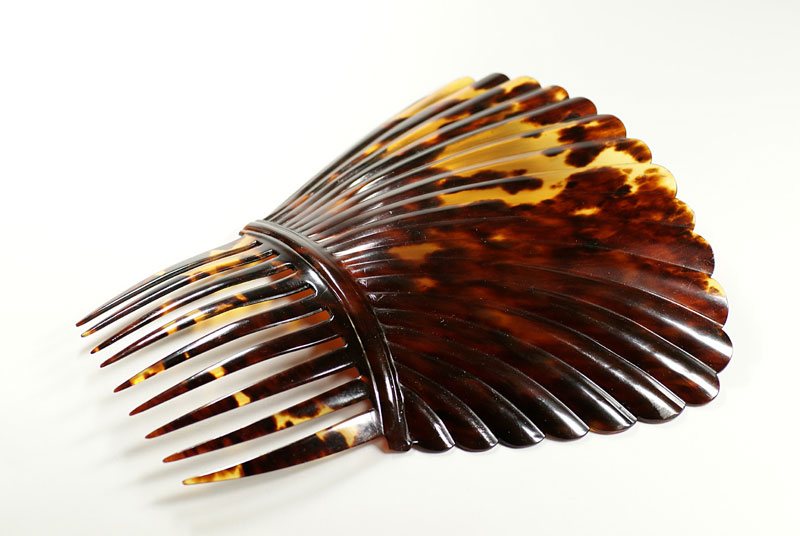
مشطٌ مصنوع من صدفة سُلحفاة. كانت مثل هذه الأمشاط تُستخدم للتزيُّن، وعُدَّت من جُملة الكماليَّات غالية الثمن واحتفظ بها بعض المُقتدرين من باب المُفاخرة بالبضائع النادرة.

يُشكِّلُ لحم السلاحف جُزءًا بارزًا من مطابخ العديد من الدول الآسيويَّة، كما كان يدخل في بعض المطابخ الأوروبيَّة، وعلى رأسها المطبخ الإنگليزي المشهور بحساءٍ يُعرف بشوربة السلاحف. وفي فلوريدا الأمريكيَّة يُحبُّ البعض تناول نوع من الحساء المصنوع من لحم السلاحف الحفَّارة. وفي العديد من دُول جنوب شرق آسيا يُقبل الناس على تناول بُيُوض السلاحف اعتقادًا بأنَّ لها خصائص طبيَّة مُفيدة، أو إنَّها مُنشِّطات جنسيَّة طبيعيَّة، مما أوجد تجارةً كبيرةً بها. تُستخدم أصداف السلاحف القاسية وأذبالها الطريئة استخدامًا واسعًا في الطب الصيني، فقد قُدِّرت كميَّة الأصداف التي استقدمتها تايوان وحدها ما بين سنتيّ 1999 و2008 بمئتيّ طن. ومن أبرز الأدوية الصينيَّة المُعدَّة من الأعشاب والأصداف المادَّة الهلاميَّة المُسمَّاة «گُلنگَّاو» أو «هلام السلاحف» (بالصينية: 龜苓膏). استُخدمت أصداف اللجآت صقريَّة المنقار مُنذُ قُرون لإنتاج جواهر وأدواتٍ وحُليّ في البلاد القائمة على طول السواحل الغربيَّة للمُحيط الهادئ، فاصطيد الكثير منها حتَّى سنة 1977 حينما منعت مُعاهدة التجارة العالميَّة لأصناف الحيوان والنبات البرِّي المُهدِّد بالانقراض صيدها والإتجار بها أو بأجزاءٍ منها منعًا باتًّا. استخدمت بعض الشُعُوب أصداف السلاحف لإنتاج أدواتٍ موسيقيَّة، فكان الشامانيين الأمريكيين الأصليين يملؤنها بالحصى والتُراب ويُخشخشون بها في بعض طُقُوسهم، في حين صنع منها الأزتكيُّون والمايا والمكستكيُّون طُبُولًا ينقرون عليها.

### فهرس الإحالات
المنشورات
بالعربية
1. ↑  أبو حرب (1985)، ص. 510.
2. ↑  المجلس الأعلى (2018)، ص. Q121071043.
3. ↑  مكتب التنسيق (1993)، ص. 337.
4. 1 2 3 4 5  المعلوف (1985)، ص. 250-251.
5. ↑  ابن منظور (1994)، ج. 9، ص. 162.
6. ↑  [أ] ضناوي (2004)، ص. 285.
[ب] شير (1988)، ص. 92-93.
7. ↑  خسارة (2010)، ص. 97.
8. ↑  [أ] معلوف (1985)، ص. 222.
[ب] الخطيب (2000)، ص. 131.
9. ↑  الدميري (2003)، ج. 2، ص. 33.
10. ↑  [أ] الخطيب (2000)، ص. 251.
[ب] المعلوف (1985)، ص. 246، 250، 253.
[جـ] البعلبكي (2008)، ص. 1215.
11. 1 2  تيمور (2003)، ج. 4.
12. ↑  البستاني (1987)، ص. 275.
13. ↑  أوسوس (د.ت.)، ص. 69.
14. ↑  ابن سيده (1996)، ج. 4، ص. 116.
15. 1 2 3  الدميري (2003)، ج. 2، ص. 34.
16. ↑  العاملي (1983)، ج. 16، ص. 342.

بالإنكليزية
1. ↑  [a] Fritz (2007), p. 163.
[b] Fritz (2013), p. 12-14.
2. 1 2  Rhodin (2017), p. 10, 24.
3. ↑  Militarev (2005), p. 265–266.
4. ↑  Dubois (2010), p. 149–171.
5. ↑  Simpson (1989), vol. 3, p. 81.
6. ↑  Franklin (2011), p. 14.
7. ↑  Chen (2015), p. 2–12.
8. ↑  Bonin (2006), p. 230.
9. ↑  Frazier (2021), p. 26.
10. 1 2 3 4 5 6 7 8 9 10 11 12 13 14 15 16 17 18 19 20  Mattison (2008), p. 118–129.
11. ↑  Orenstein (2012), p. 22.
12. 1 2 3  Orenstein (2012), p. 16.
13. 1 2  Cebra-Thomas (2005), p. 558–569.
14. ↑  Gaffney (1990), p. 94-95.
15. 1 2 3 4 5  Schoch (2019), p. 375–393.
16. ↑  Orenstein (2012), p. 16–17.
17. ↑  Pritchard (2008), p. 56.
18. ↑  Orenstein (2012), p. 22–26.
19. ↑  Orenstein (2012), p. 22–23, 26–27.
20. 1 2  Franklin (2011), p. 18.
21. 1 2  Orenstein (2012), p. 33.
22. 1 2 3  Franklin (2011), p. 28.
23. ↑  Herrel (2002), p. 1083–1094.
24. ↑  Orenstein (2012), p. 33–34.
25. ↑  Orenstein (2012), p. 34.
26. ↑  Abramyan2015, p. 1457–1468.
27. 1 2  Orenstein (2012), p. 36.
28. ↑  [a] Russell (2020), p. 1478–1528.
[b] Capshaw (2021), p. 101–118.
29. ↑  Orenstein (2012), p. 38.
30. 1 2  Davenport (1984), p. 447–475.
31. ↑  Orenstein (2012), p. 38–40.
32. ↑  Orenstein (2012), p. 40.
33. 1 2 3  Fritsches (2013), p. 31-58.
34. ↑  [a] Granda (1977), p. 451–495.
[b] Jacobs1981, p. 102-105.
35. ↑  Willis (2016), p. 1229–1235.
36. ↑  Martin (2012), p. 3001–3009.
37. ↑  Orenstein (2012), p. 35–36.
38. ↑  Manton (1972), p. 184–195.
39. 1 2  Cordeiro (2016), p. 125–131.
40. 1 2 3  Lyson (2014), p. 5211.
41. ↑  Lee (2016), p. 114–124.
42. ↑  Orenstein (2012), p. 41.
43. ↑  Lambertz (2010), p. 330–336.
44. ↑  Klein (2010), p. S26–S32.
45. ↑  Morera-Brenes (2011), p. 97.
46. ↑  Priest (2002), p. 555–561.
47. 1 2 3 4  Wyneken (2008), p. 213–224.
48. ↑  Jackson (2002), p. 731–737.
49. ↑  Miller (2008), p. 243.
50. ↑  Wyneken (2001), p. 153–165.
51. ↑  Bentley (2002), p. 143.
52. ↑  Franklin (2011), p. 31.
53. 1 2  Pough (2019), p. 283–299.
54. ↑  Orenstein (2012), p. 231.
55. ↑  Franklin (2011), p. 29–30.
56. ↑  Orenstein (2012), p. 237.
57. ↑  Orenstein (2012), p. 235.
58. ↑  [a] Van Damme (1997), p. 113–125.
[b] Franklin (2011), p. 30.
59. ↑  Orenstein (2012), p. 239.
60. ↑  Orenstein (2012), p. 229.
61. ↑  Franklin (2012), p. 28.
62. 1 2  Giles (2009), p. 434-443.
63. ↑  Pryke (2021), p. 39.
64. 1 2 3  Ferrara (2013), p. 24–32.
65. ↑  Jorgewich2022, p. 1-7.
66. ↑  Orenstein (2021), p. 36.
67. ↑  Burghardt (1996), p. 223–238.
68. ↑  Davis (2007), p. 225–230.
69. ↑  Gutnick (2019), p. 159–167.
70. 1 2  Salas (2003), p. 72–82.
71. ↑  Reiter (2017), p. 41–52.
72. ↑  Orenstein (2021), p. 252–253.
73. ↑  Franklin (2021), p. 40.
74. ↑  Orenstein (2021), p. 252–253, 301.
75. ↑  Southwood (2009), p. 1–23.
76. 1 2 3  Lohmann (2013), p. 59–78.
77. 1 2  Pearse (2001), p. 206–211.
78. ↑  Berry (1980), p. 185–191.
79. 1 2  Booth1972, p. 808–812.
80. ↑  Berry (2011), p. 063.1–063.15.
81. ↑  Orenstein (2012), p. 270–271.
82. ↑  Orenstein (2012), p. 270.
83. 1 2 3  Franklin (2011), p. 33.
84. ↑  Ripple (1996), p. 26.
85. ↑  Orenstein (2012), p. 260.
86. ↑  Orenstein (2011), p. 277.
87. ↑  Orenstein (2012), p. 273, 276.
88. ↑  Orenstein (2012), p. 274.
89. ↑  Franklin (2011), p. 37.
90. ↑  Franklin (2012), p. 286.
91. ↑  Ye (2019), p. 2597–2603.
92. ↑  Orenstein (2012), p. 286.
93. ↑  Orenstein (2012), p. 294.
94. ↑  Orenstein (2012), p. 301–302.
95. 1 2  Franklin (2011), p. 44–45.
96. ↑  Warner (2016), p. 6502–6507.
97. ↑  Rieppe (l2017), p. 195.
98. 1 2 3  Lyson (2020), p. 143–166.
99. ↑  Cadena (2015), p. 3–20.
100. ↑  Evers (2018), p. 93–134.
101. ↑  [a] Hirayama (2012), p. 179–185.
[b] Evers (2019), p. e6811.
102. ↑  [a] Pérez-García (2016), p. 709–731.
[b] Ferreira (2018), p. 1-14.
103. ↑  Hofmeyr (2018), p. 389–400.
104. ↑  Poropat (2016), p. 231–239.
105. 1 2  Rieppel (1996), p. 453–455.
106. 1 2  Meyer (1998), p. 14226–14231.
107. ↑  Mannen (1999), p. 144–148.
108. ↑  [a] Iwabe (2005), p. 810–813.
[b] Roos (2007), p. 663–673.
[c] Katsu (2010), p. 79–93.
[d] Lyson (2011), p. 104–107.
109. ↑  Chiari (2012), p. 65.
110. 1 2  Crawford (2013), p. 783–786.
111. ↑  Wang (2013), p. 701–706.
112. 1 2  Joyce (2021), p. 5.
113. ↑  Böhmer (2017), p. 8939.
114. 1 2  Thomson (2021), p. 1-10.
115. ↑  [a] Crawford (2016), p. 250–257.
[b] Katsu (2010), p. 125–142.
116. ↑  [a] Werneburg (2015), p. 187–204.
[b] Herrel (2008), p. 163–186.
117. ↑  Orenstein (2012), p. 110.
118. ↑  Ferreira (2020), p. 1-11.
119. ↑  Wise (2017), p. 18–29.
120. 1 2  Pough2000, p. 146–151.
121. ↑  Ferreira (2018a), p. 1-17.
122. ↑  Buhlmann (2009), p. 116–149.
123. ↑  Ultsch (2007), p. 339–367.
124. ↑  Degenhardt (1974).
125. ↑  Dodge (2014), p. 1-17.
126. 1 2  Wallace (2010), p. 131–142.
127. 1 2  Rhodin (2018), p. 135–161.
128. ↑  Rhodin (2011), p. 3.
129. 1 2 3  Mattison (2008), p. 134-135.
130. ↑  McCallum (2021), p. 1257–1275.
131. ↑  Cheung (2006), p. 751–770.
132. ↑  [a] Lambert (2019), p. 1-18.
[b] Pryke (2012), p. 107.
133. ↑  Pryke (2021), p. 9–10.
134. 1 2 3  Pryke (2021), p. 63–68.
135. ↑  Iyengar (1979), p. 288–291.
136. ↑  Converse (1908), p. 33.
137. ↑  Pryke (2021), p. 56.
138. ↑  Pryke (2021), p. 49–52.
139. ↑  Pryke (2021), p. 107.
140. ↑  Pryke (2021), p. 139.
141. ↑  [a] Carroll (1902), p. 128.
[b] Pryke (2021), p. 135.
142. ↑  Pryke (2021), p. 137.
143. ↑  Pryke (2021), p. 118–120.
144. ↑  Pryke (2021), p. 146–148.
145. ↑  Pryke (2021), p. 148–151.
146. ↑  Pryke (2021), p. 181.
147. ↑  Pryke (2021), p. 181–183.
148. ↑  Pryke (2021), p. 120–122.
149. ↑  Clarkson (2010), p. 115.
150. ↑  Chen (2009), p. 11–18.
151. ↑  Zhang (2013), p. 625–632.
152. ↑  Pryke (2021), p. 58–60.

وب
بالعربية
1. 1 2  "فتوى 121: حكم أكل السلحفاة والضبع". إسلام ويب. 8 سبتمبر 1999. مؤرشف من الأصل في 2024-07-07. اطلع عليه بتاريخ 2024-07-07.
2. ↑  "فتوى 8959: شروط جواز أكل السلحفاة ... برية وبحرية". إسلام ويب. 4 يوليو 2001. مؤرشف من الأصل في 2024-07-07. اطلع عليه بتاريخ 2024-07-07.

بالإنكليزية
1. ↑  Charlton T. Lewis and Charles Short. "testūdo". A Latin Dictionary (بالإنجليزية). Archived from the original on 2023-10-15. Retrieved 2024-07-14.
2. ↑  Charlton T. Lewis and Charles Short. "χελών-η". A Latin Dictionary (بالإنجليزية). Archived from the original on 2024-05-27. Retrieved 2024-07-17.
3. ↑  "The Archelon" (بالإنجليزية). Black Hills Institute of Geological Research. Archived from the original on 2016-03-12. Retrieved 2018-12-23.
4. ↑  Hutchinson, J. Howard (1996). "Introduction to Testudines: The Turtles" (بالإنجليزية). University of California Museum of Paleontology. Archived from the original on 2016-06-29. Retrieved 2024-07-17.
5. ↑  "Reptiles known as 'living rocks' show surprising cognitive powers". Nature (بالإنجليزية). 576 (10). 29 Nov 2019. Bibcode:2019Natur.576...10.. DOI:10.1038/D41586-019-03655-5. ISSN:1476-4687. OCLC:8356264267. S2CID:208613023. QID:Q127695497.
6. ↑  Millward, Adam (27 Feb 2019). "Introducing Jonathan, the World's Oldest Animal on Land at 187 Years Old" (بالإنجليزية). Guinness World Records. Archived from the original on 2020-08-09. Retrieved 2024-07-18.
7. ↑  Rachelle Meyer (2008). "Gopherus spp". U.S. Department of Agriculture (بالإنجليزية). Archived from the original on 2020-09-16. Retrieved 2021-05-09.
8. 1 2  Madeline Montgomery (15 Apr 2021). "Environmentalists Fight Against New Law that Could Kill Thousands of Sea Turtles". Sinclair, Inc. (بالإنجليزية). Archived from the original on 2021-04-17. Retrieved 2024-07-26.
9. ↑  [a] James Draven (30 May 2018). "Are Turtle Hatcheries Unethical?". National Geographic (بالإنجليزية). Archived from the original on 2019-06-13. Retrieved 2021-05-10.
[b] Harry V. Andrews; B.C. Choudhury; Kartik Shanker (2003). "Sea Turtle Conservation Beach Management and Hatchery Programmes" (PDF). Centre for Herpetology/ Madras Crocodile Bank Trust, Tamil Nadu (بالإنجليزية). Archived from the original (PDF) on 2020-11-12. Retrieved 2024-07-24.
10. ↑  "Turtle Farms Threaten Rare Species, Experts Say". Fish Farmer (بالإنجليزية). 30 Mar 2007. Archived from the original on 2012-02-18. Retrieved 2012-11-01.
11. ↑  "The Chances of the World Changing". American Documentary (بالإنجليزية). 17 Jul 2007. Archived from the original on 2012-11-12. Retrieved 2024-07-27.
12. ↑  Elise Bennett (20 Feb 2020). "Report: Refusal to Ban Trapping Threatens Turtles in Nine States, Enables Illegal Trade". Center for Biological Diversity (بالإنجليزية). Archived from the original on 2024-07-18. Retrieved 2021-08-05.
13. 1 2  Hilary Hylton (8 May 2007). "Keeping U.S. Turtles Out of China". Time (بالإنجليزية). Archived from the original on 2007-05-12. Retrieved 2012-11-01.
14. 1 2  Craig Pittman (9 Oct 2008). "China Gobbling Up Florida Turtles". St. Petersburg Times (بالإنجليزية). Archived from the original on 2016-09-20. Retrieved 2016-08-18.
15. ↑  Mitchell Thom (20 Nov 2015). "Queensland's Shark Control Program Has Snagged 84,000 Animals". Action for Dolphins (بالإنجليزية). Archived from the original on 2020-12-24. Retrieved 2018-12-25.
16. ↑  Eric Betz (18 Sep 2018). "The First Earthlings Around the Moon Were Two Soviet Tortoises". Discover (بالإنجليزية). Archived from the original on 2019-09-28. Retrieved 2019-07-14.
17. 1 2 3 4  Liz McLellan; Amanda Nickson; Jo Benn (Jun 2005). "Marine turtle conservation in the Asia Pacific region" (PDF). World Wide Fund for Nature (WWF) (بالإنجليزية). Archived from the original (PDF) on 2021-07-24. Retrieved 2024-07-27.
18. ↑  Amanda Robinson (6 Nov 2018). "Turtle Island". The Canadian Encyclopedia (بالإنجليزية). Archived from the original on 2021-05-20. Retrieved 2024-07-23.
19. ↑  "Hymn 4 to Hermes". Perseus Digital Library Project (بالإنجليزية). Translated by Hugh G. Evelyn-White. Cambridge, Massachusetts. Lines 26–65. Archived from the original on 2021-05-11. Retrieved 2021-05-11.
20. ↑  "The Tortoise and the Hare". Aesopica: Aesop's Fables in English, Latin, and Greek (بالإنجليزية). Archived from the original on 2019-08-16. Retrieved 2024-07-18.
21. ↑  "Brooklyn Life [Theater]". Brooklyn Life (بالإنجليزية). 1 Apr 1899. p. 31. Archived from the original on 2021-05-22. Retrieved 2021-05-22.
22. ↑  Harvey R. Greenberg (15 Apr 1990). "Just How Powerful Are Those Turtles?". New York Times (بالإنجليزية). Archived from the original on 2018-06-12. Retrieved 2024-07-19.
23. 1 2  Siuna A. Reid (25 Mar 2017). "Current Trends in the Husbandry and Veterinary Care of Tortoises" (PDF). British Chelonia Group (بالإنجليزية). Archived from the original (PDF) on 2019-07-31. Retrieved 2024-07-22.
24. ↑  Gary Strieker (10 Apr 2001). "Tortoiseshell Ban Threatens Japanese Tradition". Cable News Network (CNN) (بالإنجليزية). Archived from the original on 2006-12-15. Retrieved 2021-05-11.
25. ↑  James E. Barzyk (Nov 1999). "Turtles in Crisis: The Asian Food Markets". Tortoise Trust (بالإنجليزية). Archived from the original on 2015-02-22. Retrieved 2024-07-19.
26. ↑  "Recipes from Another Time". Smithsonian (بالإنجليزية). Oct 2001. Archived from the original on 2016-08-19. Retrieved 2024-07-12.
27. ↑  Lisa Cox (12 Nov 2018). "Hawksbill Turtle Poaching to be Fought with DNA Technology". The Guardian (بالإنجليزية). Archived from the original on 2024-07-13. Retrieved 2024-07-18.
28. ↑  "Global Status of the Hawksbill Sea Turtle: The Tortoiseshell Trade". Sea Turtle Conservancy (بالإنجليزية). 2007. Archived from the original on 2024-03-01. Retrieved 2024-07-18.

### ثبت المراجع
بالعربية
- محمد أوسوس (د.ت.)، أماوال ن ئمودرن: معجم حيواني فرنسي أمازيغي عربي (بالعربية والفرنسية)، كاليفورنيا: مؤسسة تاوالت الثقافية، QID:Q126873569 {{استشهاد}}: تحقق من التاريخ في: |publication-date= (مساعدة)
- محمد بن الحسن الحر العاملي (1983)، وسائل الشيعة إلى تحصيل مسائل الشريعة، تحقيق: عبد الرحيم الرباني الشيرازي (ط. 5)، بيروت: دار إحياء التراث العربي، OCLC:863545963، QID:Q127947191
- محمد خير أبو حرب (1985)، المعجم المدرسي، مراجعة: ندوة النوري (ط. 1)، دمشق: وزارة التربية، OCLC:1136027329، QID:Q116176016
- أمين المعلوف (1985)، معجم الحيوان (بالعربية والإنجليزية) (ط. 3)، بيروت: دار الرائد العربي، OCLC:1039733332، QID:Q113643886
- بطرس البستاني (1987)، محيط المحيط: قاموس مطول للغة العربية، بيروت: مكتبة لبنان ناشرون، OCLC:34679968، QID:Q124761159
- أدي شير (1988)، كتاب الألفاظ الفارسية المعربة (ط. 2)، القاهرة: دار العرب للبستاني، OCLC:1158713893، QID:Q127271332
- المعجم الموحد لمصطلحات علم الأحياء، سلسلة المعاجم الموحدة (8) (بالعربية والإنجليزية والفرنسية)، تونس: مكتب تنسيق التعريب، 1993، OCLC:929544775، QID:Q114972534
- ابن منظور (1994)، لسان العرب (ط. 3)، بيروت: دار صادر، OCLC:4770578388، QID:Q114878607{{استشهاد}}:  صيانة الاستشهاد: ref duplicates default (link)
- ابن سيده (1996)، المُخصَّص (ط. 1)، بيروت: دار إحياء التراث العربي، OCLC:647403318، QID:Q126880659{{استشهاد}}:  صيانة الاستشهاد: ref duplicates default (link)
- أحمد شفيق الخطيب (2000)، موسوعة الطبيعة الميسرة: بالألوان والصور التوضيحية (ط. 2)، بيروت: مكتبة لبنان ناشرون، OCLC:956964437، QID:Q117303783
- أحمد تيمور باشا (2003). مُعجم تيمور الكبير في الألفاظ العاميَّة. تحقيق: حسين نصار (ط. 2). القاهرة: دار الكتب والوثائق القومية. ISBN:977-18-0214-3. OCLC:51064134. QID:Q126871875.
- كمال الدين الدميري (2003). حياة الحيوان الكُبرى. تحقيق: أحمد حسن بسج (ط. 2). بيروت: دار الكتب العلمية. ISBN:2-7451-0743-7. QID:Q126871424.
- سعدي ضناوي (2004). المعجم المفصل في المعرب والدخيل. بيروت: دار الكتب العلمية. ص. 502. ISBN:978-2-7451-4082-1. OCLC:57334892. OL:21418399M. QID:Q117828289.
- منير البعلبكي؛ رمزي البعلبكي (2008). المورد الحديث: قاموس إنكليزي عربي (بالعربية والإنجليزية) (ط. 1). بيروت: دار العلم للملايين. ISBN:978-9953-63-541-5. OCLC:405515532. OL:50197876M. QID:Q112315598.
- ممدوح خسارة (2010)، معجم الكلمات المُصطلحيَّة في لسان العرب: النبات والحيوان، دمشق: مجمع اللغة العربية بدمشق، OCLC:840428205، QID:Q126871177
- قاموس مصطلحات الفلاحة (بالعربية والفرنسية). الجزائر العاصمة: المجلس الأعلى للغة العربية بالجزائر. 2018. ISBN:978-9931-681-42-7. OCLC:1100055505. QID:Q121071043.

بالإنكليزية
المقالات
- Julie Booth; James A. Peters (1972). "Behavioural studies on the green turtle (Chelonia mydas) in the sea". Animal Behaviour (بالإنجليزية). 20 (4): 808–812. DOI:10.1016/S0003-3472(72)80155-6. ISSN:0003-3472. OCLC:4922273049. QID:Q60019982.
- Marion Manton; Andrew Karr; David W. Ehrenfeld (1972). "Chemoreception in the Migratory Sea Turtle, Chelonia mydas". The Biological Bulletin (بالإنجليزية). 143 (1): 184–195. DOI:10.2307/1540338. ISSN:0006-3185. JSTOR:1540338. OCLC:5550273195. QID:Q56185686.
- William G. Degenhardt; James L. Christiansen (1974). "Distribution and Habitats of Turtles in New Mexico". Southwestern Naturalist (بالإنجليزية). 19 (1): 21–46. DOI:10.2307/3669787. ISSN:0038-4909. JSTOR:3669787. OCLC:5553071618. QID:Q98710655.
- Alan M. Granda; Charles A. Dvorak (1977). "Vision in Turtles". The Visual System in Vertebrates. Handbook of sensory physiology (بالإنجليزية): 451–495. ISBN:978-3-642-66468-7. QID:Q127617217.
- James F. Berry; Richard Shine (1980). "Sexual size dimorphism and sexual selection in turtles (order testudines)". Oecologia (بالإنجليزية). 44 (2): 185–191. Bibcode:1980Oecol..44..185B. DOI:10.1007/BF00572678. ISSN:0029-8549. OCLC:9984733838. PMID:28310555. S2CID:2456783. QID:Q47298776.
- J. Davenport; Sarah A. Munks; P. J. Oxford (1984). "A Comparison of the Swimming of Marine and Freshwater Turtles". Proceedings of the Royal Society of London. Series B, Biological sciences (بالإنجليزية). 220 (1221). Bibcode:1984RSPSB.220..447D. DOI:10.1098/RSPB.1984.0013. ISSN:0950-1193. JSTOR:35758. OCLC:9986254072. S2CID:84615412. QID:Q127602055.
- Gordon M. Burghardt,; Brian Ward; Roger Rosscoe (1996). "Problem of reptile play: Environmental enrichment and play behavior in a captive Nile soft-shelled turtle, Trionyx triunguis". Zoo Biology (بالإنجليزية). 15 (3): 223–238. ISSN:0733-3188. OCLC:5157119796. QID:Q127694962.{{استشهاد بدورية محكمة}}:  صيانة الاستشهاد: علامات ترقيم زائدة (link)
- O. Rieppel; M. deBraga (1996). "Turtles as diapsid reptiles". Nature (بالإنجليزية). 384 (6608): 453–455. Bibcode:1996Natur.384..453R. DOI:10.1038/384453A0. ISSN:1476-4687. OCLC:5866536556. S2CID:4264378. QID:Q55871591.
- P. Aerts (1997). "Kinematics and functional morphology of aquatic feeding in Australian snake-necked turtles (Pleurodira;Chelodina)". Journal of Morphology (بالإنجليزية). 233 (2): 113–125. DOI:10.1002/(SICI)1097-4687(199708)233:2<113::AID-JMOR3>3.0.CO;2-7. ISSN:0362-2525. PMID:9218349. S2CID:32906130. QID:Q73500446.
- R Zardoya; A. Meyer (1998). "Complete mitochondrial genome suggests diapsid affinities of turtles". Proceedings of the National Academy of Sciences of the United States of America (بالإنجليزية). 95 (24): 14226–14231. Bibcode:1998PNAS...9514226Z. DOI:10.1073/PNAS.95.24.14226. ISSN:0027-8424. OCLC:9985340797. PMC:24355. PMID:9826682. QID:Q24651481.
- F. Harvey Pough (2000). "Biodiversity of Reptiles". Encyclopedia of Biodiversity (بالإنجليزية). 5: 145–159. DOI:10.1016/B0-12-226865-2/00233-9. ISBN:978-0-12-226865-6. QID:Q127867508.
- D. E. Pearse; J. C. Avise (2001). "Turtle mating systems: behavior, sperm storage, and genetic paternity". Journal of Heredity (بالإنجليزية). 92 (2): 206–211. DOI:10.1093/JHERED/92.2.206. ISSN:0022-1503. OCLC:119924444. PMID:11396580. QID:Q57310715.
- A. Herrel; J. C. O'Reilly; A. M. Richmond (2002). "Evolution of bite performance in turtles". Journal of Evolutionary Biology (بالإنجليزية). 15 (6): 1083–1094. CiteSeerX:10.1.1.484.5540. DOI:10.1046/J.1420-9101.2002.00459.X. ISSN:1010-061X. OCLC:5154327620. S2CID:54067445. QID:Q56456676.
- Donald C. Jackson (2002). "Hibernating without oxygen: physiological adaptations of the painted turtle". Journal of Physiology (بالإنجليزية). 543 (Pt 3): 731–7. DOI:10.1113/JPHYSIOL.2002.024729. ISSN:0022-3751. OCLC:112469971. PMC:2290531. PMID:12231634. QID:Q24641996.
- Toni E. Priest; Craig E. Franklin (2002). "Effect of Water Temperature and Oxygen Levels on the Diving Behavior of Two Freshwater Turtles: Rheodytes leukops and Emydura macquarii". Journal of Herpetology (بالإنجليزية). 36 (4): 555–561. DOI:10.1670/0022-1511(2002)036[0555:EOWTAO]2.0.CO;2. ISSN:0022-1511. JSTOR:1565924. OCLC:5550281803. S2CID:85279910. QID:Q56069406.
- Cosme Salas; Cristina Broglio; Fernando Rodríguez (2003). "Evolution of forebrain and spatial cognition in vertebrates: Conservation across Diversity". Brain, Behavior and Evolution (بالإنجليزية). 62 (2): 72–82. DOI:10.1159/000072438. ISSN:0006-8977. OCLC:4815865769. PMID:12937346. QID:Q22337018.
- Judith Cebra-Thomas; Fraser Tan; Seeta Sistla; Scott F Gilbert (2005). "How the turtle forms its shell: a paracrine hypothesis of carapace formation" (PDF). Journal of Experimental Zoology. Part B: Molecular and Developmental Evolution (بالإنجليزية). 304 (6): 558–569. Bibcode:2005JEZB..304..558C. DOI:10.1002/JEZ.B.21059. ISSN:1552-5007. OCLC:106698481. PMID:15968684. S2CID:2484583. QID:Q47268022.
- Naoyuki Iwabe; Yuichiro Hara; Yoshinori Kumazawa; Kaori Shibamoto; Yumi Saito; Takashi Miyata; Kazutaka Katoh (2005). "Sister group relationship of turtles to the bird-crocodilian clade revealed by nuclear DNA-coded proteins". Molecular Biology and Evolution (بالإنجليزية). 22 (4): 810–813. DOI:10.1093/MOLBEV/MSI075. ISSN:0737-4038. OCLC:111443007. PMID:15625185. QID:Q28300569.
- Sze Man Cheung; David Dudgeon (2006). "Quantifying the Asian turtle crisis: market surveys in southern China, 2000–2003". Aquatic Conservation: Marine and Freshwater Ecosystems (بالإنجليزية). 16 (7): 751–770. Bibcode:2006ACMFE..16..751C. DOI:10.1002/AQC.803. ISSN:1052-7613. OCLC:5151246842. QID:Q56069404.
- Karen M. Davis; Gordon M. Burghardt (2007). "Training and long-term memory of a novel food acquisition task in a turtle (Pseudemys nelsoni)". Behavioural Processes (بالإنجليزية). 75 (2): 225–230. DOI:10.1016/J.BEPROC.2007.02.021. ISSN:0376-6357. OCLC:4932520230. PMID:17433570. S2CID:34130920. QID:Q50698776.
- Uwe Fritz; Peter Havaš (2007). "Checklist of Chelonians of the World" (PDF). Vertebrate Zoology (بالإنجليزية). 57 (2): 149–368. ISSN:1864-5755. OCLC:225656260. QID:Q14565809.
- Jonas Roos; Ramesh K Aggarwal; Axel Janke (2007). "Extended mitogenomic phylogenetic analyses yield new insight into crocodylian evolution and their survival of the Cretaceous-Tertiary boundary". Molecular Phylogenetics and Evolution (بالإنجليزية). 45 (2): 663–73. DOI:10.1016/J.YMPEV.2007.06.018. ISSN:1055-7903. OCLC:174276114. PMID:17719245. QID:Q28242184.
- Gordon R. Ultsch (2007). "The ecology of overwintering among turtles: where turtles overwinter and its consequences". Biological Reviews (بالإنجليزية). 81 (3): 339–367. DOI:10.1017/S1464793106007032. ISSN:1464-7931. OCLC:5151646522. PMID:16700968. S2CID:32939695. QID:Q36478907.
- Anthony Herrel; Johan Van Damme; Peter Aerts (2008). "Cervical Anatomy and Function in Turtles". Biology of Turtles: From Structures to Strategies of Life (بالإنجليزية): 163–168. ISBN:978-0-8493-3339-2. QID:Q127833042.
- Jeffrey D. Miller; Stephen A. Dinkelacker (2008). "Reproductive Structures and Strategies of Turtles". Biology of Turtles: From Structures to Strategies of Life (بالإنجليزية): 225–278. ISBN:978-0-8493-3339-2. QID:Q127692426.
- Peter C. H. Pritchard (2008). "Evolution and Structure of the Turtle Shell". Biology of Turtles: From Structures to Strategies of Life (بالإنجليزية): 45–84. ISBN:978-0-8493-3339-2. QID:Q127582570.
- Jeanette Wyneken (2008). "The Structure of Cardiopulmonary Systems of Turtles: Implications for Behavior and Function". Biology of Turtles: From Structures to Strategies of Life (بالإنجليزية): 213–225. ISBN:978-0-8493-3339-2. QID:Q127690111.
- Kurt A. Buhlmann; Thomas S. B. Akre; John B. Iverson; et al. (2009). "A Global Analysis of Tortoise and Freshwater Turtle Distributions with Identification of Priority Conservation Areas". Chelonian Conservation and Biology (بالإنجليزية). 8 (2): 116–149. DOI:10.2744/CCB-0774.1. ISSN:1071-8443. OCLC:4630499249. S2CID:85942804. QID:Q60231130.
- Tien-Hsi Chen; Hsien-Cheh Chang; Kuang-Yang Lue (2009). "Unregulated Trade in Turtle Shells for Chinese Traditional Medicine in East and Southeast Asia: The Case of Taiwan". Chelonian Conservation and Biology (بالإنجليزية). 8 (1): 11–18. DOI:10.2744/CCB-0747.1. ISSN:1071-8443. OCLC:4630499089. S2CID:86821249. QID:Q55878539.
- Jenny A. Davis (2009). "Voice of the turtle: the underwater acoustic repertoire of the long-necked freshwater turtle, Chelodina oblonga". Journal of the Acoustical Society of America (بالإنجليزية). 126 (1): 434–443. Bibcode:2009ASAJ..126..434G. DOI:10.1121/1.3148209. ISSN:0001-4966. OCLC:428639971. PMID:19603900. QID:Q53121009.
- Amanda Southwood; Larisa Avens (2009). "Physiological, behavioral, and ecological aspects of migration in reptiles". Journal of Comparative Physiology B (بالإنجليزية). 180 (1): 1–23. DOI:10.1007/S00360-009-0415-8. ISSN:0174-1578. OCLC:567904508. PMID:19847440. S2CID:20245401. QID:Q37619302.
- Wilfried Klein; Jonathan R. Codd (2010). "Breathing and locomotion: comparative anatomy, morphology and function". Respiratory Physiology & Neurobiology (بالإنجليزية). 173 Suppl: S26-32. DOI:10.1016/J.RESP.2010.04.019. ISSN:1569-9048. OCLC:672356989. PMID:20417316. S2CID:28044326. QID:Q37736800.
- Markus Lambertz; Wolfgang Böhme; Steven F. Perry (2010). "The anatomy of the respiratory system in Platysternon megacephalum Gray, 1831 (Testudines: Cryptodira) and related species, and its phylogenetic implications". Comparative Biochemistry and Physiology. Part A: Molecular and Integrative Physiology (بالإنجليزية). 156 (3): 330–336. DOI:10.1016/J.CBPA.2009.12.016. ISSN:1095-6433. OCLC:621451485. PMID:20044019. QID:Q44576214.
- Alain Dubois; Roger Bour (2010). "The distinction between family-series and class-series nomina in zoological nomenclature, with emphasis on the nomina created by Batsch (1788, 1789) and on the higher nomenclature of turtles" (PDF). Bonn zoological Bulletin (بالإنجليزية). 57 (2): 149–171. ISSN:2190-7307. OCLC:696048220. S2CID:53338457. QID:Q127513839.
- Y. Katsu; E. L. Braun; L. J. Guillette; T. Iguchi (2010). "From reptilian phylogenomics to reptilian genomes: analyses of c-Jun and DJ-1 proto-oncogenes". Cytogenetics and Genome Research (بالإنجليزية). 127 (2–4): 79–93. DOI:10.1159/000297715. ISSN:1424-8581. OCLC:610054927. PMID:20234127. S2CID:12116018. QID:Q28276213.
- Tyler R. Lyson (2010). "A new kinosternoid from the Late Cretaceous Hell Creek Formation of North Dakota and Montana and the origin of the Dermatemys mawii lineage". PalZ (بالإنجليزية). 85 (2): 125–142. DOI:10.1007/S12542-010-0081-X. ISSN:0031-0220. OCLC:5660085436. S2CID:129123961. QID:Q30048865.
- Bryan P. Wallace; Rebecca L. Lewison; Sara L. McDonald; et al. (2010). "Global patterns of marine turtle bycatch". Conservation Letters (بالإنجليزية). 3 (3): 131–142. Bibcode:2010ConL....3..131W. DOI:10.1111/J.1755-263X.2010.00105.X. ISSN:1755-263X. OCLC:5153666688. QID:Q122481331.
- James Berry; John Iverson (2011). "Kinosternon scorpioides (Linnaeus 1766) – Scorpion Mud Turtle" (PDF). Conservation Biology of Freshwater Turtles and Tortoises: A Compilation Project of the IUCN/SSC Tortoise and Freshwater Turtle Specialist Group. Chelonian Research Monographs. Chelonian Research Monographs (بالإنجليزية): 063.1–063.15. DOI:10.3854/CRM.5.063.SCORPIOIDES.V1.2011. OCLC:7378274762. QID:Q127699024.
- Tyler R. Lyson; Erik A. Sperling; Benjamin L. King; Kevin J. Peterson (2011). "MicroRNAs support a turtle + lizard clade". Biology Letters (بالإنجليزية). 8 (1): 104–7. DOI:10.1098/RSBL.2011.0477. ISSN:1744-9561. OCLC:776205158. PMC:3259949. PMID:21775315. QID:Q24607249.
- Bernal Morera-Brenes; Julián Monge-Nájera (2011). "Immersion periods in four neotropical turtles". UNED Research Journal (بالإنجليزية). 3 (1): 97. DOI:10.22458/URJ.V3I1.212. ISSN:1659-4266. OCLC:8682575114. QID:Q120734857.
- Ylenia Chiari; Nicolas Galtier; Frédéric Delsuc (2012). "Phylogenomic analyses support the position of turtles as the sister group of birds and crocodiles (Archosauria)". BMC Biology (بالإنجليزية). 10 (1): 1–14. DOI:10.1186/1741-7007-10-65. ISSN:1741-7007. OCLC:5632047978. PMC:3473239. PMID:22839781. QID:Q21245376.{{استشهاد بدورية محكمة}}:  صيانة الاستشهاد: دوي مجاني غير معلم (link)
- Ren Hirayama; Shinji Isaji; Tsuyoshi Hibino (2012). "Kappachelys okurai gen. et sp. nov., a New Stem Soft-Shelled Turtle from the Early Cretaceous of Japan". Vertebrate Paleobiology and Paleoanthropology (بالإنجليزية): 179–185. DOI:10.1007/978-94-007-4309-0_12. ISSN:1877-9077. OCLC:7579052733. QID:Q57276468.
- Kelly J. Martin; Sarah C. Alessi; Joseph C. Gaspard; Anton D. Tucker; Gordon B. Bauer; David A. Mann (2012). "Underwater hearing in the loggerhead turtle (Caretta caretta): a comparison of behavioral and auditory evoked potential audiograms". The Journal of Experimental Biology (بالإنجليزية). 215 (Pt 17): 3001–3009. DOI:10.1242/JEB.066324. ISSN:0022-0949. OCLC:805884085. PMID:22875768. S2CID:459652. QID:Q50429497.
- Nicholas G. Crawford; Brant C. Faircloth; John E. McCormack; Robb T. Brumfield; Kevin Winker; Travis C. Glenn (2013). "More than 1000 ultraconserved elements provide evidence that turtles are the sister group of archosaurs". Biology Letters (بالإنجليزية). 8 (5): 783–786. DOI:10.1098/RSBL.2012.0331. ISSN:1744-9561. OCLC:809861086. PMC:3440978. PMID:22593086. QID:Q24601429.
- Camila R. Ferrara; Richard C. Vogt; Renata S. Sousa-Lima (2013). "Turtle vocalizations as the first evidence of posthatching parental care in chelonians". Journal of Comparative Psychology (بالإنجليزية). 127 (1): 24–32. DOI:10.1037/A0029656. ISSN:0093-4127. OCLC:828636350. PMID:23088649. QID:Q42673789.
- Kerstin A. Fritsches; Eric J. Warrant (2013). "Vision". The biology of sea turtles. CRC marine biology series (بالإنجليزية). 3: 31–58. ISBN:978-1-4398-7308-3. QID:Q127608768.
- Uwe Fritz; Peter Havaš (2013). "Order Testudines: 2013 update". Animal Biodiversity: An Outline of Higher-level Classification and Survey of Taxonomic Richness (Addenda 2013) (بالإنجليزية). 3703 (1): 12–14. DOI:10.11646/ZOOTAXA.3703.1.4. QID:Q19317171.
- Kenneth J. Lohmann; Catherine M. F. Lohmann; J. Roger Brothers; Nathan F. Putman (2013). "Natal Homing and Imprinting in Sea Turtles". The biology of sea turtles. CRC marine biology series (بالإنجليزية). 3: 59–78. ISBN:978-1-4398-7308-3. QID:Q127606843.
- Juan Pascual-Anaya; Amonida Zadissa; Simon White; et al. (2013). "The draft genomes of soft-shell turtle and green sea turtle yield insights into the development and evolution of the turtle-specific body plan". Nature Genetics (بالإنجليزية). 45 (6): 701–6. DOI:10.1038/NG.2615. ISSN:1061-4036. OCLC:845091911. PMC:4000948. PMID:23624526. QID:Q22122072. (erratum)
- Huan Zhang; Min-Yi Wu; De-Jian Guo; Chun-Wai Wan; Ching-Ching Lau; Chi-On Chan; Daniel Kam-Wah Mok; Shun-Wan Chan (2013). "Gui-ling-gao (turtle jelly), a traditional Chinese functional food, exerts anti-inflammatory effects by inhibiting iNOS and pro-inflammatory cytokine expressions in splenocytes isolated from BALB/c mice". Journal of Functional Foods (بالإنجليزية). 5 (2): 625–632. DOI:10.1016/J.JFF.2013.01.004. hdl:10397/16357. ISSN:1756-4646. OCLC:9118227763. QID:Q57590257.
- Kara L. Dodge; Benjamin Galuardi; Timothy J. Miller; Molly E. Lutcavage (2014). "Leatherback turtle movements, dive behavior, and habitat characteristics in ecoregions of the Northwest Atlantic Ocean". PLOS One (بالإنجليزية). 9 (3): 1–17. Bibcode:2014PLoSO...991726D. DOI:10.1371/JOURNAL.PONE.0091726. ISSN:1932-6203. OCLC:5560962359. PMC:3960146. PMID:24646920. QID:Q35124984.{{استشهاد بدورية محكمة}}:  صيانة الاستشهاد: دوي مجاني غير معلم (link)
- Tyler Lyson; Emma R. Schachner; Jennifer Botha-Brink; Torsten M. Scheyer; Markus Lambertz; Bruce S Rubidge; Kevin de Queiroz (2014). "Origin of the unique ventilatory apparatus of turtles". Nature Communications (بالإنجليزية). 5: 5211–5222. Bibcode:2014NatCo...5.5211L. DOI:10.1038/NCOMMS6211. ISSN:2041-1723. OCLC:5694392595. PMID:25376734. QID:Q34446645.
- John Abramyan; Joy M. Richman (2015). "Recent insights into the morphological diversity in the amniote primary and secondary palates". Developmental Dynamics (بالإنجليزية). 244 (12): 1457–1468. DOI:10.1002/DVDY.24338. ISSN:1058-8388. OCLC:5971293091. PMC:4715671. PMID:26293818. QID:Q28602486.
- Edwin Cadena; Walter G. Joyce (2015). "A Review of the Fossil Record of Turtles of the Clades Platychelyidae and Dortokidae". Bulletin of the Peabody Museum of Natural History (بالإنجليزية). 56 (1): 3–20. DOI:10.3374/014.056.0101. ISSN:0079-032X. OCLC:5828747028. S2CID:56195415. QID:Q120721027.
- Irene H. Chen; Wen Yang; Marc A. Meyers (2015). "Leatherback sea turtle shell: A tough and flexible biological design". Acta Biomaterialia (بالإنجليزية). 28: 2–12. DOI:10.1016/J.ACTBIO.2015.09.023. ISSN:1742-7061. OCLC:5918857923. PMID:26391496. QID:Q46271779.
- Ingmar Werneburg; Laura A. B. Wilson; Walter G. Joyce (2015). "Evolution of neck vertebral shape and neck retraction at the transition to modern turtles: an integrated geometric morphometric approach". Systematic Biology (بالإنجليزية). 64 (2): 187–204. DOI:10.1093/SYSBIO/SYU072. hdl:1959.4/unsworks_54973. ISSN:1063-5157. OCLC:5735186568. PMID:25305281. QID:Q35322760.
- Tábata E.F. Cordeiro; Augusto S Abe; Wilfried Klein (2016). "Ventilation and gas exchange in two turtles: Podocnemis unifilis and Phrynops geoffroanus (Testudines: Pleurodira)". Respiratory Physiology & Neurobiology (بالإنجليزية). 224: 125–131. DOI:10.1016/J.RESP.2014.12.010. hdl:11449/158795. ISSN:1569-9048. OCLC:6009584512. PMID:25534144. S2CID:37446604. QID:Q41657074.
- Nicholas G. Crawford; James Ford Parham; Anna B. Sellas; Brant C. Faircloth; Travis C. Glenn; Theodore J Papenfuss; James B. Henderson; W. Brian Simison (2014). "A phylogenomic analysis of turtles". Molecular Phylogenetics and Evolution (بالإنجليزية). 83: 250–257. DOI:10.1016/J.YMPEV.2014.10.021. ISSN:1055-7903. OCLC:5735189072. PMID:25450099. QID:Q30564366.
- Stella Y. Lee; William K. Milsom (2016). "The metabolic cost of breathing in red-eared sliders: An attempt to resolve an old controversy". Respiratory Physiology & Neurobiology (بالإنجليزية). 224: 114–124. DOI:10.1016/J.RESP.2015.10.011. ISSN:1569-9048. OCLC:5913940834. PMID:26524718. S2CID:5194890. QID:Q50279262.
- Adán Pérez-García (2016). "A new turtle taxon (Podocnemidoidea, Bothremydidae) reveals the oldest known dispersal event of the crown Pleurodira from Gondwana to Laurasia". Journal of Systematic Palaeontology (بالإنجليزية). 15 (9): 709–731. Bibcode:2017JSPal..15..709P. DOI:10.1080/14772019.2016.1228549. ISSN:1477-2019. OCLC:7068905069. S2CID:88840423. QID:Q56521657.
- Stephen F. Poropat; Lesley Kool; Patricia Vickers Rich; Thomas Hewitt Rich (2016). "Oldest meiolaniid turtle remains from Australia: evidence from the Eocene Kerosene Creek Member of the Rundle Formation, Queensland". Alcheringa (بالإنجليزية). 41 (2): 231–239. Bibcode:2017Alch...41..231P. DOI:10.1080/03115518.2016.1224441. ISSN:0311-5518. OCLC:7065560478. S2CID:131795055. QID:Q56553070.
- Daniel A Warner; David A. Miller; Anne M Bronikowski; Fredric J Janzen (2016). "Decades of field data reveal that turtles senesce in the wild". Proceedings of the National Academy of Sciences of the United States of America (بالإنجليزية). 113 (23): 6502–6507. Bibcode:2016PNAS..113.6502W. DOI:10.1073/PNAS.1600035113. ISSN:0027-8424. PMC:4988574. PMID:27140634. QID:Q28597759.
- Katie L. Willis (2016). "Underwater Hearing in Turtles". Effects of noise on aquatic life II. Advances in Experimental Medicine and Biology (بالإنجليزية): 1229–1235. DOI:10.1007/978-1-4939-2981-8_154. ISBN:978-1-4939-2981-8. OCLC:932304568. PMID:26611091. QID:Q40270685.
- Christine Böhmer; Ingmar Werneburg (2017). "Deep time perspective on turtle neck evolution: chasing the Hox code by vertebral morphology". Scientific Reports (بالإنجليزية). 7 (1): 8939. Bibcode:2017NatSR...7.8939B. DOI:10.1038/S41598-017-09133-0. ISSN:2045-2322. OCLC:7110893838. PMC:5566328. PMID:28827543. QID:Q38368089.
- Sam Reiter; Hua-Peng Liaw; Tracy M Yamawaki; Robert K. Naumann; Gilles Laurent (2017). "On the Value of Reptilian Brains to Map the Evolution of the Hippocampal Formation". Brain, Behavior and Evolution (بالإنجليزية). 90 (1): 41–52. DOI:10.1159/000478693. ISSN:0006-8977. OCLC:7119673430. PMID:28866680. QID:Q47689976.
- Taylor B. Wise; C. Tristan Stayton (2017). "Side-necked Versus Hidden-necked: A Comparison of Shell Morphology Between Pleurodiran and Cryptodiran Turtles". Herpetologica (بالإنجليزية). 73 (1): 18–29. DOI:10.1655/HERPETOLOGICA-D-15-00038. ISSN:0018-0831. JSTOR:26534349. S2CID:90226667. QID:Q123233033.
- Serjoscha W. Evers; Roger B. J. Benson (2018). "A new phylogenetic hypothesis of turtles with implications for the timing and number of evolutionary transitions to marine lifestyles in the group". Palaeontology (بالإنجليزية). 62 (1): 93–134. Bibcode:2019Palgy..62...93E. DOI:10.1111/PALA.12384. ISSN:0031-0239. OCLC:7958218024. S2CID:134736808. QID:Q56520460.
- Margaretha D. Hofmeyr; Melita Vamberger; William Branch; Alfred Schleicher; Savel Regan Daniels (2018). "Tortoise (Reptilia, Testudinidae) radiations in Southern Africa from the Eocene to the present". Zoologica Scripta (بالإنجليزية). 46 (4): 389–400. DOI:10.1111/ZSC.12223. ISSN:0300-3256. OCLC:7062995929. S2CID:88712318. QID:Q101633026.
- Gabriel de Souza Ferreira; Saswati Bandyopadhyay; Walter G. Joyce (2018). "A taxonomic reassessment of Piramys auffenbergi, a neglected turtle from the late Miocene of Piram Island, Gujarat, India". PeerJ (بالإنجليزية). 6: 1–14. DOI:10.7717/PEERJ.5938. ISSN:2167-8359. PMC:6240434. PMID:30479901. QID:Q127603652.{{استشهاد بدورية محكمة}}:  صيانة الاستشهاد: دوي مجاني غير معلم (link)
- Gabriel S. Ferreira; Mario Bronzati; Max C. Langer; Juliana Sterli (2018). "Phylogeny, biogeography and diversification patterns of side-necked turtles (Testudines: Pleurodira)". Royal Society Open Science (بالإنجليزية). 5 (3): 1–17. Bibcode:2018RSOS....571773F. DOI:10.1098/RSOS.171773. ISSN:2054-5703. OCLC:8682579988. PMC:5882704. PMID:29657780. QID:Q52587129.
- A. Ross Kiester (2018). "Global Conservation Status of Turtles and Tortoises (Order Testudines)". Chelonian Conservation and Biology (بالإنجليزية). 17 (2): 135–161. DOI:10.2744/CCB-1348.1. ISSN:1071-8443. OCLC:8197239076. S2CID:91937716. QID:Q63886336.
- Serjoscha W Evers; Paul M. Barrett; Roger B. J. Benson (2019). "Anatomy of Rhinochelys pulchriceps (Protostegidae) and marine adaptation during the early evolution of chelonioids". PeerJ (بالإنجليزية). 7: e6811. DOI:10.7717/PEERJ.6811. ISSN:2167-8359. OCLC:8125103344. PMC:6500378. PMID:31106054. QID:Q63431235.{{استشهاد بدورية محكمة}}:  صيانة الاستشهاد: دوي مجاني غير معلم (link)
- Tamar Gutnick; Anton Weissenbacher; Michael J. Kuba (2019). "The underestimated giants: operant conditioning, visual discrimination and long-term memory in giant tortoises". Animal Cognition (بالإنجليزية). 23 (1): 159–167. DOI:10.1007/S10071-019-01326-6. ISSN:1435-9448. OCLC:8545160016. PMID:31720927. S2CID:207962281. QID:Q91264766.
- Max Robert Lambert; Jennifer M McKenzie; Robyn M Screen; Adam G Clause; Benjamin B Johnson; Genevieve G Mount; H. Bradley Shaffer; Gregory B. Pauly (2019). "Experimental removal of introduced slider turtles offers new insight into competition with a native, threatened turtle". PeerJ (بالإنجليزية). 7: 1–18. DOI:10.7717/PEERJ.7444. ISSN:2167-8359. OCLC:8207470794. PMC:6698372. PMID:31435491. QID:Q92761080.{{استشهاد بدورية محكمة}}:  صيانة الاستشهاد: دوي مجاني غير معلم (link)
- Rainer Schoch; Hans-Dieter Sues (2019). "The origin of the turtle body plan: evidence from fossils and embryos". Palaeontology (بالإنجليزية). 63 (3): 375–393. DOI:10.1111/PALA.12460. ISSN:0031-0239. OCLC:8586844677. QID:Q122288871.
- Yin-Zi Ye; Liang Ma; Bao-Jun Sun; Teng Li; Yang Wang; Richard Shine; Wei-Guo Du (2019). "The Embryos of Turtles Can Influence Their Own Sexual Destinies". Current Biology (بالإنجليزية). 29 (16): 2597–2603. Bibcode:2019CBio...29E2597Y. DOI:10.1016/J.CUB.2019.06.038. ISSN:0960-9822. OCLC:8194939490. PMID:31378606. QID:Q92396485.
- Gabriel S. Ferreira; Stephan Lautenschlager; Serjoscha W. Evers; Cathrin Pfaff; Jürgen Kriwet; Irena Raselli; Ingmar Werneburg (2020). "Feeding biomechanics suggests progressive correlation of skull architecture and neck evolution in turtles". Scientific Reports (بالإنجليزية). 10 (1): 1–11. DOI:10.1038/S41598-020-62179-5. ISSN:2045-2322. OCLC:8562133167. PMC:7099039. PMID:32218478. QID:Q90695748.
- Tyler Lyson; Gabriel S. Bever (2020). "Origin and Evolution of the Turtle Body Plan". Annual Review of Ecology, Evolution, and Systematics (بالإنجليزية). 51 (1): 143–166. DOI:10.1146/ANNUREV-ECOLSYS-110218-024746. ISSN:1545-2069. OCLC:8695511712. S2CID:225486775. QID:Q116206083.
- Anthony P. Russell; Aaron M. Bauer (2020). "Vocalization by extant nonavian reptiles: A synthetic overview of phonation and the vocal apparatus". The Anatomical Record (بالإنجليزية). 304 (7): 1478–1528. DOI:10.1002/AR.24553. ISSN:1932-8486. OCLC:8686730870. PMID:33099849. S2CID:225069598. QID:Q127600091.
- Grace Capshaw; Katie L. Willis; Dawei Han; Hilary S. Bierman (2021). "Reptile sound production and perception". Neuroendocrine regulation of animal vocalization : mechanisms and anthropogenic factors in animal communication (بالإنجليزية): 101–114. ISBN:978-0-12-815161-7. QID:Q127604673.
- Jack Frazier (2021). "Galapogos tortoises: Protagonists in the spectacle of life on Earth". Galapagos giant tortoises. Biodiversity of the world (بالإنجليزية): 23–46. ISBN:978-0-12-817555-2. QID:Q127595263.
- Walter G Joyce; Jérémy Anquetin; Tyler R. Lyson; Adán Pérez-García; Natasha S. Vitek (2021). "A nomenclature for fossil and living turtles using phylogenetically defined clade names" (PDF). Swiss Journal of Palaeontology (بالإنجليزية). 140 (1): 1–45. Bibcode:2021SwJP..140....5J. DOI:10.1186/S13358-020-00211-X. hdl:11336/155192. ISSN:1664-2376. OCLC:8910098890. S2CID:29506832. QID:Q110666051.{{استشهاد بدورية محكمة}}:  صيانة الاستشهاد: دوي مجاني غير معلم (link)
- Malcolm L. McCallum (2021). "Turtle biodiversity losses suggest coming sixth mass extinction". Biodiversity and Conservation (بالإنجليزية). 30 (5): 1257–1275. Bibcode:2021BiCon..30.1257M. DOI:10.1007/S10531-021-02140-8. ISSN:0960-3115. OCLC:8984353965. S2CID:233903598. QID:Q116202038.
- Robert C. Thomson; Phillip Q. Spinks; H. Bradley Shaffer (2021). "A global phylogeny of turtles reveals a burst of climate-associated diversification on continental margins". Proceedings of the National Academy of Sciences of the United States of America (بالإنجليزية). 118 (7): 1–10. Bibcode:2021PNAS..11812215T. DOI:10.1073/PNAS.2012215118. ISSN:0027-8424. OCLC:9529073007. PMC:7896334. PMID:33558231. QID:Q122758501.
- Gabriel Jorgewich-Cohen; Simon William Townsend; Linilson Rodrigues Padovese; et al. (2022). "Common evolutionary origin of acoustic communication in choanate vertebrates". Nature Communications (بالإنجليزية). 13 (1): 1–7. Bibcode:2022NatCo..13.6089J. DOI:10.1038/S41467-022-33741-8. ISSN:2041-1723. OCLC:9655504096. PMC:9596459. PMID:36284092. S2CID:253111242. QID:Q127692589.

الكتب
- Lewis Carroll (1902), Alice's adventures in Wonderland (بالإنجليزية), New York City: Harper, OCLC:1049742993, QID:Q127701488
- Harriet Maxwell Converse (1908), Arthur Caswell Parker (ed.), Myths and legends of the New York State Iroquois (PDF), Museum Bulletin (437) (بالإنجليزية), Albany: University of the State of New York, OCLC:3667095, QID:Q127917486
- B. K. S. Iyengar (1979). Light on yoga: yoga dipika (بالإنجليزية). New York City: Schocken Books. ISBN:978-0-8052-1031-6. LCCN:95102895. OCLC:32015606. QID:Q127879880.
- Gerald H. Jacobs (1981). Comparative Color Vision (بالإنجليزية). Oxford: Elsevier. ISBN:978-0-323-15989-0. OCLC:831116569. QID:Q127649431.
- John Simpson; Edmund Weiner, eds. (1989). The Oxford English Dictionary (بالإنجليزية) (2nd ed.). Oxford: Oxford University Press. ISBN:978-0-19-861186-8. OCLC:611410378. OL:18318791M. QID:Q120829013.
- Eugene S. Gaffney (1990), The comparative osteology of the Triassic turtle Proganochelys, Bulletin of the American Museum of Natural History (194) (بالإنجليزية), New York City: American Museum of Natural History, hdl:2246/884, OCLC:263164288, QID:Q93866519
- Jeff Ripple (1996). Sea turtles. World life library (بالإنجليزية). Stillwater: Quarto Group. ISBN:978-0-89658-315-3. OCLC:32699621. QID:Q127684974.
- Jeanette Wyneken (2001), Anatomy of Sea Turtles (PDF), NOAA technical memorandum NMFS-SEFSC (470) (بالإنجليزية), Illustrator: Dawn Witherington, Miami, OCLC:51769942, QID:Q127692514{{استشهاد}}:  صيانة الاستشهاد: مكان بدون ناشر (link)
- Peter J. Bentley (2002). Endocrines and Osmoregulation: a Comparative Account in Vertebrates. Zoophysiology (39) (بالإنجليزية) (2nd ed.). Berlin, Heidelberg: Springer Berlin Heidelberg. DOI:10.1007/978-3-662-05014-9. ISBN:978-3-662-05014-9. OCLC:851371217. QID:Q127694715.
- Alexander Militarev (2005). Manfried Dietrich; Oswald Loretz (eds.). Semitic etymological dictionary: Animal names. Q438120 (278) (بالإنجليزية). Münster: Ugarit-Verlag. Vol. 2. ISBN:978-3-934628-57-1. OCLC:315140289. QID:Q127842162.
- Franck Bonin; Bernard Devaux; Alain Dupré (2006). Turtles of the World (بالإنجليزية). Baltimore: Johns Hopkins University Press. ISBN:978-0-8018-8496-2. OCLC:601751797. QID:Q127515786.
- Janet Clarkson (2010). Soup: a global history. Edible (بالإنجليزية). London: Reaktion Books. ISBN:978-1-86189-774-9. OCLC:642290114. QID:Q127691087.
- Anders G.J. Rhodin; Andrew D. Walde; Peter Paul van Dijk; Torsten Blanck; Rick Hudson, eds. (2011), Turtles in Trouble: The World’s 25+ Most EndangeredTortoises and Freshwater Turtles (PDF) (بالإنجليزية), Lunenburg: Tortoise and Freshwater Turtle Specialist Group, OCLC:711692023, QID:Q33113594
- Christopher Mattison, ed. (2008). Firefly encyclopedia of reptiles and amphibians (بالإنجليزية) (2nd ed.). Buffalo: Firefly Books Limited. ISBN:978-1-55407-366-5. OCLC:1301973759. QID:Q127538106.
- Carl J. Franklin (2011). Turtles: an extraordinary natural history 245 million years in the making (بالإنجليزية). Illustrator: David C. Killpack. New York City: Crestline Publisher. ISBN:978-0-7858-2775-7. OCLC:770085094. QID:Q127428885.
- Ronald I. Orenstein (2012). Turtles, tortoises and terrapins: a Natural History (بالإنجليزية). Richmond Hill: Firefly Books Limited. ISBN:978-1-77085-119-1. OCLC:791162481. QID:Q127513956.
- Anders G.J. Rhodin; John B. Iverson; Roger Bour; Uwe Fritz; Arthur Georges; H. Bradley Shaffer; Peter Paul van Dijk (3 Aug 2017). Turtles of the World: Annotated Checklist and Atlas of Taxonomy, Synonymy, Distribution, and Conservation Status (8th Ed.) (PDF). Chelonian Research Monographs (7) (بالإنجليزية) (8th ed.). New York City: Chelonian Research Foundation. DOI:10.3854/CRM.7.CHECKLIST.ATLAS.V8.2017. ISBN:978-1-5323-5560-8. OCLC:1124067380. OL:51871498M. QID:Q54166072.
- Olivier Rieppel (2017). Turtles as hopeful monsters: origins and evolution. Life of the past (بالإنجليزية). Bloomington: Indiana University Press. ISBN:978-0-253-02507-4. OCLC:962141060. QID:Q127708296.
- F. Harvey Pough; Christine Janis (2019). Vertebrate life (بالإنجليزية) (10th ed.). New York City: Oxford University Press. ISBN:978-1-60535-607-5. OCLC:1227428321. QID:Q127689149.
- Louise M. Pryke (2021). Turtle. Animal (بالإنجليزية) (1st ed.). London: Reaktion Books. ISBN:978-1-78914-337-9. OCLC:1223025640. QID:Q127580369.

## وصلات خارجيَّة
- حلف الحفاظ على السلاحف. (بالإنجليزية)
- الموقع الرسمي للحفاظ على السلاحف. (بالإنجليزية)
- ندوة حول نُشُوء السلاحف. نسخة محفوظة 28 مارس 2023 على موقع واي باك مشين. (بالإنجليزية)